# 野球場
野球場（やきゅうじょう、英: ballpark）は、野球を行うための運動場である。球場（きゅうじょう）とも。

## 概要

### 規格

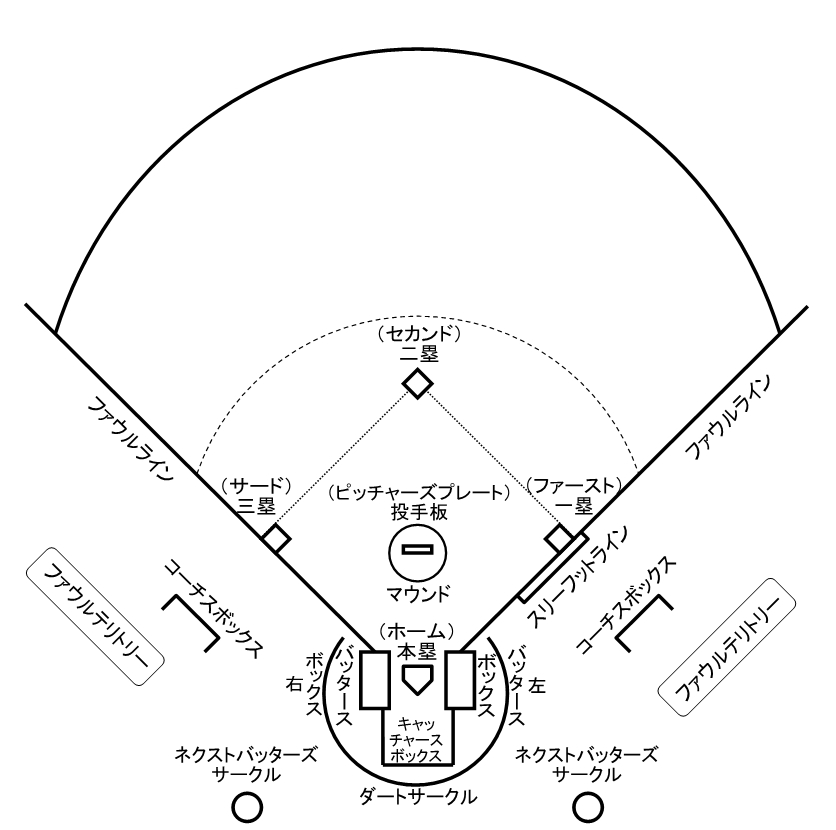
野球場の概要図

野球の発祥地であり本場であるアメリカのMLB（メジャーリーグ・ベースボール）の野球場の形はひとつひとつ異なっている。
もともとアメリカでは野球場は街中の空き地に造られていたため、周囲の敷地や建物の影響を受けて複雑に歪んでいたので、野球場の形状や広さはまちまちでよいということになった。現在でもそうである（ボストン・レッドソックスの本拠地フェンウェイ・パークはそのような昔の名残を色濃く残している）。野球場全体は左右非対称で歪んだ形をしていてもよいし、外野が複雑な形でもよい。外野のフェンスもウネウネと曲がっていても良くて、実際多くの球場のフェンスがそれぞれ敷地の形の都合や周囲の建造物の影響を受けてさまざまなゆがみ方をしており、そこに描かれる「この線を越えるとホームランと認定される線」も各球場の都合で引いてよく、（広告収入をもたらす）宣伝用看板を避けるように複雑に上下に折れ曲がっていてもよい。ファールエリアの形状も各球場ごとに全然異なっており、左右非対称に歪んでいる場合も多い。
ただし内野のサイズは厳密に定められている。すなわちダイヤモンドのサイズ、つまり4つの塁（ベース）が正しく正方形となることや塁間の寸法も厳密に定められている。
MLBの球場のサイズに関する規定はOFFICIAL BASEBALL RULESにかかれている。OFFICIAL BASEBALL RULESの2019年版はこちらに公開されており、その「2.01 Layout of the Field」に書かれている。
最後の2行を解説すると、『本塁からピッチャープレートや2塁へと引いた直線は、東北東方向にあることが“望ましい”』としている。「望ましい」としているので、いわゆる努力義務（努力目標）であり、絶対に守らなければならない規則というわけではない（なぜこのような方角に関する規定があるかというと、この規定に従って本塁を南西に置いた場合、内野席の観客は太陽が視野に入らないためプレーが見やすいのである。さらに多層階のスタンドを持つ球場の場合、内野スタンドの大部分が午後のデーゲーム時には日陰となるので、観客は直射日光に晒されず涼しく観戦できる）。
努力義務（努力目標）であるが、アメリカのMLBの野球場のほとんどはこの努力義務を守っている（例外は、PNCパークやグレート・アメリカン・ボール・パークくらいである。これらの例外的球場は「景観作り」をするために方角の努力目標を後回しにした）。
なお、この努力義務規定に素直に沿った球場だと左投手（左腕で投げる投手）の投げるほうの腕（左腕）は南側になる。ここから左投手は「サウスポー」（south-paw）と呼ばれるようになったとされる。
日本
日本の公認野球規則は、基本的にアメリカのOFFICIAL BASEBALL RULESを翻訳したものであり、やはり2.01章に以下のような野球場の規格についての定めがある。以後この節における数値は全て公式規定である。
ファウルゾーンについては「本塁からバックストップ（ネット）までの距離、塁線からファウルグラウンドにあるフェンス・スタンドまでの距離は60フィート（18.288メートル）以上を推奨する。」 と書かれている。塁線は一、三塁までを指し、外野のファウルゾーンについては規定がない。
外野の広さについては「本塁よりフェアグラウンドにあるフェンス、スタンドまたはプレイの妨げになる施設までの距離は250フィート（76.199 メートル）以上を必要とするが、両翼は320フィート（97.534メートル）以上、また中堅は400フィート（121.918メートル）以上あることが優先して望まれる」と規定されている。両翼とは、本塁と一塁・三塁とを結ぶファウルラインの延長線上を指し、中堅とは本塁と二塁を結ぶ直線の延長のことをいう。
この規定には注記があり、1958年6月1日以降にプロ野球球団が新設する球場は、両翼325フィート（99.058メートル）、センター400フィート（121.918メートル）以上なければならないとし、既存の球場を改修する場合もこの距離以下とすることができない旨を定めている。ただし、日本においてはこの規定を満たさない球場が1958年6月1日以降も多数誕生しており、プロ野球球団の本拠地球場でも規定を満たしていない球場が見られる（詳細は後述）。
2024年3月11日、日本野球機構はセ、パ両リーグのアグリーメントで、プロ野球12球団の本拠地として建造もしくは改修する場合、左右両翼96メートル未満、中堅120メートル未満にできないことを決めた。

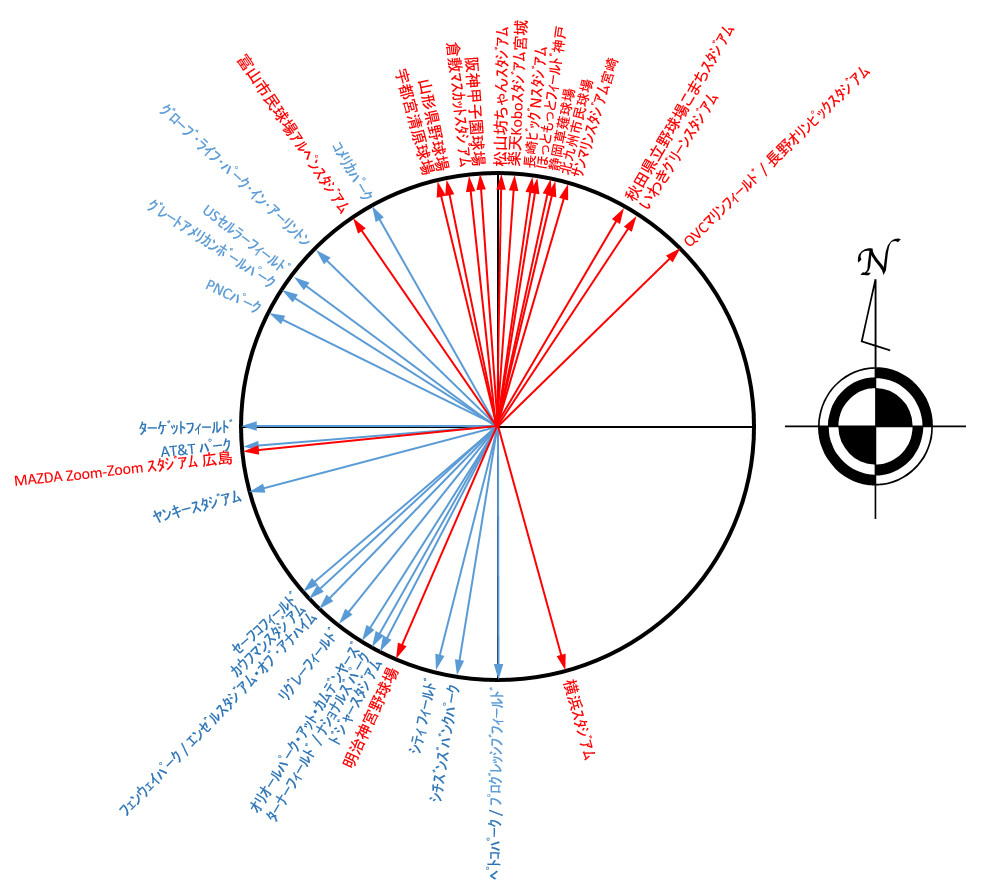
日米の屋外野球場における本塁の方位

日本でもMLBの公式ルールと同様に方角に関する規定が盛り込んであり、「本塁から投手板を経て二塁に向かう線は、東北東に向かっていること」を「理想とする」と努力義務を定めている。
日本の球場は規定を無視して、ピッチャープレートや2塁を南から南南西方向に（「本塁を北から北北東に」）設置する場合が多い。これは日本の球場の多くが、国民体育大会や学生野球といった教育寄りの目的で建設された経緯があり、守備に就くプレイヤーたち（学生たち）への配慮を優先し午後のデーゲームで太陽が視野に入らないよう配慮した方向を選択したためである（代わりに、観客やバッターのほうは犠牲になってしまった）。

### バッターボックス、キャッチャーボックス

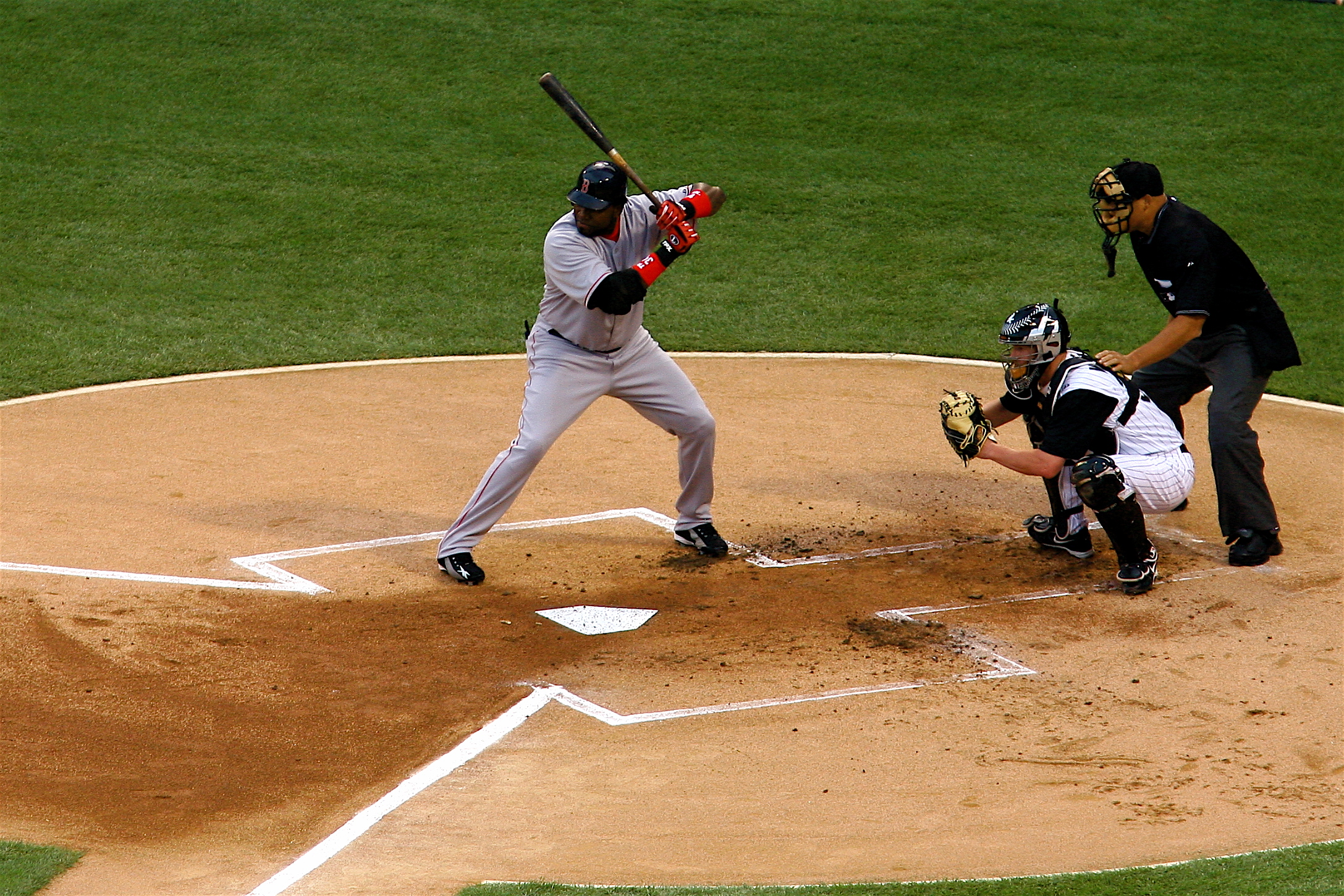
左打席に立つ打者(デービッド・オルティス)。写真右は打者の後方に構える捕手と球審。

バッターボックス（batter's box、ルール上の正式名称はバッタースボックス、もしくは打者席）とは、打撃を行う際に打者が立つ場所のこと。しばしば打席とも言われる。ただし、「打席数」を意味する場合の「打席」は、英語で "plate appearance" という。通常は、天然土やアンツーカーの上に白いチョークで四角い線が引かれ、バッターボックスが示されている。バッターボックスは、本塁を挟んで左右に1つずつ存在し、打者はそのどちらかに入って打撃動作を行う。投手の側から見て右側の三塁方向に近いバッターボックスを右打席、一塁方向に近い左側のバッターボックスを左打席という。
打者の身体の一部分でも、バッターボックスの外で地面に接している時、投手は投球動作を行ってはならない。また、打者が一旦打席に入ったならば、投手がピッチャープレートに足を触れた後に打席を外すためには、必ず審判にタイムアウトを要求しなければならない。打球がフェアグラウンドに飛べば、打者は打者走者（バッターランナー）となって一塁に向かって走る必要がある。左打席の方が一塁ベースに近いため、内野安打に関しては左打席が有利である。
ホームベース後方のファウルグラウンドには、キャッチャーボックス（catcher's box、ルール上の正式名はキャッチャースボックス、もしくは捕手席）が位置している。捕手は、このキャッチャーボックス内で捕球動作を行う。キャッチャーボックスも、バッターボックスと同じく白いチョークで位置が示されている。投手が投球動作を始め、その手からボールが離れるまで、捕手は必ずファウルグラウンドに設けられたキャッチャーボックス内に位置していなければならない。

### ネクスト・バッタースボックス、コーチスボックス
次打者、もしくは代打予定者が待機する場所として、ダートサークル側方の規定された位置（一塁三塁側それぞれ一箇所ずつ）に直径5フィートの円形区画が設けられ、これをネクスト・バッタースボックス（next batter's box、次打者席）と呼ぶ。ネクストバッターズサークル、ネクストバッターサークル、ウェイティングサークルなどとも称される。
また、一塁三塁のファウルゾーン側には、ベースコーチのためのコーチスボックス (coach's box) が白チョークなどにより明示される。

### 内野
野球場のグラウンドは、大別して内野と外野の2つに区分できる。内野には4つの塁（るい、英:base または bag、日本語でもしばしばベースと呼称）が置かれ、内野を守る捕手、投手を除く4人の野手が内野手と呼ばれる。内野の正方形内のことをダイヤモンドとも呼ぶ。

#### 本塁

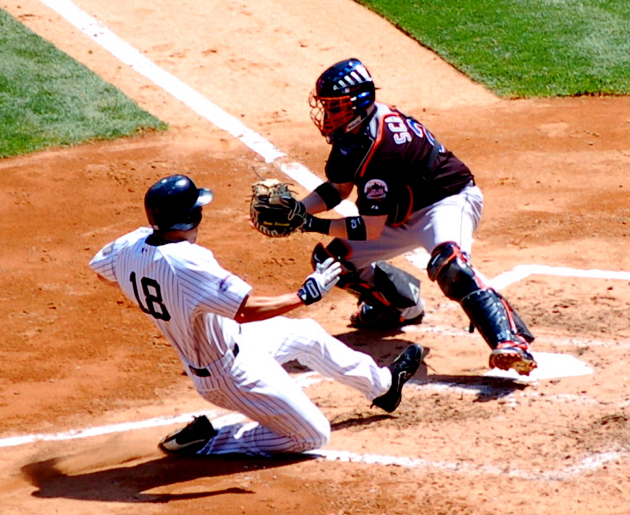
本塁上は、度々捕手と走者のクロスプレイの場となる

本塁は、内野に位置する4つの塁のうち、左右両バッターボックスの間に位置する塁である。ホームベース（home base）、またはホームプレート（home plate）ともいう。4つの塁の中で最もジャッジの基準に用いられることが多い塁であり、得点を記録するために最終的に到達しなければならない塁である。本塁は五角形のゴム板で、グラウンドと面一に埋め込まれている。そのためプレイの最中に本塁が土に覆われてしまうということはしばしばであり、その都度球審がブラシで本塁上の土を払う光景が見られる。
野球場を作るには、まず本塁の位置を決める必要があり、これを基準にして他の塁やマウンドなどの位置が決められる。公認野球規則2.02では、本塁を次のように定義している。
本塁は五角形の白色のゴム板で表示する。この五角形をつくるには、まず一辺が 17 インチ（43.2 センチメートル）の正方形を描き、17 インチの一辺を決めてこれに隣り合った両側の辺を 8.5 インチ（21.6 センチメートル）とする。それぞれの点から各 12 インチ（30.5 センチメートル）の二辺を作る。12 インチの二辺が交わった個所を本塁一塁線、本塁三塁線の交点に置き、17 インチの辺が投手板に面し、2 つの 12 インチの辺が一塁線及び三塁線に一致し、その表面が地面と水平になるように固定する。
本塁は、塁やマウンドを設ける上での基準点としての役割だけでなく、ストライクゾーンの幅を決める基準としての役割も持つ。打者が打とうとしなかった（バットを振らなかった）投球がストライクと判定されるためには、インフライト（ノーバウンド）で本塁上を通過していることを必要とする（三振、一塁に走者がいない、ワンバウンドで捕球された・若しくは後逸、この3条件が満たされた瞬間は振り逃げが可能となり、出塁できる）。
走者がアウトにならずに本塁に達すれば、得点が記録される。そのため、得点させまいと触球を試みる捕手と、触球を避けようとする走者がぶつかり合うクロスプレイが起こることもあり、他の塁に比べて激しいプレイが起こりやすい。中には、捕手が本塁に触れさせまいと走路をブロックしたり、逆に、ブロックする捕手を、返球されるボールを受け取る前に突き飛ばして本塁前から排除し、本塁に触れようと体当たりを敢行する走者もみられる。これらのプレイは野球の醍醐味の一つと見られる向きもあるが、大怪我や大事故につながりかねない、非常に危険なプレイであり、また状況によっては走塁妨害あるいは守備妨害が宣告される反則行為ともなり得るものである（ぶつかり方によっては乱闘の発端にさえなる）。
プロ野球やメジャーリーグでは、審判の判定に不服を持った選手が抗議の意思を示すために、土を蹴り上げて本塁の幅を狭くしようとしたり、つばを吐いたり、プレート脇に“今の球はボールだろ”とバットで線を引いたりする行為を見かけることがある（これを実際に行うと球審侮辱で退場となる）。

#### 一塁

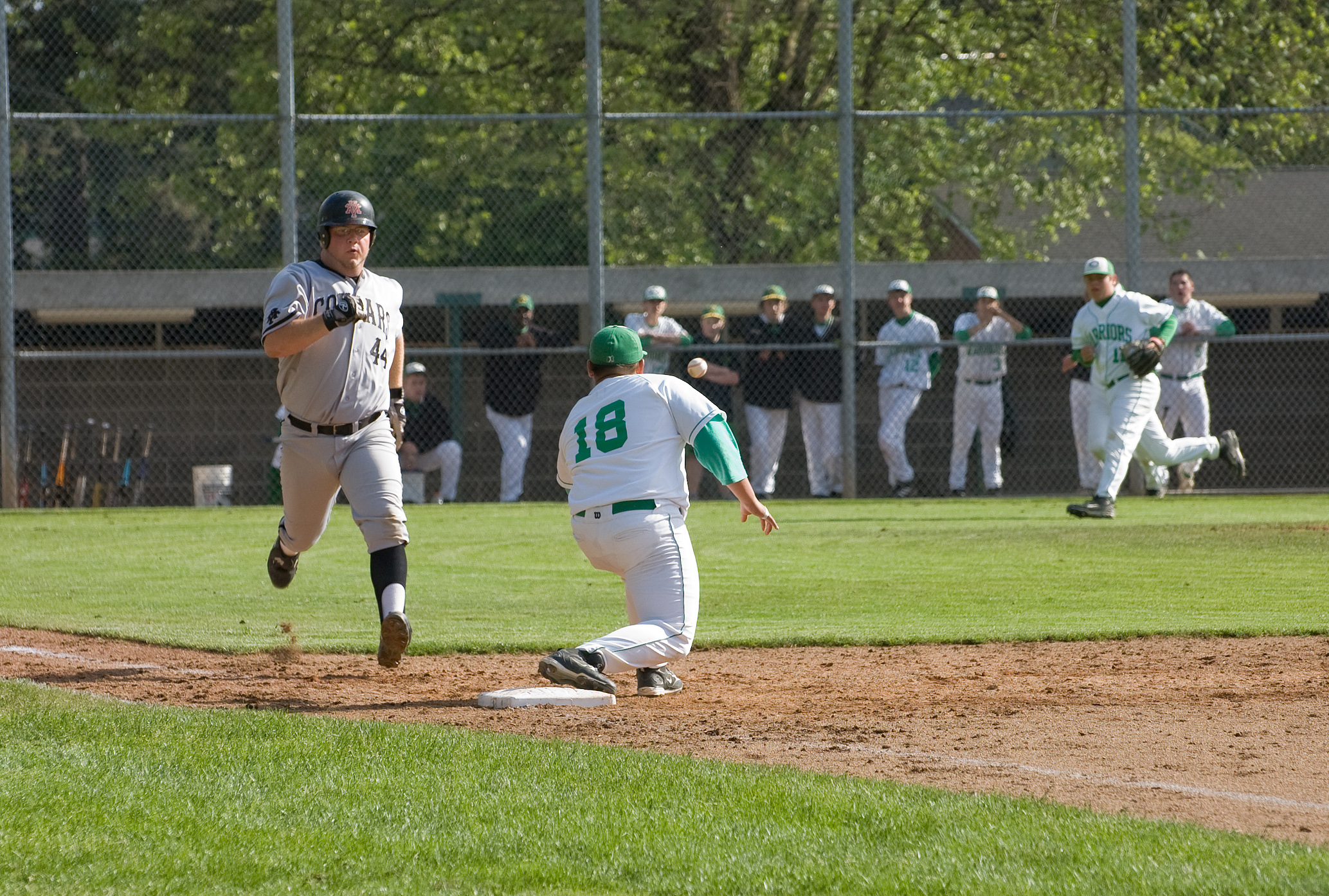
一塁ベースへ向かう打者走者と、送球を捕球しようとする一塁手。

一塁（first base、または1B）は、内野に位置する4つの塁のうち、本塁側から見て右に位置する塁であり、打者走者が最初に到達しなければならない塁である。打者走者は、ただちに一塁に戻ってくる（二塁へ進塁を試みず、一塁へ戻ってくる）ことを条件として、駆け抜けることが認められている。一塁側ファウルライン（塁線）には「スリーフットライン」が設定されている。
打者がアウトにならずに一塁ベース上に到達することを出塁という。出塁が可能なのは安打、四球、死球、失策、野手選択、振り逃げ、打撃妨害、走塁妨害のいずれかの場合である。
一塁ベース付近を守る野手を、一塁手（first baseman）という。一塁手は各内野手からの送球の的となるため、長い四肢を持つ長身の選手が好ましいとされる。一般に打球や送球の捕球や、捕球後の送球、牽制球の触球では左投げの選手（サウスポー）の方が有利だとされる。右投げの選手は捕球後、体を90度回転させて無理な姿勢での送球になりがちだが、サウスポーなら自然体で投げることができる。牽制の触球は右手にミットを持つほうが素早く行うことができる。一塁手は普段、一塁から離れて守っているが、牽制球を受ける際には、塁に片足を付け、投手からの牽制送球に備える。

#### 二塁
二塁（second base、または2B）は、内野に位置する4つの塁のうち、本塁からマウンドへ延びる直線の延長上に位置する塁であり、一塁に到達した走者が、2番目に到達を目指す塁である。
本塁から最も遠い塁である（127フィート3.375インチ＝38.184メートル）ため、一塁走者が二塁到達を狙って盗塁（二盗）を企てることが多い。二塁に走者が到達すると、単打でも本塁まで帰ってこられる可能性が高くなり、得点の可能性が一気に増す。そのため、二塁、もしくは三塁上に走者がいる状況を得点圏（scoring position）という。
二塁は、一塁や三塁のように一人の選手だけによって守られる塁ではない。一塁と二塁の間に二塁手（second baseman）、二塁と三塁の間に遊撃手（shortstop）が位置し、2人で連携して二塁の守備に当たる。二塁手と遊撃手は、併殺やベースカバーなどで、高度な連携が必要とされる。
一塁手と二塁手の間にあるスペースを一二塁間、二塁手と遊撃手の間にあるスペースを二遊間と呼ぶ。

#### 三塁
三塁（third base、または3B）は、内野に位置する4つの塁のうち、本塁側から見て左に位置する塁であり、二塁に到達した走者が、その次（3番目）に到達を目指す塁である。
三塁を占有できれば次に進塁すべき塁は本塁であり、この意味で本塁に最も近いということができる。三塁に走者がいる場合は得点の可能性が高い。安打での得点に加えて、無死また一死の状況で走者が三塁にいる場合は犠牲フライやスクイズプレイ、内野ゴロなどでも得点が可能になる（犠牲フライの場合は野手が余程の強肩でなければ捕手の触球は間に合わない）。暴投や捕逸が直接得点に結びつくため、投手はより慎重な投球を強いられる。
三塁への盗塁（三盗）が試みられることもあるが、物理的距離の意味でも本塁・二塁間の距離よりも本塁・三塁間の距離は短いため難易度は高く、二盗と比較すれば三盗が行われることは少ないといってよい。ただし、少ないといっても三盗はしばしば目にするプレイである。三盗の難易度は高いが、投手の油断を突いて試みられることが多い。三塁手と遊撃手の間にあるスペースは三遊間と呼ぶ。

#### 一・二・三塁の位置、形状
一塁・二塁・三塁の位置や形状については公認野球規則2.03で定められており、ベースバッグは正方形で、白色のキャンバスかゴムで覆われた厚みのある形状である。設置位置は、一・三塁はバッグが内野の正方形内に完全に収まるようにし、二塁は、バッグの中心が二塁地点に重なるようにする。
厚さは3インチ（7.6センチメートル）ないし5インチ（12.7センチメートル）。大きさは正方形の一辺が15フィート（38.1センチメートル）と定められていたが、MLBでは2023年から18インチ（45.7センチメートル）に改められた。このベースは「ビガー・ベース (bigger base) 」とも呼ばれ、野手と走者が接触して負傷するのを防ぐ目的があるが、一・二塁間や二・三塁間は4.5インチ（11.4センチメートル）短くなるため、盗塁を試みる走者には有利に働く。
ベースバッグは必要に応じてダートエリアから取り外せるようになっている（外した後の穴は蓋を填めて塞ぐ。蓋がスライド式の作り付けになっている球場もある）。

### 外野
外野には、ホームベース方向から見て左側から順に左翼（レフト）、中堅（センター）、右翼（ライト）の3つのポジションが存在する。それぞれの守備を担当する左翼手、中堅手、右翼手の3人をまとめて外野手と呼ぶ。

### 付帯設備
おおむね次のようなものがあるが、野球場の規模によって付帯する設備は大きく異なる。

#### フェンス

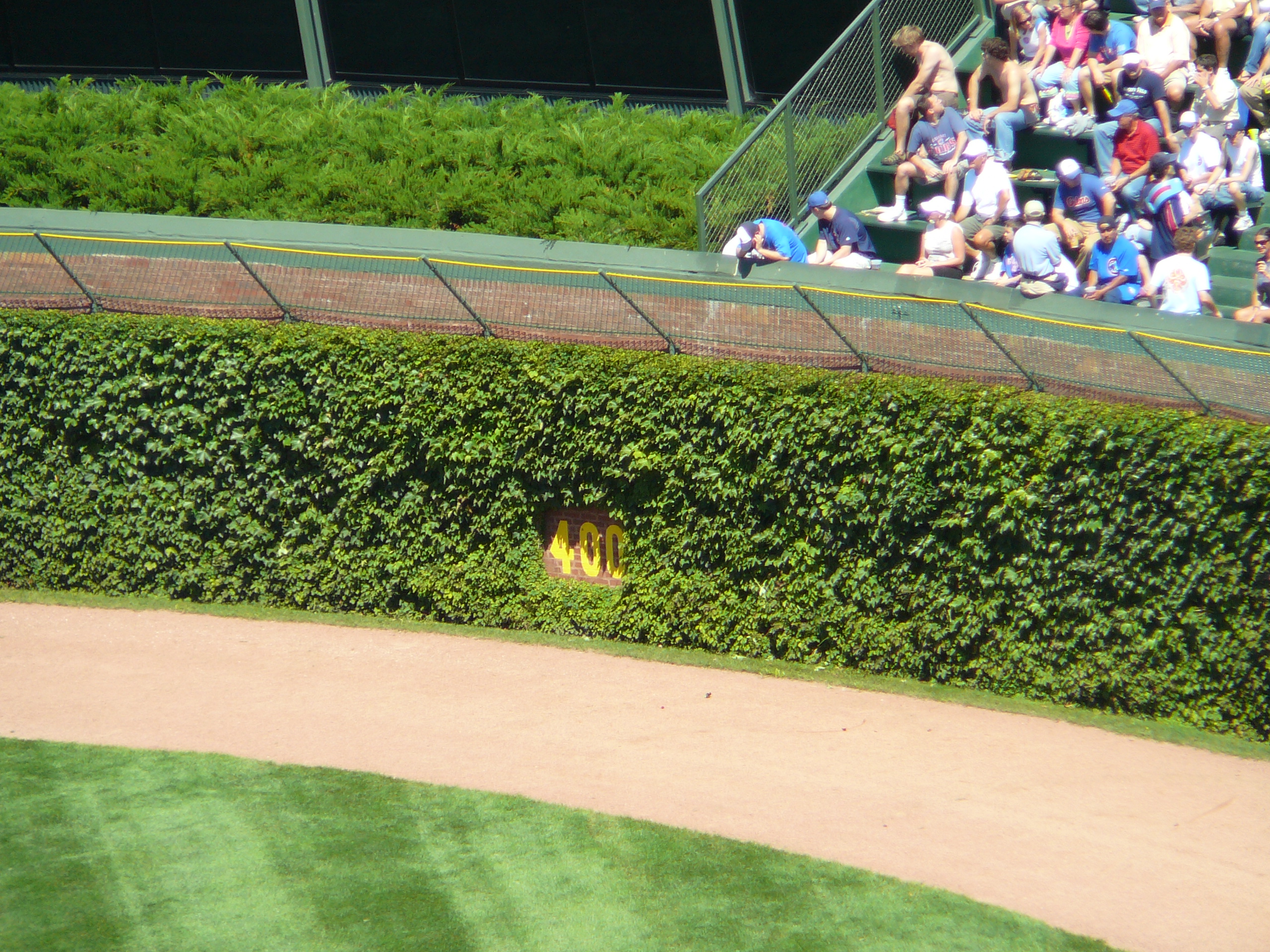
リグレー・フィールドの特徴的な外野フェンス。蔦が生い茂っている。

外野及びファウルゾーンに設け、グラウンドとグラウンド外とを区切る柵。コンクリートパネルや金網などが用いられる。野手がフェンス際の打球を取りに出て衝突した際に怪我をしないよう、安全対策としてコンクリート部分には発泡ラバーや発泡ウレタン、ポリエステル不織布などの素材で造られた緩衝材を被せているところが多い。
抜ければ長打になるかという打球を、外野手がフェンスに衝突し転倒しながらも捕球することがある。また本塁打性の打球を、外野手が背走してフェンス際でグラブを差し出して捕球したり（フェンスに達すれば打者走者が二塁にまで進んでしまう事は確実）、時にはフェンスによじ登って捕球したりと、身を挺して本塁打を防ぐこともある。こうした好プレーは外野手の見せ場の一つでもある。
かつて日本国内にはフェンスに緩衝材を設けていなかった野球場が数多く、プロ本拠地でも対策が立ち遅れていた。1977年4月29日に川崎球場で開催された大洋ホエールズ対阪神タイガース9回戦で、左翼への飛球を追った阪神・佐野仙好がフェンスのコンクリート部に頭を強打し重傷を負ったことがきっかけで、プロ本拠地にはラバーフェンスの設置が義務付けられた。1988年以降は、フェンスに緩衝材が設置されていない野球場では地方に所在するものも含め、プロ野球の試合は一切開催できないと取り決められており、現在はアマチュア野球の公式戦の多くも、緩衝材が設けられている野球場で行われている。
西武ドームや長野オリンピックスタジアムなどファウルゾーン内にブルペンを設けている野球場では、グラウンド間を金網フェンスなどで区切っているところがある。このうち西武ドームでは2001年6月20日に開催された西武ライオンズ対大阪近鉄バファローズ16回戦で、一塁側ファウルゾーンへの飛球を追った西武・平尾博嗣がブルペンのフェンスに衝突した際、右足のスパイクを金網に引っ掛けて足首を強く捻り、複雑骨折する重傷を負ったのがきっかけで、同年オフにブルペンのフェンス下部をラバーフェンスに改修している。しかし地方球場のブルペン付近のフェンスは現在も、地面まで金網となっているところが多い。
アメリカでも、リグレー・フィールドの外野フェンスには緩衝材が設けられていないが、フェンスの壁面にツタを植栽して代用している。

#### バックネット
公認野球規則上はバックストップと呼ばれ、本塁から基本的に60フィート（約18.288メートル）以上離れて設置される、ボールが後方場外に飛び出すのを防ぐ構造物。とくに本塁後方方向へのファウルボールは勢いがある場合が多いので、網で作られている場合が多く、通称としてバックネットと呼ばれる。バックネットが設置されていない野球場は皆無といって良い。バックストップの距離はあくまでも推奨値となっているが、日本版の規則のみ「必要」となっており、この事がエスコンフィールドHOKKAIDOのバックストップが海外事務所HKSの設計により50フィート (約15.18メートル)であったことに関して論争を生んだ。
2024年3月11日、日本野球機構は、公認野球規則で定めている本塁からバックネットまでの距離60フィート(18.288メートル)に関し、セ、パ両リーグのアグリーメントで「60フィート以上を推奨するが、14メートル未満にすることはできない」と定めたと発表した。
一般的には支柱を立てて金属製もしくは合成繊維製の網を張る場合が多い。観客の多い野球場では細くて強度のあるステンレス製の網を用いたり、柱を用いず観客席上に張ったロープから網を吊り下げたり、バックネットを黒く塗る、網ではなくアクリル製の透明の板を使うなど、観客の安全性と視認性を高めるために工夫をこらしている野球場も多い。

#### ファウルポール

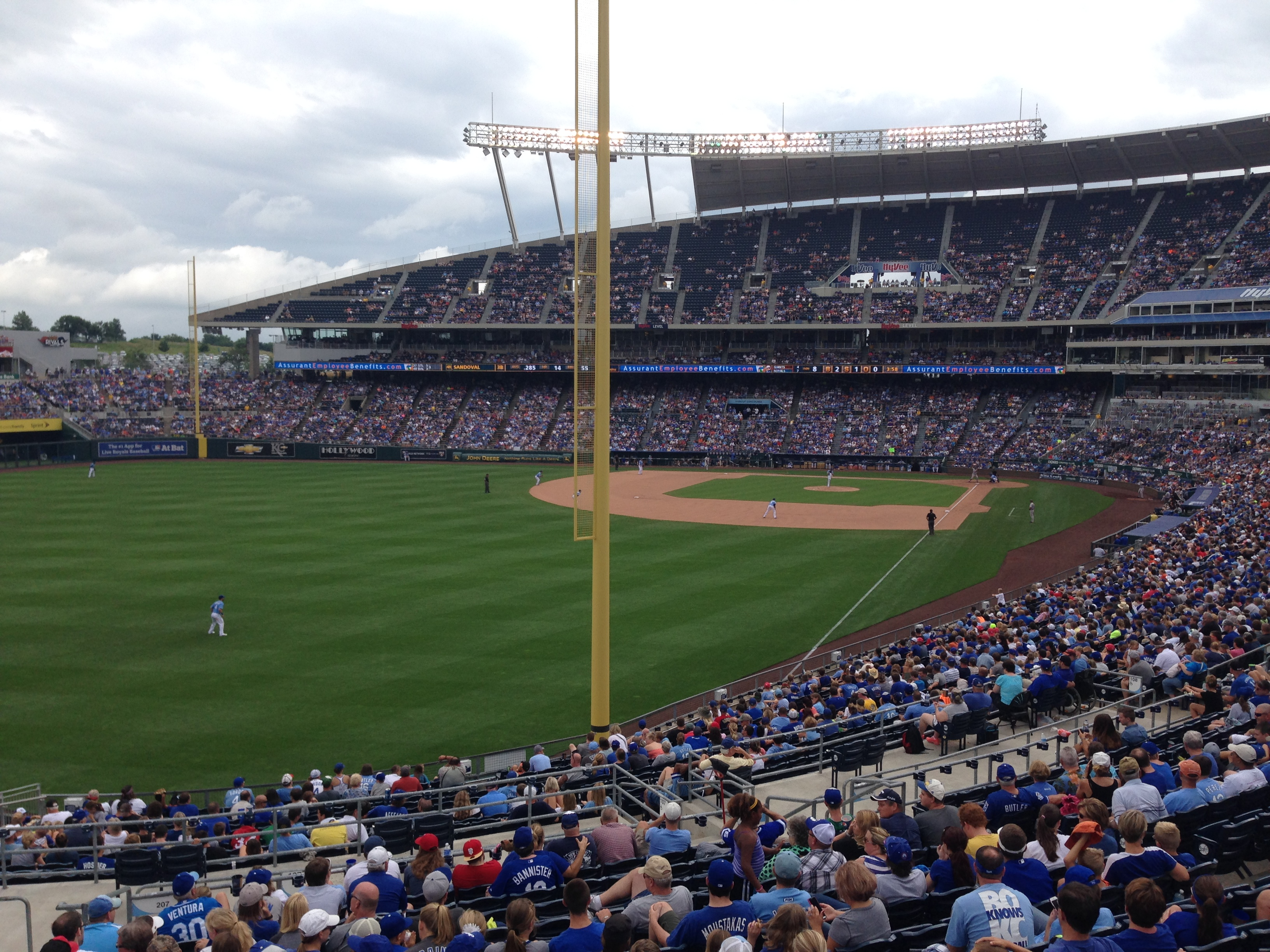
ファウルポール

打球がフェアかファウルかを判断するため、ファウルラインがフェンスと接する地点に立てる柱。公認野球規則では「白く塗らなければならない」と定められているが、打球の判別の便宜上、他の色でもよいとされている。白色ではボールが見えにくいことがあるため（幻の本塁打一覧）、現在はより判別しやすい黄色や橙色が多く使われている。判断をより正確にするため、ポールのフェア地域側にネットを取り付け、打球がファウル側からフェア側へ、またフェア側からファウル側へ飛び込まないよう考えられたものもある。
打球が直接ファウルポールに接触した場合は本塁打、打球が地面やフェンスに当たってからポールに接触した場合は二塁打となる。

#### スコアボード

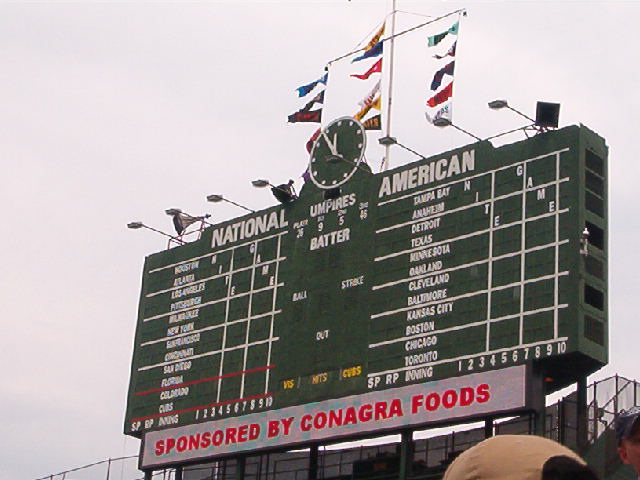
リグレー・フィールドのパネル式スコアボード

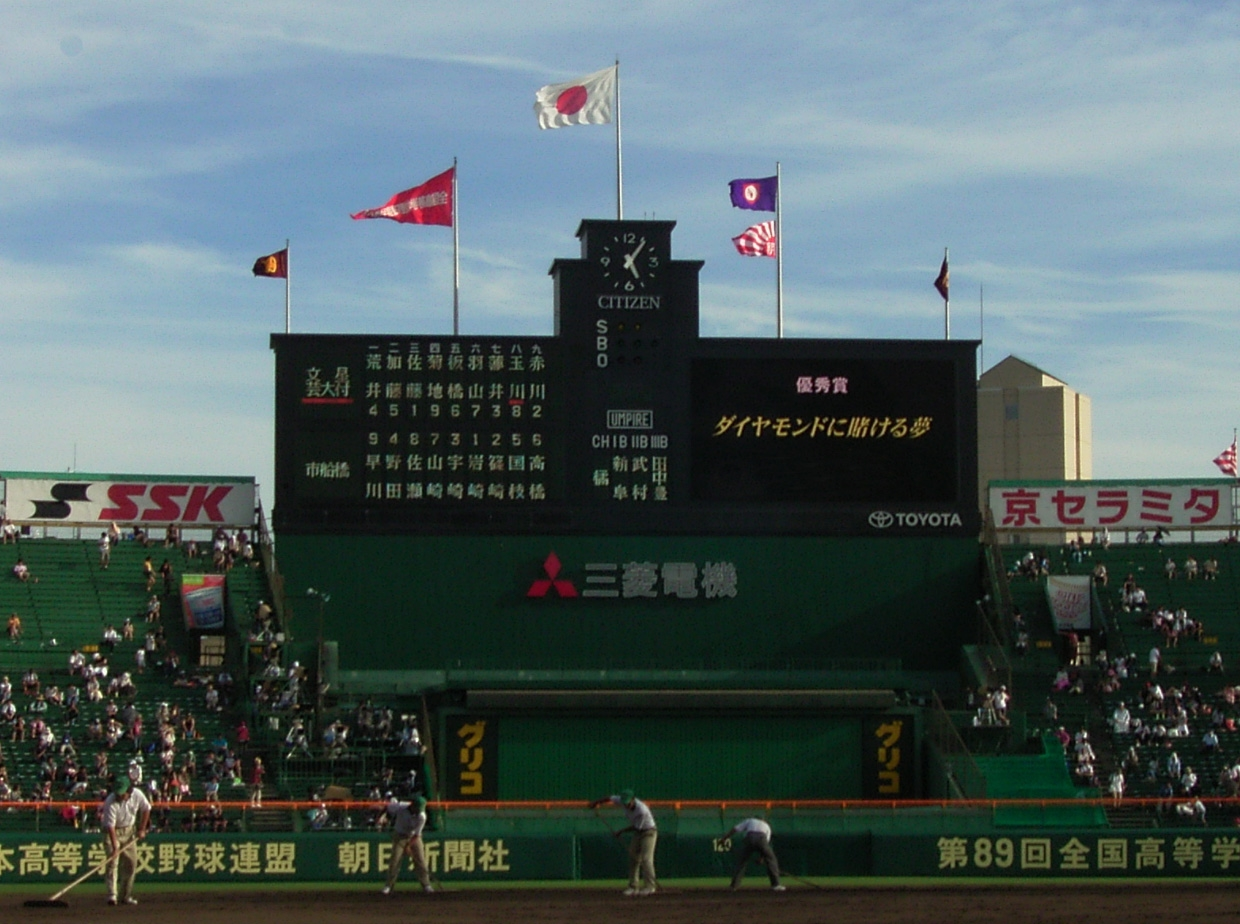
阪神甲子園球場の3代目スコアボード

競技の得点や出場選手、ボール・アウトカウントなどを表示するための設備。通常、外野中堅の後方に設けられることが多い。従来はイニングスコアや選手名をパネルにより掲出する方式が一般的で、鉄や木のパネル（黒板）にチョークで手書きするか、紙に印刷したものを貼付して表示していた。人力による作業を必要とするため、出場選手が交代する場合等にはパネルの入れ替えや書き換えに手間取ることもしばしばあった。
日本では1970年、後楽園球場に初の本格的な電光式スコアボードが導入された。当時は電球式で画素が粗く、画数の多い漢字などの表示がままならないケースもあり、かつて、ロッテに在籍していた醍醐猛夫は画数が多いため、一部の地方球場では「ダイゴ」とカタカナ表記で書かれていた事もあり、本人も「ファンの方から『外人選手だと思った』と言われた事があった」と言う。他に、地方球場ではないが、巨人や中日で外野手を努めた与那嶺要も『ヨナミネ』と書かれたスコアボードの写真が「プロ野球60年史」のオールスターの写真に掲載されている。
1975年からパシフィック・リーグで指名打者制度が採用されるようになったが、多くの球場では9人分しか表示できないため、守備中は投手、攻撃中は指名打者の選手を入れ替えて表示したことがあった。後楽園ではチーム名を表示する箇所に投手名、神宮球場では単色掲示板だった時代はフリーボードの箇所に投手名を表示したことがあるほか、川崎球場でもロッテオリオンズが本拠地とするようになった1978年に投手を含めた10人分を記載できるよう改造された。
現在は高輝度放電管や発光ダイオード（LED）を使用した電光式のシステムや、電磁石で制御する磁気反転式のシステムを使用して表示部を遠隔操作する方式が主流である。1997年以降、日本のプロ12球団が本拠地とする野球場は全て電光式を採用しており、それに加え大型映像装置が設置されている。これにより投手の球速、打者の現時点における打率・本塁打数・打点（その打席での結果如何――安打を打ち出塁するか、三振や凡退に終わるか――でこれら数値は変動するが、これも演算により修正可能で、上昇・下降が即時表示される）、風向・風速（千葉マリンスタジアム。測定用の風車がフラッグポールと同じ位置にある）などさまざまな情報を表示できる他、映像装置を使用して観客により多くの情報を提供でき、かつ様々な演出が行えるようになった。なおメジャーリーグではリグレー・フィールドのようにパネル式を敢えて残している球場もある。
1980年代後半から各地で採用されている磁気反転式のスコアボードは、ランニングコストやメンテナンスの低廉さと直射日光下での視認性の高さから主に地方球場で普及したが、表示部が自ら光を発せないため夜間にはスコアボード全体をライトアップせねばならず、また経年劣化すると表示部が帯磁して円滑に回転しなくなるという難点があり、老朽化して動作不良を起こすケースがしばしば発生している。
近年はフルカラーLEDのコスト低下に伴って映像装置の導入コストが低廉になったこともあり、本拠地球場ではスコアボードの全面を映像装置として、イニングスコアや選手名表示などといったスコアボード本来の表示機能を映像装置に表示させたり、画面全体を使った演出を行ったりする施設も増加している。なお、こうした派手な装飾のある表示形式はプロ野球での使用時のみで、それ以外のアマチュアの試合で使用する場合のためのシンプルな表示形式も用意している。また地方球場においても、消費電力が少なく且つ昼夜を問わず視認性を確保できるLED式のスコアボードを採用する例が多くなりつつあり、近年は郡山総合運動場開成山野球場（ヨーク開成山スタジアム）、埼玉県営大宮公園野球場、新潟県立野球場（HARD OFF ECOスタジアム新潟）、富山市民球場（アルペンスタジアム）、長良川球場、沖縄市野球場（コザしんきんスタジアム）などプロ本拠地ではない野球場でも映像装置を採用する例が増えつつある。
また磁気反転型のものも品種改良がなされ、より遠くからでも文字情報などが識別しやすいレモンイエロー（蛍光黄色）の文字盤を使ったものや、文字盤のパネルにLED電球を装着し、薄暮やナイターでも電光表示並みに明るさを保つことができるスコアボードが設置されている。

#### バックスクリーン
外野の中堅後方に設けられる暗色の板状の部分。打者・捕手・球審が投手の投球を視認しやすいように設けられる。日本では一般にバックスクリーンと呼ばれるが、これは和製英語で、英語ではcenterfield screen、もしくはcenterfield fence、batter's eye screenなどと呼ばれる。
公認野球規則に定めはないが、プロ野球球場ではバックスクリーンかこれに類似した措置（それに相当する外野席を暗色にしてその部分には観客を入場させないなど）が執られている。スコアボードと一体化されている野球場も多い。

#### ブルペン
投球練習場。内野ファウルグラウンドに多く設けられたが、甲子園球場や藤井寺球場では外野ラッキーゾーンにあった。練習中に打球が当たる恐れなどもあることから、近年、プロ野球球場では観客席下など（1階の関係者施設地区。ダグアウト後方）に設けていることが多い。メジャーリーグの球場では外野席と外野フェンスの間、ファウルグラウンドなどフィールド上に設けられている場合が多い。

#### プレーヤーズベンチ
両チームの選手、コーチなどの控え場所で、一塁、三塁のファウルグラウンド外側に設けられる。公認野球規則2.05には「ホームクラブは、各ベースラインから最短25フィート（7.62メートル）離れた場所に、ホームチーム及びビジティングチーム用として、各一個のプレーヤーズベンチを設け、これには左右後方の三方に囲いをめぐらし、屋根を設けることが必要である」とある。グラウンドよりも低い位置に設けられたものを「ダッグアウト」（dugout）、グラウンドと同じ高さに設けられたものを「ベンチ」（bench）と呼ぶ。プロ野球球場では、観客席を設ける関係でグラウンドよりも低いダッグアウトが多い。
公認野球規則にはどちらをホームチーム側とするといった規則はない。
日本のプロ野球では一塁側をホームチーム、三塁側をビジターチームが使うことが多いが、利便性を考慮する場合がある（ZOZOマリンスタジアムでは一塁側の屋根にのみロッテと千葉ロッテマリーンズのロゴが描かれている。一方ベルーナドームと楽天生命パーク宮城では逆に三塁側がホームチームで、埼玉西武ライオンズ、東北楽天ゴールデンイーグルスとファンはこちらに陣取る）。2023年現在、ホームチームが三塁側を使用するのは楽天、西武の2チームである。また、各球団の二軍の本拠地は選手寮に隣接しているものが多く、そのため選手寮に近い方をホームチームが使用することが多い。メジャーリーグの球団ではバラバラで、参加30チームのうち12チームが三塁側ホームである。
韓国のプロ野球は参加10チームのうち2チームが三塁側ホームである。

#### 観客席（スタンド）

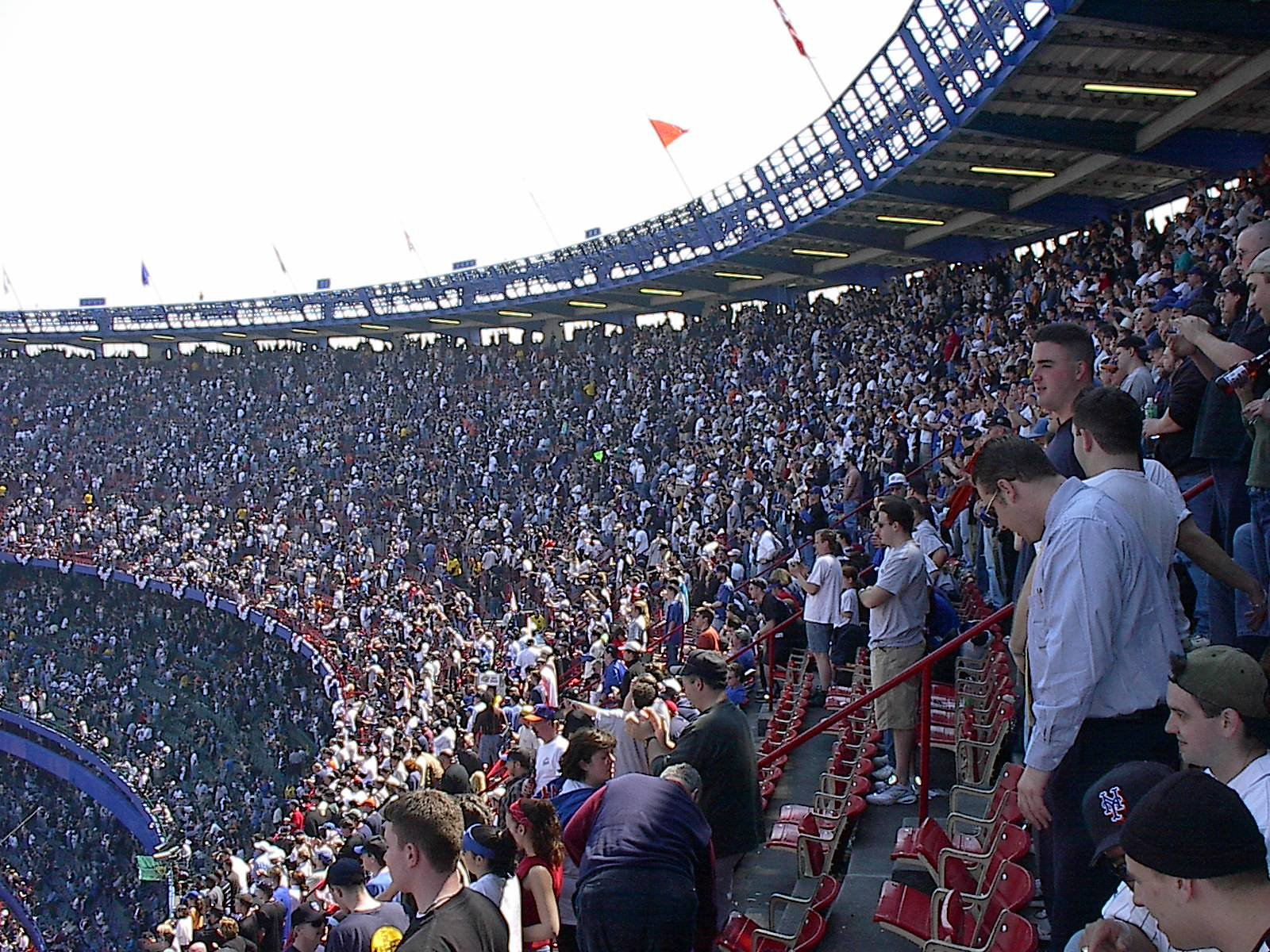
満員の観客席（シェイ・スタジアム）

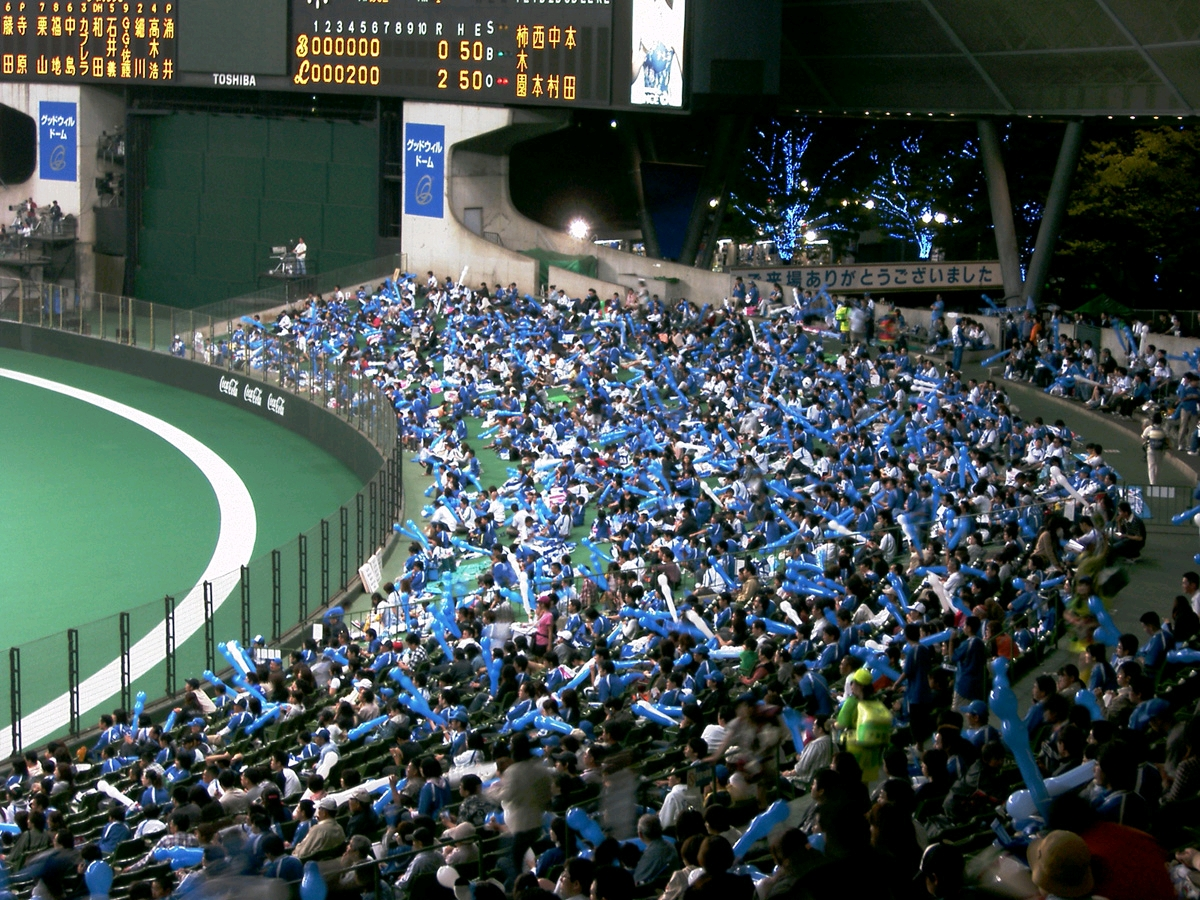
西武ドームの外野芝生席（当時）

競技を観覧するための座席を備えた建物。グラウンドに向かって階段状に設けられる。外周がグラウンドに近い形状のものと円形になっているものがある。重層になっていたり、屋根が付いたりする場合もある。小規模な野球場では外野席が土盛り（芝生のみで座席が設けられないことも多い）であったり、観客席が内野にしか設置されていないものも見られる。2021年現在日本国内でプロ野球本拠地として使用されている12球場のうち、MAZDA Zoom-Zoom スタジアム広島（以下「マツダスタジアム」）、楽天生命パーク宮城の外野席の一部に、固定式の座席が設けられていない芝生席が存在する。また、ベルーナドームは2020年まで外野席の大部分が芝生席であった。
日本では、プロ球団の一軍が本拠地・準本拠地として使用する球場は、全てが収容人数3万人以上の規模である。最も収容人数が多い球場は阪神甲子園球場（収容人数47,808人）、次いで東京ドーム（収容人数約47,000人弱、ただし非公式）である。二軍の本拠地球場は全体的に座席数が少なく、数百～数千の収容人数となっている。
日本では、観客席が重層の球場は少なく、12球団の本拠地13球場で重層なのは半数以下の5球場である。各球場とも外野席に一定の座席を割いており、応援の中心が外野席であることも大きな特徴である。ほぼ全ての球場で、外野席に私設応援団が陣取っており、鳴り物（トランペット、太鼓、呼子笛）を利用した組織的応援が行われる。また試合内容によってはホーム側ファンとビジター側ファンの衝突さえ起きかねないため（試合終了後、場外での挑発合戦から睨み合いに発展し、機動隊が割って入って規制線を引いた事例さえある）、多くの本拠地球場でホーム側ファンの立ち入りを認めない「ビジター応援席」区域が設定される。
アメリカでは、メジャー球団が本拠地とする球場の多くが4万人以上の収容人数を誇る。アメリカンフットボールとの兼用球場を除く野球専用球場で収容人数が4万人を下回るのは、フェンウェイ・パーク（36,108席）、カウフマン・スタジアム（38,030席）、トロピカーナ・フィールド（36,048席）、PNCパーク（38,496席）の4球場のみである。
- 2008年までは、旧ヤンキー・スタジアムが57,545人という最多の収容人数を誇ったが、2009年から新ヤンキー・スタジアム（収容人数52,325人）に移転したため、収容人数1位の座をドジャー・スタジアム（収容人数56,000人）に譲った。ただし、2003年のワールドシリーズでは、フロリダ・マーリンズが本拠地ドルフィン・スタジアムで通常時は開放していないフットボール用の観客席を開放したため、第5戦で65,975人の観客を動員している。

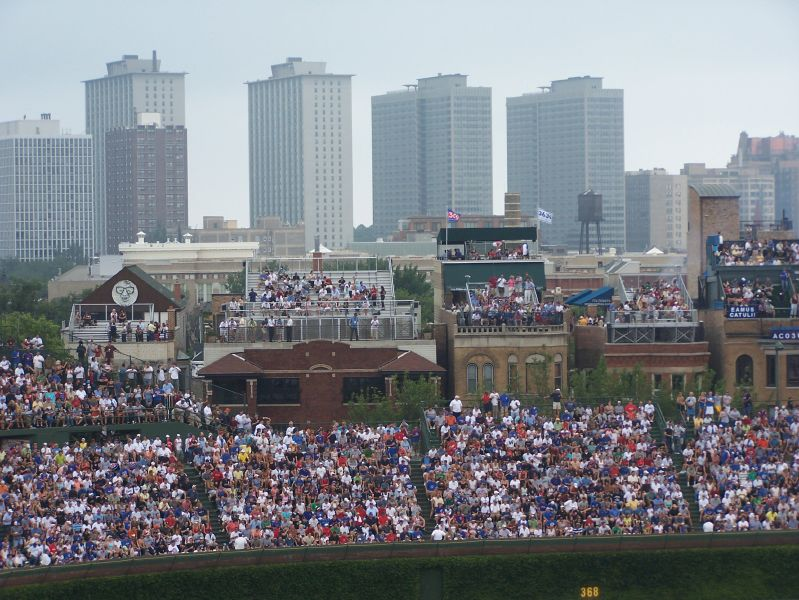
リグレー・フィールドの外野スタンド。球場に隣接する家屋の屋上にも観客席が設けられている。

マイナーリーグの球場も、日本の二軍本拠地球場とは違い、一定以上の観客席が設けられている。AAA級では、収容人数23,145人のローゼンブラット・スタジアム（現在は閉場）を筆頭に、殆どの球場が1万席以上の観客席を備えている。AA級やA級、ルーキー級でも、数千人〜1万数千人の収容人数を持つ球場が揃っている。これは、米国でベースボールが国民的娯楽（national pastime）として広く親しまれている証である。
米国の球場は、日本とは違い観客席が重層のものが殆どである。ニューヨーク・ヤンキースのかつての本拠地ヤンキースタジアムのような巨大球場は、5階席まで存在する。野球は少しでもフィールド（内野・投手・打者）から近い位置で観戦するものだという意識によるものである。外野席に割かれる座席数は、球場によって違いはあるものの、概して少なめである。カンザスシティ・ロイヤルズの本拠地カウフマン・スタジアム（2008年度まで）や、ニューヨーク・メッツの前本拠地シェイ・スタジアムは、外野席がほとんどないことで有名であった。
韓国では、ロッテ・ジャイアンツの本拠地社稷野球場、LGツインズと斗山ベアーズの本拠地蚕室総合運動場野球場、SKワイバーンズの本拠地文鶴野球場の三球場が3万人以上の収容人数を誇る。日本と違って内野スタンドに応援団用のスペースが存在し、チアリーダー付きの応援が行われているのが大きな特徴である。
台湾では中信兄弟の本拠地台中インターコンチネンタル野球場が国内最大となる20,000人収容の観客席を有し、その他のプロ球団が使用する球場は収容人数が1万人台である。

#### 照明
夜間（昼間でも薄暗い時等）に試合を行うためにグラウンドを照らす設備。グラウンド全体を照らすため、複数（数個から数百個前後）の電球から成る照明を鉄塔など一定の高さの場所に設置する。光源には水銀灯、高圧ナトリウムランプ、ハロゲンランプ、メタルハライドランプ、LED照明などが用いられている。
野球場の照度は硬式、軟式と競技区分別にJIS規格で定められている。プロ野球（ここではNPBを指す。以下同じ）の場合、内野は1500 - 3000ルクス、外野は750 - 1500ルクスの平均照度が必要とされている。
日本で初めて野球場に照明設備を設置したのは1933年7月、早稲田大学の戸塚球場である。高さ30.6mの照明塔6基に1.5kWの電球を156個取り付けたもので、照度は内野で150ルクス、外野で90ルクスしかなかった。1948年8月17日には、横浜ゲーリッグ球場（現存せず）でプロ野球初のナイター試合が行われている。
ナイター設備が普及し始めた1950年代には白熱電球による照明が使われていたが、白熱電球の暗さを補うために水銀灯との組み合わせが考案された。1956年4月に阪神甲子園球場に設置されたものが初で、白・オレンジ2色の照明を組み合わせた様子から「カクテル光線」と称され、ナイター試合の代名詞として定着した。1962年に完成した東京スタジアム（現存せず）は1600ルクスの照明を備えていたことに加え、当時は球場周辺に建物が少なかったため夜間は球場の明るさがひと際目立ったこともあり「光の球場」とも呼ばれた。その後、明るいが演色性が十分でない水銀灯を置き換えるため、メタルハライドランプと高圧ナトリウムランプの組み合わせが主流となったが、白とオレンジの光色は引き継がれた。2010年代からはより省エネ性に優れ、これまでのものとは異なり即時点灯が可能で、かつ単色でも十分な演色性・光量を得ることができるLEDが導入された。国内で最初に導入されたのは2015年の横浜スタジアムと福岡ドームで、以後プロ野球の本拠地では徐々にLED化が進み、2025年のマツダスタジアムを最後にプロ野球の本拠地全てがLED化された。なお、阪神甲子園球場ではカクテル光線を再現したLEDを導入している。
照明設備は内野1塁側・3塁側に2基ずつ、さらに外野に2基、計6基架設する形式のものが最も一般的だが、千葉マリンスタジアムや阪神甲子園球場、岡山県倉敷スポーツ公園野球場（マスカットスタジアム）、松山中央公園野球場（坊っちゃんスタジアム）、秋田県立野球場（こまちスタジアム）、新潟県立野球場（HARD OFF ECOスタジアム新潟）などではスタンドの庇（ひさし）に照明を架設する手法が用いられている。
全ての野球場に設置されているわけではなく、地方球場には照明のない野球場も多い。昭和の時代はそのような球場でもプロ野球の公式戦が頻繁に行われており、稀に日没によるコールドゲームないしサスペンデッドゲームとなったこともあった。ただ、平成に入ると各球団とも徐々に地方開催を減らしていっており、中には一軍公式戦では地方開催を行っていない球団もあり、現在ではそのような事態は起きにくくなっている。

#### マスコミの取材エリア
マスコミが試合の取材やテレビ・ラジオによる試合の生中継を行う為に、主要となる野球場を中心に放送席・記者席・カメラエリアが常設される。

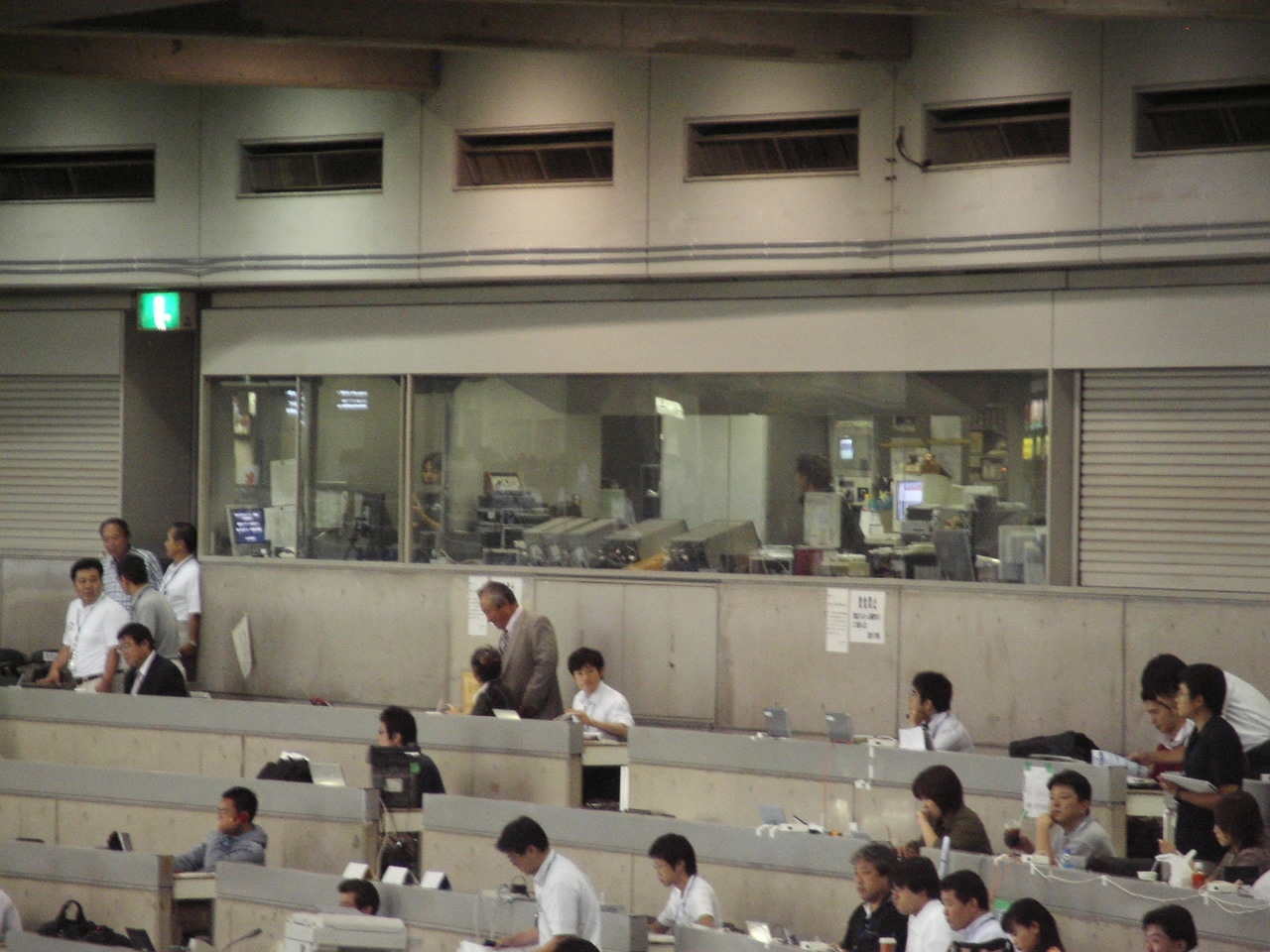
東京ドームの放送席・記者席

主要野球場の放送席や記者席の場合、かつては内野スタンドのグラウンドレベルに配置されることが多かったが、近年建設された野球場では、放送席は内野スタンド上段に個々が独立、記者席は同じく上段に外（ドーム型球場に多い）または部屋の中（グラウンドが見えるように窓を設置）に配置されるようになった。カメラエリアは、プロ野球本拠地の場合、多くは場所を固定の場合（特にグラウンドレベルの一・三塁側）が多い。複数のAM放送局 で系列を問わず同一カードを中継することもあるため、ブースは複数ある。主にひとつの放送局でローカル・全国ネット兼用とビジターチーム向けの裏送り・ビジターチームの放送局スタッフが来場して制作用の2部屋を確保している。
地方球場の場合、ほとんどの場合、記者席はある程度確保してある場合が多いが、放送席に関しては常設していなかったり、適当な空き部屋の確保が難しい場合が多い為、個々の放送局が内野スタンド上段に臨時に小屋を設置したり、観客席を使用する場合が多い。カメラエリアも同様に場所が確保される。

## 野球場のフィールド

### 野球場と芝
グラウンドに芝を植えると、土埃の発生や表土の流出を防ぐことが出来る。また日光の反射が無く、スタンドと調和して風光を引き立てる。

#### 天然芝

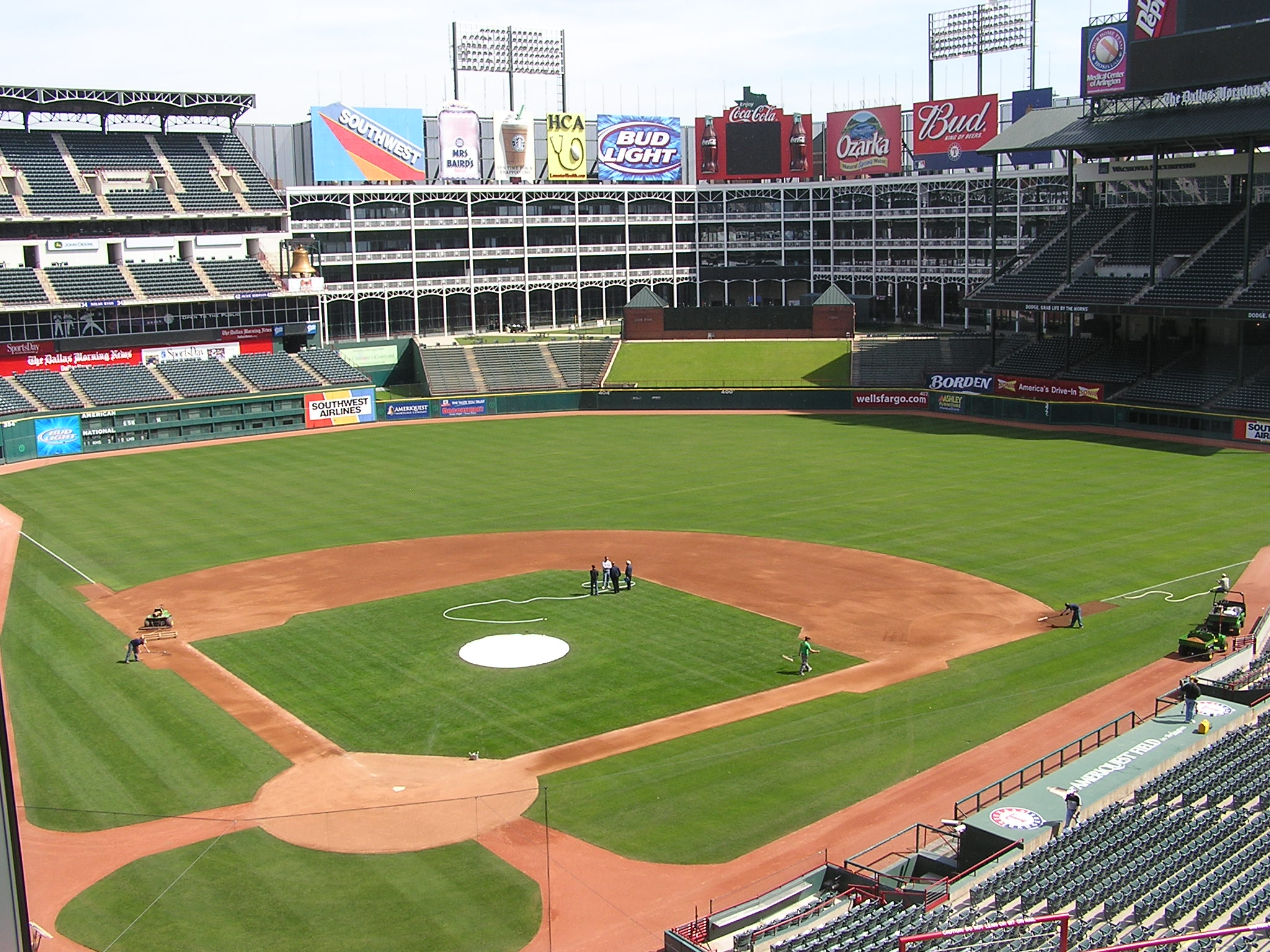
アメリカでは、ほとんどの野球場が内外野総天然芝である。

アメリカでは、外野に加えて内野のマウンドとランニングゾーンを除く部分にも芝が敷設されている内外野総天然芝の球場が標準である。メキシコ、ベネズエラ、ドミニカ共和国などのカリブ海諸国や、台湾、韓国でも、主要球場のほとんどがこの形態である。
その一方、日本では、天然芝の育成・管理の難しさから、外野部分とファウルエリアのみ天然芝が敷設されている球場が多い。
かつて西宮球場は、1937年完成時から内外野天然芝としたが、1940年代後半には内野天然芝は廃止された。明治神宮野球場は、1945年の米軍接収時に内野に天然芝を植えたものの、グラウンドの使用が激しいため密生せず、まもなく廃止された。後楽園スタヂアムは1950年3月に内野に天然芝を植えたものの、芽が出ないうちから過激に使用したため、たちまち枯死した。
その後東京スタジアム（1962年完成－1972年閉鎖　現・味の素スタジアムではない）が内外野天然芝を導入すると、後楽園スタヂアムも再び内野天然芝を導入したが（1965年－1975年）、東京スタジアムは1977年4月に取り壊され、後楽園スタヂアムも1976年3月に内外野全面人工芝に切り替えられると、他球場も後楽園に倣ったため、内野天然芝は普及しなかった。
1995年の野茂英雄のメジャー挑戦以降、日本の野球ファンや選手の間でも天然芝への認識が高まり、人工芝でプレーする選手の身体への負担について議論されるようになった。2001年ごろ起こった千葉マリンスタジアムのドーム化計画や、横浜での人工芝ドーム球場建設計画にファンが抗議し、既存球場の天然芝化を要求したこと（両球場とも2003年に新型人工芝に変更）、広島の新球場計画が人工芝ドーム球場から天然芝球場に変更されたことなどがこの代表例である。
2023年現在、プロ野球全12球団の本拠地において、天然芝を採用しているのは阪神甲子園球場、前述の議論を経て2009年にオープンした広島市民球場、2016年に人工芝から切り替えられた宮城球場、そして2023年から北海道日本ハムファイターズの本拠地となるエスコンフィールドHOKKAIDOの4球場である。さらに国内で内外野天然芝を採用した球場は、前述の4球場に加えて、ほっともっとフィールド神戸、ひなたサンマリンスタジアム宮崎、鶴岡ドリームスタジアム、サングリンスタジアム（夕張市）などがある。
- 長所
  - クッション性が良いため選手の膝への負担が軽く、スライディング等の摩擦による火傷をしにくいことから選手は思い切ったプレイができる。
  - 夏季において、人工芝や土と比較して、グラウンドの温度上昇が抑えられる。
- 短所
  - ゴロ打球が失速しやすい上にイレギュラーバウンドも発生しやすいため、内外野手とも高レベルな技術が要求される。
  - 日照条件や通風面など、維持管理には技術が必要であり、これらの障害となるような大型の観客席を備える球場は、散水装置を含めて天然芝用の専用設計が必要になる。
  - 刈り込みや施肥、オーバーシード、雑草取りなどといった日常のメンテナンスが必要不可欠である。特に内野天然芝はバント処理等で野手がダッシュする場面が多いため損傷しやすく、修復作業が多くなるため、年間維持費用も人工芝に比べて余計にかかる。
  - 痛んだ芝生を張り替えるため、球場とは別に天然芝を育成して準備しておく必要がある。
  - イベントや他競技との併用が難しい。阪神甲子園球場ではコンサート開催時は外野の天然芝部分にステージを設営するが、そのコンサートの前後で長雨にたたられた影響でステージの部分の芝生が枯れてしまい、直後に行われたプロ野球公式戦に影響を及ぼした[13]。また、ハイヒールでの入場を認めるかどうかで客と関係者との間でたびたび議論になっている。

人工芝も張替え時には天然芝以上のコストがかかるとの指摘もある。天然芝のフィールドを採用している競技施設の中には味の素スタジアムなどのように、天然芝の箇所にアクリル板などの保護材を敷設してイベントとの併用を実現しているケースも存在する。

#### 天然芝の種類
野球場で使用される天然芝は、暖地系として、野芝、高麗芝、バミューダ・グラス、寒地系として、ペレニアル・ライグラス、ケンタッキー・ブルーグラスなどが挙げられる。
アメリカでは主に寒地系のケンタッキー・ブルーグラスが野球場芝として利用される。ケンタッキー・ブルーグラスはアメリカで多く植栽される芝であるが、多くの水・肥料を必要とする上、種の発芽や初期成長が遅いのが欠点である。しかし造成された芝草は青々と美しく、かつ丈夫であり、通年に渡って常緑を維持する。
一方、日本においては、大半の地域で寒地系の芝は厳しい夏を越せずに枯死してしまうため、天然芝を使用する野球場の多くは暖地系の高麗芝を使用している。高麗芝は成長が早く、しかも日照りが続かない限り散水の必要性がほとんど無く、肥料も少量で済むので維持管理が比較的容易である。ただし高麗芝はケンタッキー・ブルーグラスと比較すると葉の発色性で劣る。さらに冬期には休眠するため、これを使用した野球場の芝生部分は若葉が生えてくる春季まで黄化し枯れたように見えてしまう。
1980年代後半、日本中央競馬会（JRA）が暖地系芝と寒地系芝の2毛作により通年に渡って常緑の芝生を実現する技術「オーバーシード」を開発し、これを野球場に導入する動きが広まった。現在、阪神甲子園球場、マツダスタジアム、ほっともっとフィールド神戸では、高麗芝より発色が鮮やかなバミューダ・グラス系のティフトン419と、ペレニアル・ライグラスによるオーバーシードが行われている。
その一方、宮城球場、鶴岡ドリームスタジアムは、所在地の夏の気候が比較的涼しいため、アメリカの野球場と同様、寒地系の芝が通年使用されている。

#### 人工芝

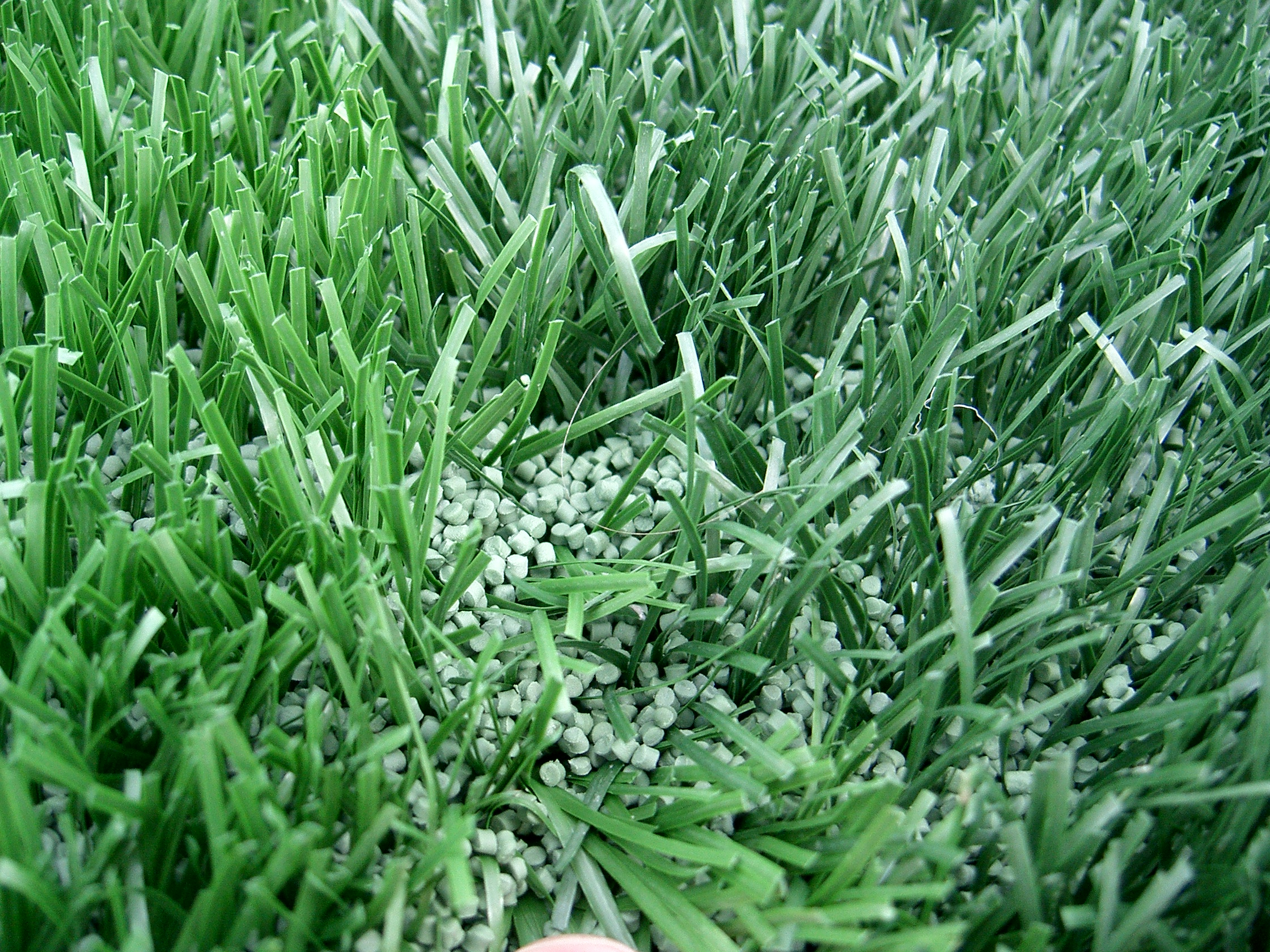
人工芝

人工芝は天然芝のフィールドと比較してゴロ打球が失速しにくいことから、守備側の野手にはより素早い反応が求められる。その反面イレギュラーバウンドは発生しにくい。
1965年に世界初のドーム球場としてアストロドーム（ヒューストン）が開場したが数ヶ月で天然芝が枯れてしまい、翌1966年に世界初の人工芝（アストロターフ）がアストロドームに導入された。以後、アメリカンフットボールとも兼用できる円形の野球場（クッキーカッター）が米国で流行するにつれ、人工芝は急速に普及していった。しかし、1990年代以降に興った新古典主義ボールパークの建設ラッシュにより、人工芝を採用する施設はMLB唯一の密閉式ドーム球場であるトロピカーナ・フィールド（セントピーターズバーグ）と、開閉式屋根を持つロジャーズ・センター（トロント）の2球場にまで減少した。
ところが、2010年代に野球専用人工芝が開発されると、チェイス・フィールド（フェニックス）、グローブライフ・フィールド（アーリントン。新設）、ローンデポ・パーク（マイアミ）が野球専用人工芝を採用し、5球場に増えた。5球場のうち3球場がショー・スポーツ・ターフ社の「ショー・スポーツ・ターフ B1K」を採用している。チェイス・フィールドは史上初の開閉式屋根を持つ総天然芝野球場だったが、高温と乾燥のため芝の生育が悪く、同じく開閉式屋根を持つローンデポ・パークは、多雨により屋根を閉めた状態が長いため芝の生育が悪かった。新設のグローブライフ・フィールドは、前球場のグローブライフ・パーク・イン・アーリントンが高温のため観客動員数が少ないという問題を抱えており、開閉式屋根を備えた新球場の建設にあたり、野球専用人工芝を導入した。新古典主義が範を取る時代は東海岸と五大湖地域にフランチャイズが集中していた時代でもある。西海岸や南部にはケンタッキーブルーグラスの生育が困難な地域も少なくない。
MLBの本拠地球場の他、アメリカの独立リーグや大学野球の本拠地などでも寒冷地を中心に人工芝の球場も複数存在しているが、その多くはNPBやMLBと違い、走路はもとよりベース周りやマウンドまでもが着色された人工芝となっている。
日本では1976年に後楽園球場が初めて人工芝を導入。2025年現在、NPBの本拠地球場では12球場のうち8球場（ドーム球場は5）が人工芝球場となっている。高温や多雨といった芝の生育が困難な気候に加えて、多目的利用を前提とする球場が多いため、人工芝が積極的に採用されている。その結果、内野手の真正面を突くゴロ打球に対しては“打球が来るのを待つ”ような受け身の態勢で守備を行う機会が増加したこと、球足が速いので肩力が多少弱くても内野を守れるようになったこと、内外野問わず前述のケガのリスクから球際の鋭い当たりに対する消極的なプレイが増えたことから、一部では野手の守備レベルが低下しているのではないかという指摘もある。
日本でも2010年代から野球専用人工芝が開発され、上記8球場のうち4球場がミズノ（積水樹脂との共同開発）の「エムエス・クラフト・ベースボール・ターフ」を採用している。天然芝球場とされる4球場でもエスコンフィールドHOKKAIDOは内野（ダイヤモンド）に「ショー・スポーツ・ターフ B1K」、宮城球場はウォーニングゾーンとファールゾーンの一部に「エムエス・クラフト・ベースボール・ターフ」、阪神甲子園球場はウォーニングゾーンに「エムエス・クラフト・ベースボール・ターフ」、ファールゾーンの一部にショートパイル人工芝を採用しており、純然たる天然芝球場はMAZDA Zoom-Zoom スタジアム広島のみとなっている。

##### 人工芝改良の歴史
人工芝が日本に導入された当時、天然芝の管理方法はあまり進歩しておらず、管理が行き届かないケースが多かったこともあり、人工芝のフィールドは「守りやすい」「景観が美しい」など、選手・ファンからは概ね好意的に受け止められていたが、グラウンドの管理面では雨天時の排水性が問題となった。初期の人工芝は、グラウンド周囲にコンクリートの側溝を設置し、ファウルグラウンドや外野をこの側溝に向かってやや傾斜させることで雨天時の排水を行っていたが、このような表面排水方式はグラウンド中央部分の排水が難しい。そのため各球場ではグラウンド上に吸水自動車を走らせて排水を行っていた。
雨天の多い日本では人工芝の排水性の無さが早急に解決すべき課題となり、その結果、旭化成は「サラン透水性人工芝」の開発に成功する。この人工芝は透水性を実現したことで地中に設けたパイプを使って排水することが可能となり、結果、初期人工芝では必須であったグラウンドの傾斜や吸水自動車を不要とした。当初、この透水性人工芝はヨーロッパのサッカースタジアムで使用されていたが、1982年3月に明治神宮野球場が野球場として初導入する。これを契機として透水性人工芝は全国の野球場に広まっていった。
また開発当初の人工芝はパイル（毛足）が短く、スライディングすると火傷や擦過傷を負うことも少なくなかった。更に天然芝と比較するとクッション性が低いため、足腰など選手の身体への負担増大も指摘されるようになり、この点についても品質向上が図られるようになった。先に述べた旭化成の「サラン透水性人工芝」はクッション性も考慮し、人工芝（パイル丈13mm）の下に厚さ14mmの透水性アンダーマットを敷いていたが、1990年代後半になるとパイルの丈は5～6cmと長くなり、その下層部に砂・土・ラバーチップを充填してクッション性を高めた「ロングパイル人工芝」が開発され、日本のプロ本拠地野球場でもロングパイル型を導入するところが増加した。またショートパイル型でも、長さの異なる2種類のパイルを用いることで、クッション性の向上に加えて景観も天然芝に近づけた製品がある。
このような改良が施された人工芝は「ハイテク人工芝」とも呼ばれ、従来の人工芝と比較して身体への負担が軽く、プレー条件も改善されていることなどから選手からも概ね好評である。とりわけ、屋外野球場として人工芝を使用している明治神宮野球場はデーゲームで高校や大学、社会人などアマチュア公式戦を行った後、ナイターでプロ野球を開催するなど、同日中に複数の試合を行うことが多いため、耐久性のある人工芝の特徴を活かしている。

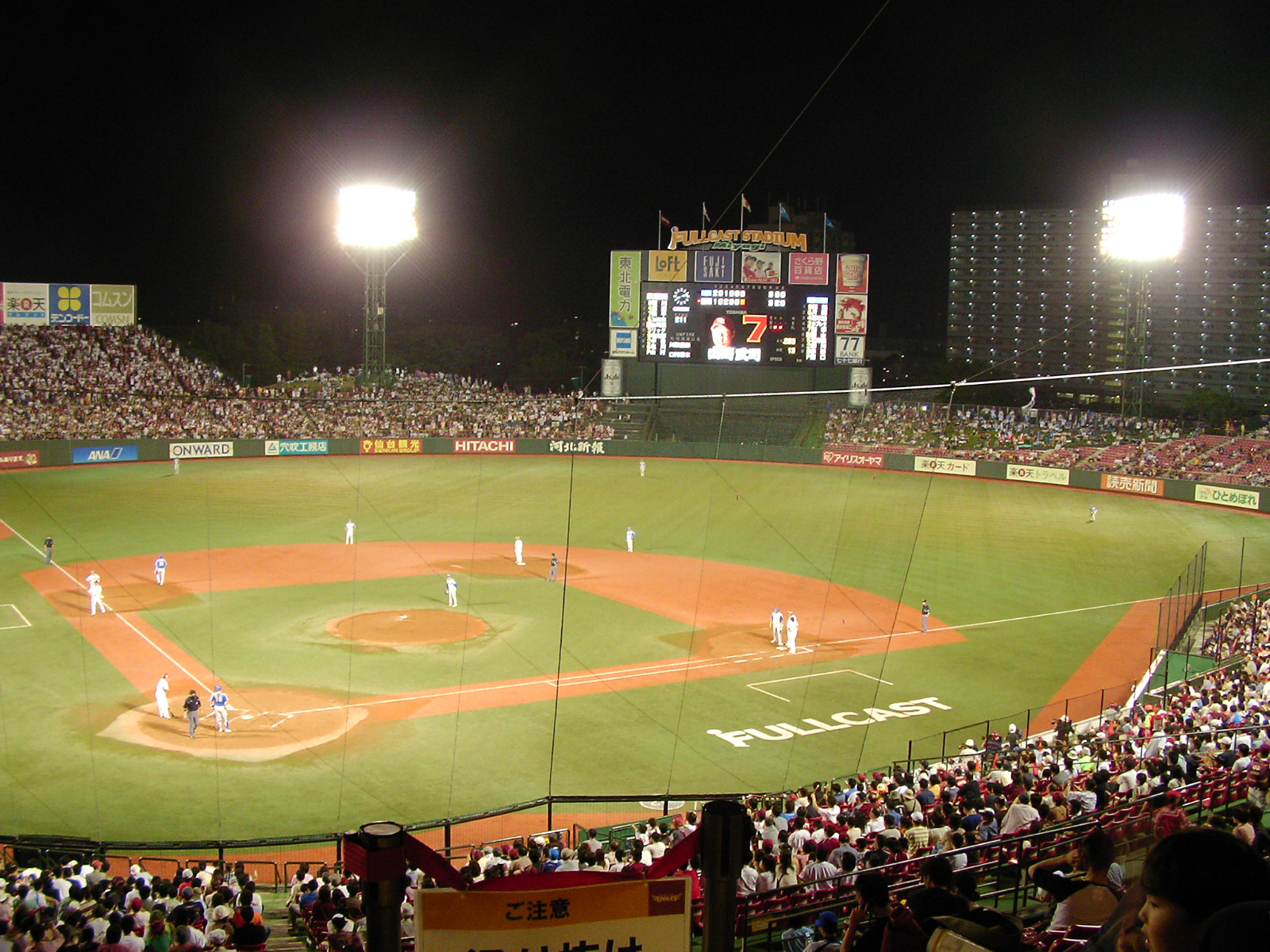
塁間に着色がなされた人工芝球場（人工芝時代の楽天生命パーク宮城）。

##### 課題
このように日々改良が続けられている人工芝だが、プレーヤーの身体面へのデメリットを指摘する声は後を絶たない。実際、人工芝が導入されてからは足首の捻挫、靭帯や半月盤の損傷などの怪我が多くなったという意見がメーカーなどに寄せられている。人工芝のパイルにはポリエチレンなどの材質を使用しているため滑りやすくなっている。このため、不慣れなプレーヤーがプレー中に足を滑らせて転倒するようなことがしばしばある。特に降雨時等、パイルが水を含んだ時にはよりスリップしやすくなる。現在使われている野球スパイクのスタッド（歯）には金属や樹脂が使用されているが、天然芝であれば芝の下の土の部分までスタッドが刺さるため、それが衝撃吸収の役割を担う。しかし人工芝ではスタッドが刺さりにくいため衝撃が直接膝や脚にかかることが多い。一部の選手らからは「下から突き上げるような衝撃を感じる」という意見がある。激しいプレーではスパイクの引っ掛かりが土や天然芝に比べて強いことから筋肉や関節に特に負荷が掛かりやすい。さらに夏場など猛暑の際には輻射熱や日光の照り返しによってフィールドの表面温度が高温になりやすく、プレー条件が低下する恐れも生じる。こうした要素から、人工芝は天然芝や土に比べて故障を誘発しやすいといわれている。
またロングパイル型は品種により、打球のバウンドや野手のスライディングなどといったプレー中の状況によっては充填材のラバーチップが飛散することがあるため「思い切ったプレーがしにくい」という意見もあり、QVCマリンフィールドが2011年に張り替え工事を行った際には千葉ロッテマリーンズ選手会の意見を反映し、ラバーチップを充填していないショートパイル型が採用された例もある。
松井秀喜は読売ジャイアンツ在籍当時の2001年、『週刊ベースボール』8月13日号において「（天然芝は）打球を追う時に思い切ってダイビングできる。（人工芝は）単純に痛いし、こすれて熱い。（スパイクが）芝の継ぎ目に当たれば大怪我することになるし、足への負担が大きい。新しい人工芝の開発も進んでいるみたいだけど、人工芝は所詮人工芝」と話した他、ロサンゼルス・エンゼルス移籍後の2010年夏にスポーツニッポンの取材を受け、日本球界復帰の可能性を問われた際には、日本のプロ本拠地に人工芝を採用している施設が多い事と、自身が両膝に故障を抱えている事を引き合いに「僕の膝でどうやって人工芝の上でプレーするんですか。 自分が帰りたくてもプレーできない。DHでも走塁はある。1週間で膝を痛めて登録抹消ですよ」と答えるなど、人工芝には否定的な意見を述べている（現役最終年に所属した球団は皮肉にも人工芝のトロピカーナ・フィールドを本拠地とするタンパベイ・レイズだったが、この球場は走路は土になっている）。メーカー側も「土のグラウンドと違う筋肉を使うので、疲労がたまりやすい」と、人工芝にはある程度の「慣れ」が必要であることを指摘している。またスポーツ用品メーカーも、スタッドの低いスパイクやグラウンドシューズなど人工芝に対応した製品を開発・販売している。
しかし、天然芝の維持管理には農薬や化学肥料を使用しているケースが多い。こうしたことから天然芝と人工芝とを比較する場合、あらゆる安全性を勘案すると総合的な優劣は一概に判断し難い部分もある。
- 長所
  - 維持管理が簡便であるため一旦敷いてしまえばランニングコストは低廉であり、フィールドを多目的利用できる。
  - 耐久性があるため、同日中に複数試合を行うことができる。
  - フィールドの状態を長期間に亘ってほぼ恒常に保つことができる。
  - 雨に強く、試合の雨天順延を減らせる。
  - 日光が照射されない閉鎖式ドーム球場でも敷設できる。
  - ゴロのイレギュラーバウンドは発生しにくいが球速が非常に速いため、内外野手とも打球に対する素早い反応が要求される。
- 短所
  - 新品を敷設する際の初期投資額が膨大。使用済みのものは産業廃棄物として処理しなければならない。
  - 天然芝は、プレーヤーが踏ん張ると足がスライドしながら土に食い込み、踏ん張った力が地中に抜けて衝撃を緩和するが、人工芝はプレーヤーのスパイクを噛むため、踏ん張った力が地中に抜けず強く抵抗する。雨が降ると逆に滑りやすくなる。その結果、プレーヤーの足腰に負担が掛かりやすくなり、故障が増える。
  - 屋外野球場での夏期の日中は反射や照りつけによる温度上昇が激しく（摂氏50度近くまで上がる事もある）、プレーヤーに負担がかかる。
  - メーカーや球場によって踏圧やボールのバウンド高がまちまち。品質基準も曖昧になっている部分がある。

#### 土

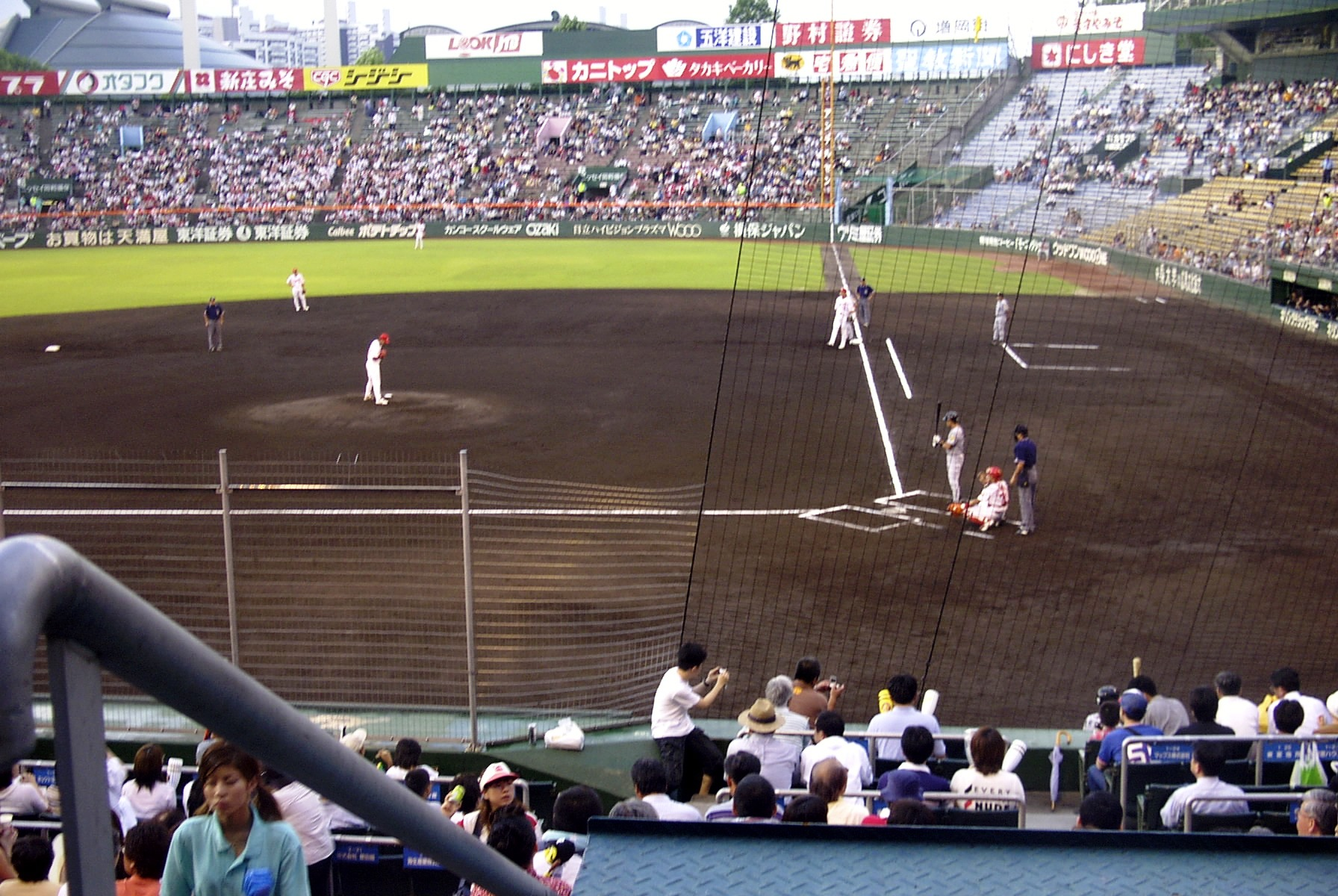
旧広島市民球場

芝がなく、土が剥き出しになっているグラウンド。天然芝より維持が容易で、人工芝より初期コストが低い。英語では「bare ground（むき出しのグラウンド）」と称される。
軟式野球専用の野球場では内外野すべて土のグラウンドも見られる。阪神甲子園球場も1924年の開場時は内外野すべて土のグラウンドで、1926年からは外野にクローバーなどの草が生えて芝の代役をしていた。
日本では、内野は土、外野は天然芝という球場が圧倒的に多い。かつてはプロ野球球団の本拠地球場（正しくは「専用球場」）もこの形態が多かった。1929年以降の阪神甲子園球場がこの形態で、旧広島市民球場が専用球場でなくなった2009年以降、専用球場としては世界で唯一となっている（高校野球全国大会出場選手だけが持ち帰れる“甲子園の土”は現在も関係者の間で珍重されている。ファン感謝デーの際であっても持ち帰りは出来ない）。稀に内野は土、外野は人工芝という球場もあり、1978年から1989年までの阪急西宮球場と1985年から1995年までの藤井寺球場がこの形態だった。
アメリカでは土のグラウンドの球場は少なく、メジャーリーグの本拠地球場には使用されていない。AA、Aクラスのマイナーリーグなど低いグレードの球場では一部使用されているが、基本的に人工芝以上に評価が低い。日本では柔らかく湿気を含んだ黒土が好まれるのに対し、アメリカでは白く乾いた土が使われるのが通例である。このため日米間で移籍した選手は、芝の有無以上にグラウンド（特にピッチャーズ・マウンドなど）の固さに対する違和感を覚えることが多い。

## 各国の野球場

### アメリカ合衆国

#### メジャーリーグベースボール (MLB)

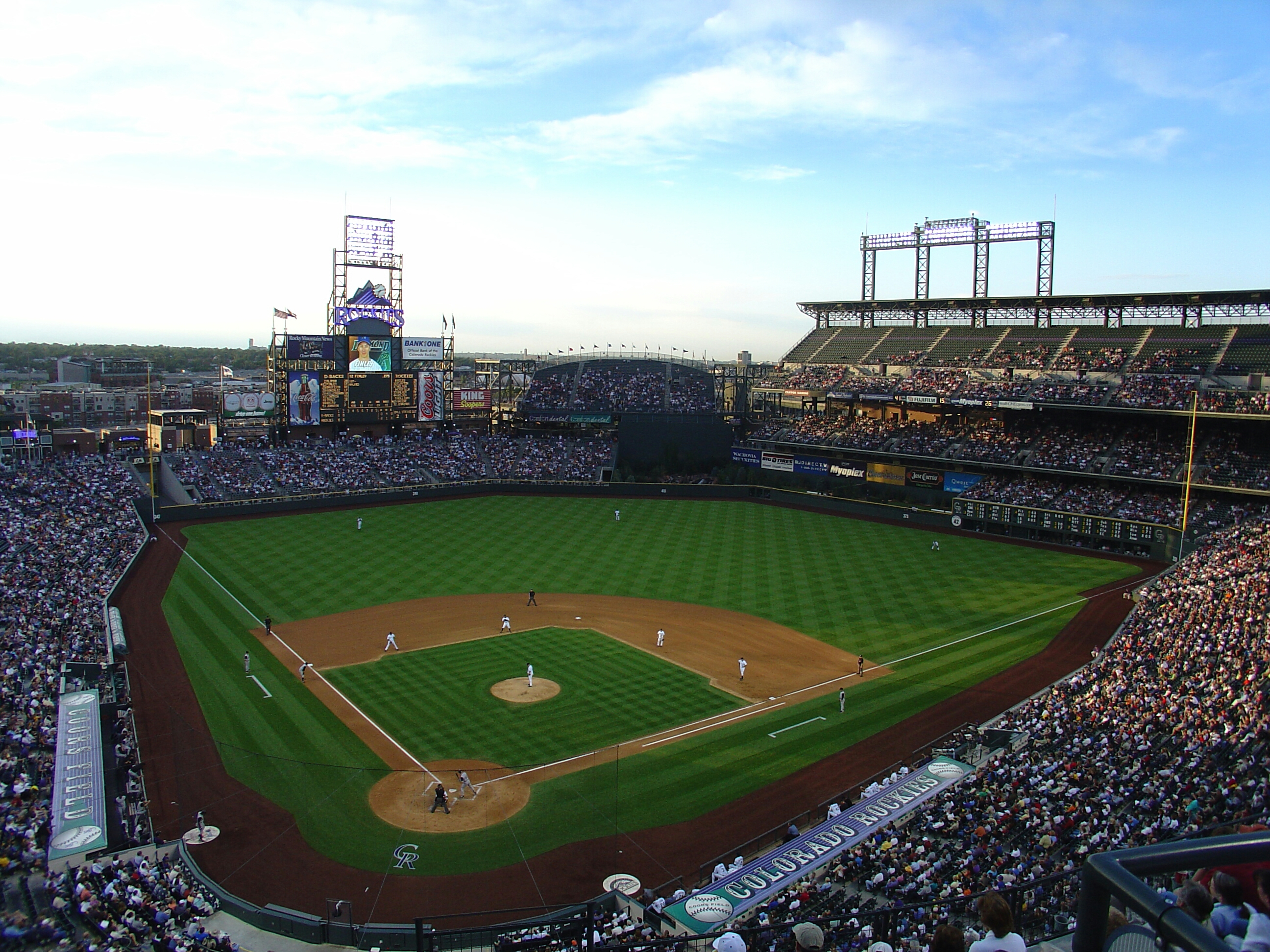
メジャーリーグで最も打者有利の球場とされるクアーズ・フィールド。

MLBの本拠地球場は、1970年代から80年代にかけてアメリカンフットボールとの兼用球場が一世を風靡したが、1990年代からは天然芝の野球専用球場への回帰が進んだ。現在、人工芝の球場と密閉式ドーム球場はトロピカーナ・フィールドのみである。チェイス・フィールド、ロジャース・センター、T-モバイル・パーク、ダイキン・パーク、アメリカンファミリー・フィールドは開閉式の屋根を備えている。他競技との兼用が行われている球場は、ロジャース・センター、オークランド・アラメダ・カウンティ・コロシアムの2球場のみである（詳細は、後述のアメリカ合衆国における野球場の歴史を参照）。
米国では左右非対称で歪な形状の外野フェンスを持つ球場が多く、両翼や中堅の距離だけで球場の広さを測ることはできない。むしろ重要なのは左中間・右中間への距離や、フェンスの高さ、ファウルゾーンの広さ、気圧などである。例えば、左翼・中堅への距離がア・リーグ最長のコメリカ・パークや両翼への距離が全球場で最長のリグレー・フィールドは左中間、右中間の膨らみが少なく、決して打者不利の球場ではない（リグレー・フィールドは逆に打者有利の球場である）。また、右翼への距離がナ・リーグで最も短いオラクル・パークは、右中間最深部が128.3mもあり、右翼フェンスも7.6mと非常に高いため、左打者に不利な球場である。
球場ごとに、本塁打、二塁打、三塁打の出やすさや得点の入りやすさには明確な差異があるが、球場ごとの偏りを示す指標としてパークファクターが用いられている（詳細は当該記事を参照）。
一般に、投手有利の球場は「ピッチャーズパーク（ピッチャーフレンドリーパーク）」、打者有利の球場は「ヒッターズパーク（ヒッターフレンドリーパーク）」と呼ばれる。ESPNはターゲット・フィールドを除く29球場を2005年～2009年のパークファクター、BABIPを用いて総合的に評価し、打者に有利な順に並べたランキングを発表した。ベスト5とワースト5は以下の通りである。
ベスト5
| 順位 | 球場名                                         | 理由 |
| ---- | ---------------------------------------------- | --- |
| 1位  | クアーズ・フィールド                           | 標高約1600 mの高地に位置し、海抜0 mと比べて打球が9％も伸びる[15]。外野は広く、抜ければ長打になる。長打を警戒して深く守れば、ポテンヒットが増える[16]。       |
| 2位  | レンジャーズ・ボールパーク・イン・アーリントン | テキサスの乾燥した気候に加え、右翼スタンドが前方にせり出しており本塁打が出やすい。ファウルゾーンも狭い[16]。                                                 |
| 3位  | チェイス・フィールド                           | 砂漠地帯で空気が乾燥しており、標高も332mとクアーズフィールドに次いで高い[17]。外野の膨らみがない一方でポール際は広いので、本塁打、三塁打が共によく出る[16]。 |
| 4位  | グレート・アメリカン・ボール・パーク           | 左中間・右中間の膨らみが少ないため本塁打が非常に出やすい。右翼後方のオハイオ川からの川風に乗り、レフト方向への打球がよく飛ぶ[16]。                           |
| 5位  | シチズンズ・バンク・パーク                     | 右中間・左中間の膨らみがないので本塁打が出やすいことに加え、球場の構造的に打者の視界が良好で、球が見やすい[18]。                                             |
ワースト5
| 順位 | 球場名                                         | 原因 |
| ---- | ---------------------------------------------- | --- |
| 29位 | ペトコ・パーク                                 | 外野が全体的に広いことに加え、サンディエゴ湾から吹く湿った海風により、打球が伸びない。右中間は非常に深く、左打者は特に不利[16]。                                         |
| 28位 | ブッシュ・スタジアム                           | 原因ははっきりしないが、右打者に本塁打が出にくい。アルバート・プホルスという強打者を抱えながら、2005年～2009年の得点ファクターは28位、本塁打ファクターは29位である[15]。 |
| 27位 | T-モバイル・パーク                             | 雨が多い気候なので空気が湿っており、外野も広いため本塁打が出にくい。特に左中間は深く、右打者に不利な構造である[19]。                                                     |
| 26位 | オークランド・アラメダ・カウンティ・コロシアム | 左中間・右中間が広い上に、アメフト兼用であるためファウルゾーンが極めて広い。観客席が大きく風の影響も少ない[16]。                                                         |
| 25位 | シティ・フィールド                             | 外野が広く、フェンスも高いため本塁打が出にくい[20]。 |
本塁打の出やすさに限れば、ギャランティード・レート・フィールド、ヤンキー・スタジアム、グレート・アメリカン・ボール・パークがベスト3、ペトコ・パーク、T-モバイル・パーク、カウフマン・スタジアムがワースト3である。しかし、本塁打の出やすさと得点の入りやすさは必ずしも相関しない。
アメリカンリーグ球場一覧
| 地区   | 球場名                                         | チーム                         | 左翼   | 中堅   | 右翼   | 収容人数 | 開場年 | 所在地                                 |
| ------ | ---------------------------------------------- | ------------------------------ | ------ | ------ | ------ | -------- | ------ | -------------------------------------- |
| 東地区 | オリオールパーク・アット・カムデンヤーズ       | ボルチモア・オリオールズ       | 101.5m | 125m   | 96.9m  | 48,876人 | 1992   | メリーランド州ボルチモア               |
| 東地区 | フェンウェイ・パーク                           | ボストン・レッドソックス       | 94.5m  | 128m   | 92m    | 38,805人 | 1912   | マサチューセッツ州ボストン             |
| 東地区 | ヤンキースタジアム                             | ニューヨーク・ヤンキース       | 96.9m  | 124m   | 95.7m  | 50,086人 | 2009   | ニューヨーク州ニューヨーク・ブロンクス |
| 東地区 | トロピカーナ・フィールド                       | タンパベイ・レイズ             | 96m    | 123m   | 98m    | 36,048人 | 1990   | フロリダ州セントピーターズバーグ       |
| 東地区 | ロジャース・センター                           | トロント・ブルージェイズ       | 100m   | 121m   | 100m   | 50,516人 | 1989   | オンタリオ州トロント                   |
| 中地区 | ギャランティード・レート・フィールド           | シカゴ・ホワイトソックス       | 100.6m | 121.9m | 102.1m | 40,615人 | 1991   | イリノイ州シカゴ                       |
| 中地区 | プログレッシブ・フィールド                     | クリーブランド・ガーディアンズ | 99.1m  | 125m   | 99.1m  | 43,863人 | 1994   | オハイオ州クリーブランド               |
| 中地区 | コメリカ・パーク                               | デトロイト・タイガース         | 105.2m | 128m   | 100.6m | 41,070人 | 2000   | ミシガン州デトロイト                   |
| 中地区 | カウフマン・スタジアム                         | カンザスシティ・ロイヤルズ     | 100.6m | 125m   | 100.6m | 38,177人 | 1969   | ミズーリ州カンザスシティ               |
| 中地区 | ターゲット・フィールド                         | ミネソタ・ツインズ             | 103.3m | 123.1m | 100m   | 39,504人 | 2010   | ミネソタ州ミネアポリス                 |
| 西地区 | エンゼル・スタジアム・オブ・アナハイム         | ロサンゼルス・エンゼルス       | 100.6m | 121.9m | 100.6m | 45,050人 | 1966   | カリフォルニア州アナハイム             |
| 西地区 | オークランド・アラメダ・カウンティ・コロシアム | オークランド・アスレチックス   | 100.6m | 121.9m | 100.6m | 34,077人 | 1966   | カリフォルニア州オークランド           |
| 西地区 | T-モバイル・パーク                             | シアトル・マリナーズ           | 100.9m | 123.4m | 99.7m  | 47,116人 | 1999   | ワシントン州シアトル                   |
| 西地区 | グローブライフ・フィールド                     | テキサス・レンジャーズ         | 100m   | 124m   | 99m    | 40,300人 | 2020   | テキサス州アーリントン                 |
| 西地区 | ダイキン・パーク                               | ヒューストン・アストロズ       | 96.0m  | 132.6m | 99.4m  | 40,950人 | 2000   | テキサス州ヒューストン                 |
ナショナルリーグ球場一覧
| 地区   | 球場名                               | チーム                         | 左翼   | 中堅   | 右翼   | 収容人数 | 開場年 | 所在地                                 |
| ------ | ------------------------------------ | ------------------------------ | ------ | ------ | ------ | -------- | ------ | -------------------------------------- |
| 東地区 | トゥルーイスト・パーク               | アトランタ・ブレーブス         | 102m   | 122m   | 99m    | 41,500人 | 2017   | ジョージア州アトランタ                 |
| 東地区 | ローンデポ・パーク                   | マイアミ・マーリンズ           | 103.6m | 126.8m | 102.1m | 37,000人 | 2012   | フロリダ州マイアミ                     |
| 東地区 | シティ・フィールド                   | ニューヨーク・メッツ           | 103.1m | 125.4m | 100.6m | 41,800人 | 2009   | ニューヨーク州ニューヨーク・クイーンズ |
| 東地区 | シチズンズ・バンク・パーク           | フィラデルフィア・フィリーズ   | 100.3m | 122.2m | 100.6m | 43,500人 | 2004   | ペンシルベニア州フィラデルフィア       |
| 東地区 | ナショナルズ・パーク                 | ワシントン・ナショナルズ       | 102.4m | 122.5m | 102.1m | 41,888人 | 2008   | ワシントンD.C.                         |
| 中地区 | リグレー・フィールド                 | シカゴ・カブス                 | 108.2m | 121.9m | 107.6m | 41,118人 | 1914   | イリノイ州シカゴ                       |
| 中地区 | グレート・アメリカン・ボール・パーク | シンシナティ・レッズ           | 100.0m | 123.1m | 99.1m  | 42,059人 | 2003   | オハイオ州シンシナティ                 |
| 中地区 | アメリカンファミリー・フィールド     | ミルウォーキー・ブルワーズ     | 104.9m | 121.9m | 105.2m | 42,400人 | 2001   | ウィスコンシン州ミルウォーキー         |
| 中地区 | PNCパーク                            | ピッツバーグ・パイレーツ       | 99.1m  | 121.6m | 97.5m  | 38,496人 | 2001   | ペンシルベニア州ピッツバーグ           |
| 中地区 | ブッシュ・スタジアム                 | セントルイス・カージナルス     | 102.4m | 121.9m | 102.1m | 43,975人 | 2006   | ミズーリ州セントルイス                 |
| 西地区 | チェイス・フィールド                 | アリゾナ・ダイヤモンドバックス | 100.6m | 124.1m | 101.8m | 49,033人 | 1998   | アリゾナ州フェニックス                 |
| 西地区 | クアーズ・フィールド                 | コロラド・ロッキーズ           | 105.8m | 126.5m | 106.7m | 50,445人 | 1995   | コロラド州デンバー                     |
| 西地区 | ドジャー・スタジアム                 | ロサンゼルス・ドジャース       | 100.6m | 120.4m | 100.6m | 56,000人 | 1962   | カリフォルニア州ロサンゼルス           |
| 西地区 | ペトコ・パーク                       | サンディエゴ・パドレス         | 101.8m | 120.7m | 98.1m  | 42,445人 | 2004   | カリフォルニア州サンディエゴ           |
| 西地区 | オラクル・パーク                     | サンフランシスコ・ジャイアンツ | 103.3m | 121.6m | 94.2m  | 41,503人 | 2000   | カリフォルニア州サンフランシスコ       |

### 日本
日本では興行上の理由から、公認野球規則2.01の規定を敢えて無視し、両翼を狭くすることで本塁打の出やすい球場が多く作られた。中には阪神甲子園球場、明治神宮野球場、阪急西宮球場、京都市西京極総合運動公園野球場（わかさスタジアム京都）、倉吉市営野球場などのように、完成時の広いグラウンド内に、わざわざラッキーゾーンという金網の柵を設けたこともあった。藤井寺球場には外野客席とフィールドの間にブルペンが設置（ラバーフェンスはフィールドとブルペンの間に設置）されており、事実上のラッキーゾーンを成していた（神宮球場は1967年にラッキーゾーンを撤去している）。
1984年のロサンゼルスオリンピックから野球がオリンピック公開競技となることが決まると、既存球場の広さでは将来的なオリンピック開催や選手の野球技術の向上の点で国際的に通用しないとの危機感が浮上した。1981年12月24日、日本野球機構の下田武三コミッショナーは12球団のオーナーらに要望書を送付。新設する野球場は正規の規格で建設するよう訴えた。こうした流れを受けて、1980年代後半以降は国際ルールに適合、またはそれに準ずる球場が続々完成（改修工事を施した球場でも両翼を国際基準、またはそれに準じたサイズに拡大）し、ラッキーゾーンのあった球場も倉吉（ナイター設備がラッキーゾーンの中にあるため撤去が困難）を除いて全て撤去された。後、2010年代になって宮城球場にEウイング、福岡ドームにホームランテラスと称する、外野フェンスから外野に張り出す形での観客席が新設され、フィールドを狭くするラッキーゾーン敷設同様の改修が行われている。
また従来の球場のファウルゾーンは、公認野球規則に規定された最低限の面積を遙かに上回る広大なものが多く、両翼までなだらかにファウルゾーンが狭まっていくのが主流であった。各球場のグラウンドの両翼が公認野球規則に従って拡張されつつあった1980年代から90年代にかけても、この点について考慮はあまり見られなかった。しかし2000年代以降、メジャーリーグのTV中継により視聴者がアメリカの球場を目にする機会が増えると、国内のプロ球団が使用する球場においても、観客席を新たに設けることにより、一（三）塁を過ぎた所でファウルゾーンを急激に狭める改修が進められた。特に2009年に完成したMAZDA Zoom-Zoom スタジアム広島（以降マツダスタジアム）は、公認野球規則の制限内において可能な限りファウルゾーンを狭めている。また、2008年から2009年にかけての改修によりファウルゾーンを狭めた西武ドームも同様であり、グラウンド面積はマツダスタジアムを下回り専用球場12球場で最小となっている。
基本的にフィールドは左右対称となっている（日本国内のプロ本拠地ではマツダスタジアムとエスコンフィールドが非対称）。アメリカでは、1960年代から1980年代までに建設されたものは左右対称のフィールドが多かったものの、新古典派球場ブームの到来で現在左右対称のフィールドとなっているスタジアムはわずかである。
さらにグラウンドの方角については、野手が長時間南側を向いて守備し、直射日光を受けねばならないことを考慮して、公認野球規則の規定を敢えて無視し、本塁から投手板を経て二塁に向かう線を南向きにする球場が多く見られる。甲子園球場、宮城球場、神戸総合運動公園野球場、千葉マリンスタジアム、京都市西京極総合運動公園野球場、藤井寺球場などが代表例である。
一方、明治神宮球場・横浜スタジアムなどは、守備側が概ね南側を向くようになっており、さらにマツダスタジアムは公認野球規則に完全に従い、本塁から投手板を経て二塁に向かう線を東北東向きとしている。公認野球規則の規定は球場内の多数を占める内野スタンドの観客が直射日光に晒されないよう配慮されたもので、アメリカ・メジャーリーグのスタジアムで数多く見られる伝統的なグラウンド配置である。こうした球場での午後のデーゲームは、内野スタンドの大部分が日陰になる一方、外野手のサングラス着用は必須となっている。
なお、現在プロ12球団が本拠地としている野球場の両翼・中堅・左右中間までの距離の公称値（非公称値含む）は下記の通りである。
NPB球場一覧
| リーグ               | 球場名                                      | チーム                       | 両翼              | 中堅   | 右左中間                            | 収容人数               | 開場年 | 所在地               |
| -------------------- | ------------------------------------------- | ---------------------------- | ----------------- | ------ | ----------------------------------- | ---------------------- | ------ | -------------------- |
| パシフィック・リーグ | エスコンフィールドHOKKAIDO                  | 北海道日本ハムファイターズ   | 左翼97m 右翼99m   | 121m   | 左中間最深部109m 右中間最深部122.6m | 35,000人               | 2023年 | 北海道北広島市       |
| パシフィック・リーグ | 宮城球場/楽天モバイルパーク宮城             | 東北楽天ゴールデンイーグルス | 100.1m            | 122m   | 116m                                | 31,272人               | 1950年 | 宮城県仙台市宮城野区 |
| パシフィック・リーグ | 西武ドーム/ベルーナドーム                   | 埼玉西武ライオンズ           | 100m              | 122m   | 116m                                | 31,552人               | 1979年 | 埼玉県所沢市         |
| パシフィック・リーグ | 千葉マリンスタジアム/ZOZOマリンスタジアム   | 千葉ロッテマリーンズ         | 99.5m             | 122m   | 112.3m                              | 30,118人               | 1990年 | 千葉県千葉市美浜区   |
| パシフィック・リーグ | 大阪ドーム/京セラドーム大阪                 | オリックス・バファローズ     | 100m              | 122m   | 116m                                | 36,220人               | 1997年 | 大阪府大阪市西区     |
| パシフィック・リーグ | 福岡ドーム/福岡PayPayドーム                 | 福岡ソフトバンクホークス     | 100m              | 122m   | 110m                                | 40,000人               | 1993年 | 福岡県福岡市中央区   |
| セントラル・リーグ   | 東京ドーム                                  | 読売ジャイアンツ             | 100m              | 122m   | 110m                                | 43,500人               | 1988年 | 東京都文京区         |
| セントラル・リーグ   | 明治神宮野球場                              | 東京ヤクルトスワローズ       | 97.5m             | 120m   | 112.3m                              | 30,969人               | 1926年 | 東京都新宿区         |
| セントラル・リーグ   | 横浜スタジアム                              | 横浜DeNAベイスターズ         | 94.2m             | 117.7m | 111.4m                              | 34,046人               | 1978年 | 神奈川県横浜市中区   |
| セントラル・リーグ   | ナゴヤドーム/バンテリンドーム ナゴヤ        | 中日ドラゴンズ               | 100m              | 122m   | 116m                                | 36,418人               | 1997年 | 愛知県名古屋市東区   |
| セントラル・リーグ   | 阪神甲子園球場                              | 阪神タイガース               | 95m               | 118m   | 118m                                | 43,359人（プロ野球時） | 1924年 | 兵庫県西宮市         |
| セントラル・リーグ   | 広島市民球場/MAZDA Zoom-Zoom スタジアム広島 | 広島東洋カープ               | 右翼100m 左翼101m | 122m   | 116m                                | 33,000人               | 2009年 | 広島県広島市南区     |
2009年現在、公認野球規則2.01の付記(a)で規定された規格を充足しないのは神宮、横浜、甲子園の3球場である。神宮は2008年の改修によってフィールドを拡張したが、規格は充足されなかった。横浜は都市公園法上の建ぺい率制限から将来的にもほぼ拡張不可能。甲子園も2007年から行われた改修においてフィールドの拡張は行われなかった。ただし甲子園は左右中間の奥行きが広く、両翼のポールの位置も独特なため、両翼・中堅の数値だけをもって狭いとは言えない。左右中間の膨らみは規定されていないため、甲子園のように左右中間までの距離が中堅までとほぼ変わらず巨大な膨らみを持つ球場から、東京ドーム、福岡ドームのように左右中間の膨らみがほぼないものまで様々である。近年の球場の外野フェンスは二塁やや後方の一点を中心とする真円の弧になっているものが多い。フェンスの高さも規定されておらず、ホームランテラスを設置する前の福岡ドームの外野フェンスは5.8mあり、アメリカのフェンウェイ・パークにならって「グリーンモンスター」とも呼ばれた。

### 韓国

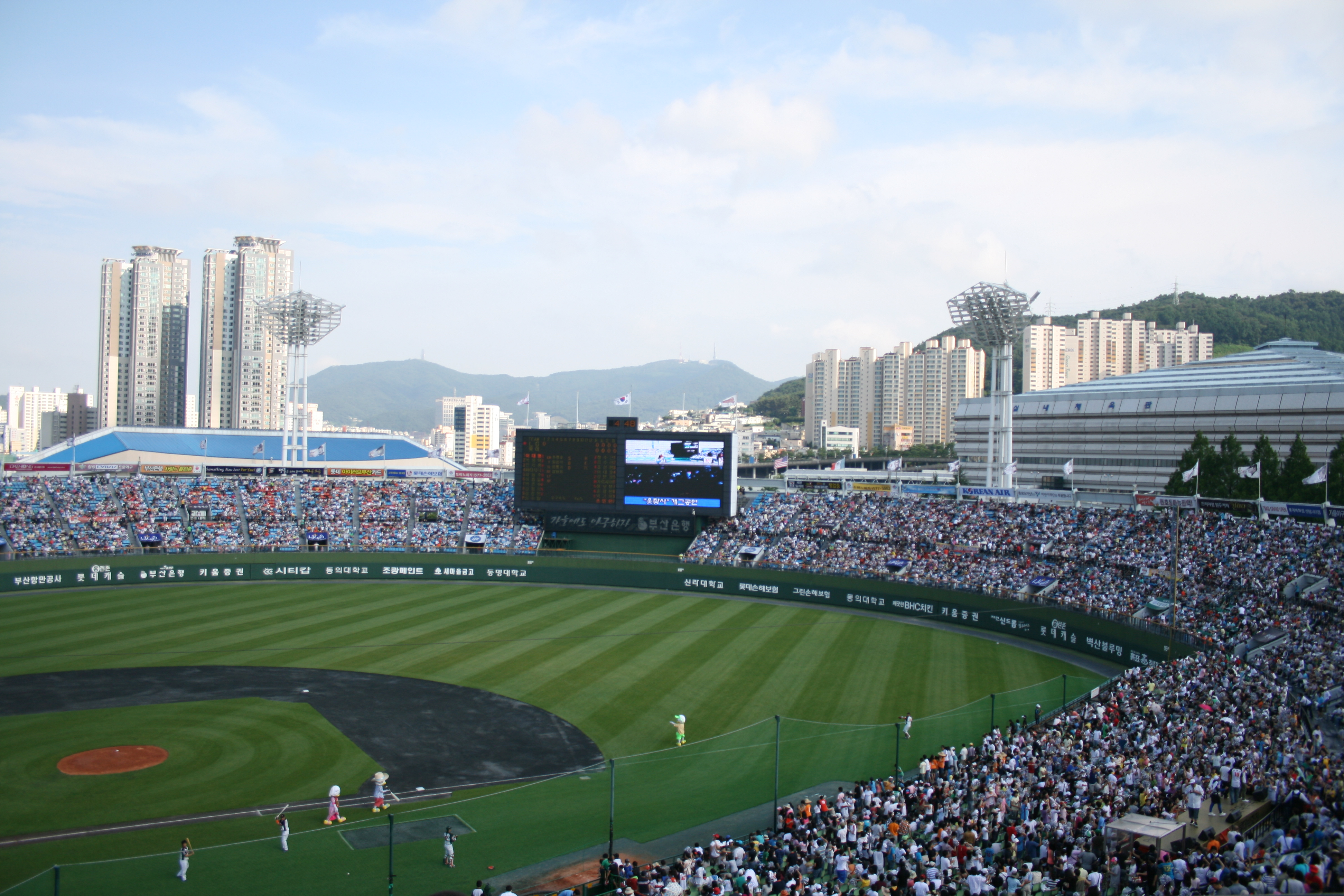
社稷野球場（釜山広域市）

近年は国際大会での躍進が目立つ韓国だが、学生野球の段階から極端な少数精鋭制（野球部のある高校は全国で50余校しかない）を採っているため、野球の競技人口は非常に少なく、野球インフラの整備が進んでいない。そのため、大都市を除けば野球場が殆ど存在しないのが現状である。
プロ球団が本拠地とする9球場のうち、社稷野球場（釜山）、文鶴野球場（仁川）、蚕室野球場（ソウル）の3球場は内外野総天然芝のグラウンドなど充実した設備を持ち、3万人近い観客を収容可能である。それ以外の球場は人工芝で、1万人台前半〜2万人程度の収容能力しか持たず、設備も劣悪であった。特に大邱市民運動場野球場（大邱）は老朽化が深刻で宣銅烈は「プロ野球がこんな球場で行われるということ自体が恥ずかしい」と語っていた。米球界経験者である奉重根は、「韓国の球場施設はあまりにも劣悪。大邱や光州、木洞の球場は正直言って（マイナーリーグの）1A水準」「スライディングもダイビングキャッチも、思い切ってできない状況だ。マウンドも少し投球しただけでくぼみができる」と不満を述べている。
近年はワールド・ベースボール・クラシック1次ラウンド誘致を見込んで、釜山にドーム球場建設の動きがある。「韓国球界の宿願」とされるドーム球場建設だが、資金面や運用面で問題が山積みであり、実現の目途は立っていなかったが、2015年10月にソウル特別市九老区で韓国初となるドーム球場高尺スカイドームが開場した。

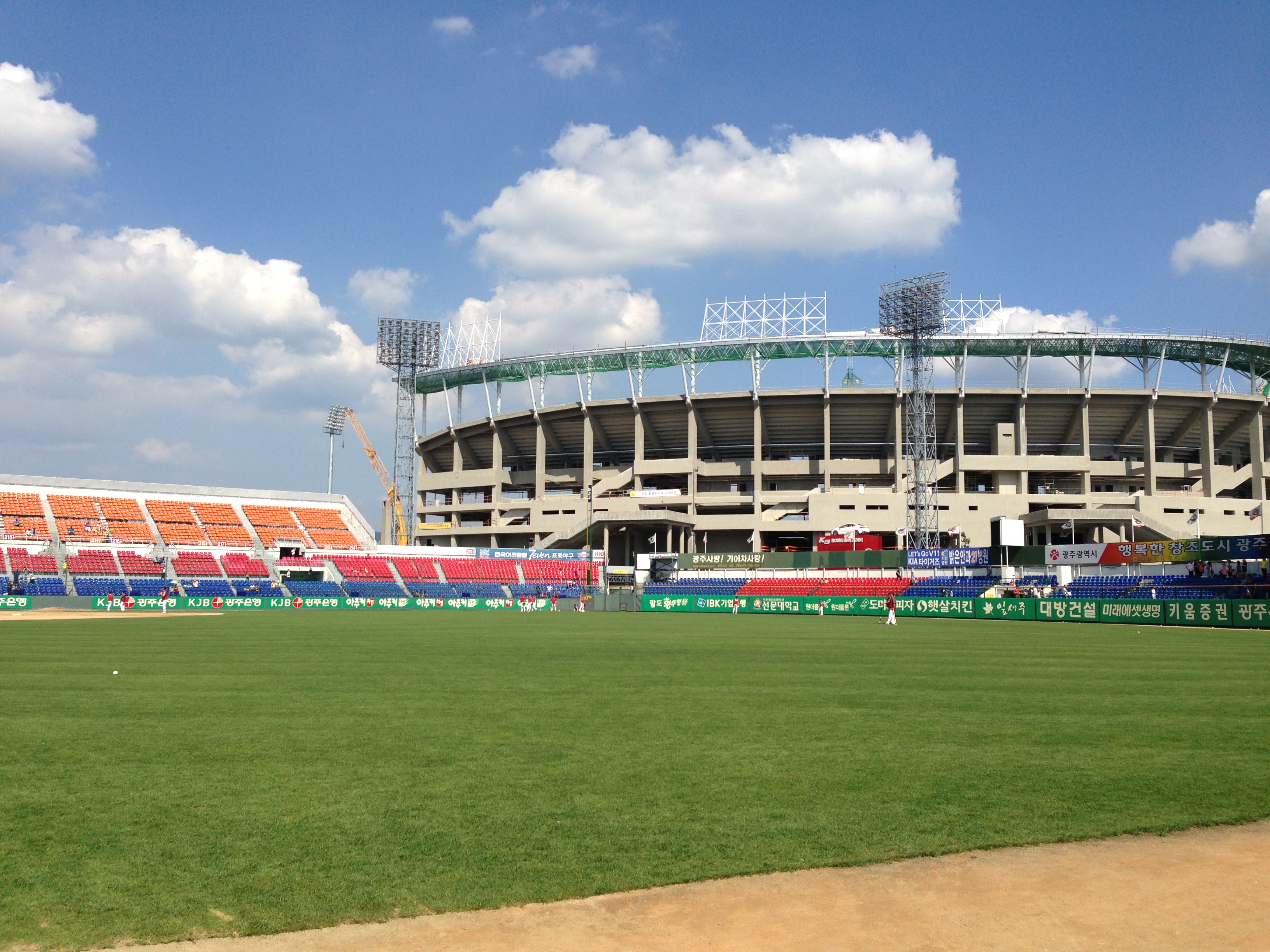
2014年に開場した光州起亜チャンピオンズフィールド（光州広域市）。

- 社稷野球場（ロッテ・ジャイアンツの本拠地） - 両翼95m、中堅118m。内外野天然芝。25,000人収容。
- 仁川SK Happy Dreamパーク（SKワイバーンズの本拠地） - 両翼95m、中堅120m。内外野天然芝。27,800人収容。
- 蚕室野球場（LGツインズと斗山ベアーズの本拠地） - 両翼100m、中堅125m。内外野天然芝。27,500人収容。
- 木洞野球場（ネクセン・ヒーローズ（現・キウム・ヒーローズ）の本拠地、2015年まで） - 両翼98m、中堅118m。人工芝。20,000人収容。
- 高尺スカイドーム（キウム・ヒーローズの本拠地、2016年から） - 両翼99m、中堅122m。人工芝。22,258人収容。
- 馬山総合運動場野球場（NCダイノスの前本拠地、2018年まで） - 両翼96m、中堅116m。人工芝。11,000人収容。
- 昌原NCパーク（NCダイノスの本拠地、2019年から） - 両翼101m、中堅122m。内外野天然芝。22,112人収容。
- 大邱市民運動場野球場（サムスン・ライオンズの前本拠地、2015年まで） - 両翼98m、中堅120m。人工芝。13,941人収容。
- 大邱サムスン・ライオンズ・パーク（サムスン・ライオンズの本拠地、2016年から） - 両翼99.5m、中堅122m。内外野天然芝。29,178人収容（韓国の野球場としては最多）。
- 光州無等総合競技場野球場（起亜タイガースの前本拠地、2013年まで） - 両翼99m、中堅120m。人工芝。13,872人収容。
- 光州起亜チャンピオンズフィールド（起亜タイガースの本拠地） - 両翼99m、中堅121m。内外野天然芝。27,000人収容。
- ハンファ生命イーグルスパーク（ハンファ・イーグルスの本拠地） - 両翼99m、中堅121m。人工芝。13,000人収容。
- 水原ktウィズパーク（KTウィズの本拠地） - 両翼95m、中堅120m。天然芝。22,000人収容。

光州広域市は2010年から、市幹部が相次いでMAZDA Zoom-Zoom スタジアム広島を視察し、その結果、目標をドーム球場建設から内外野天然芝のボールパーク建設に鞍替えした。2011年12月から建設が始まった光州無等総合競技場野球場に代わる新球場は2014年2月に竣工し、光州起亜チャンピオンズフィールドと命名された。

### 中南米

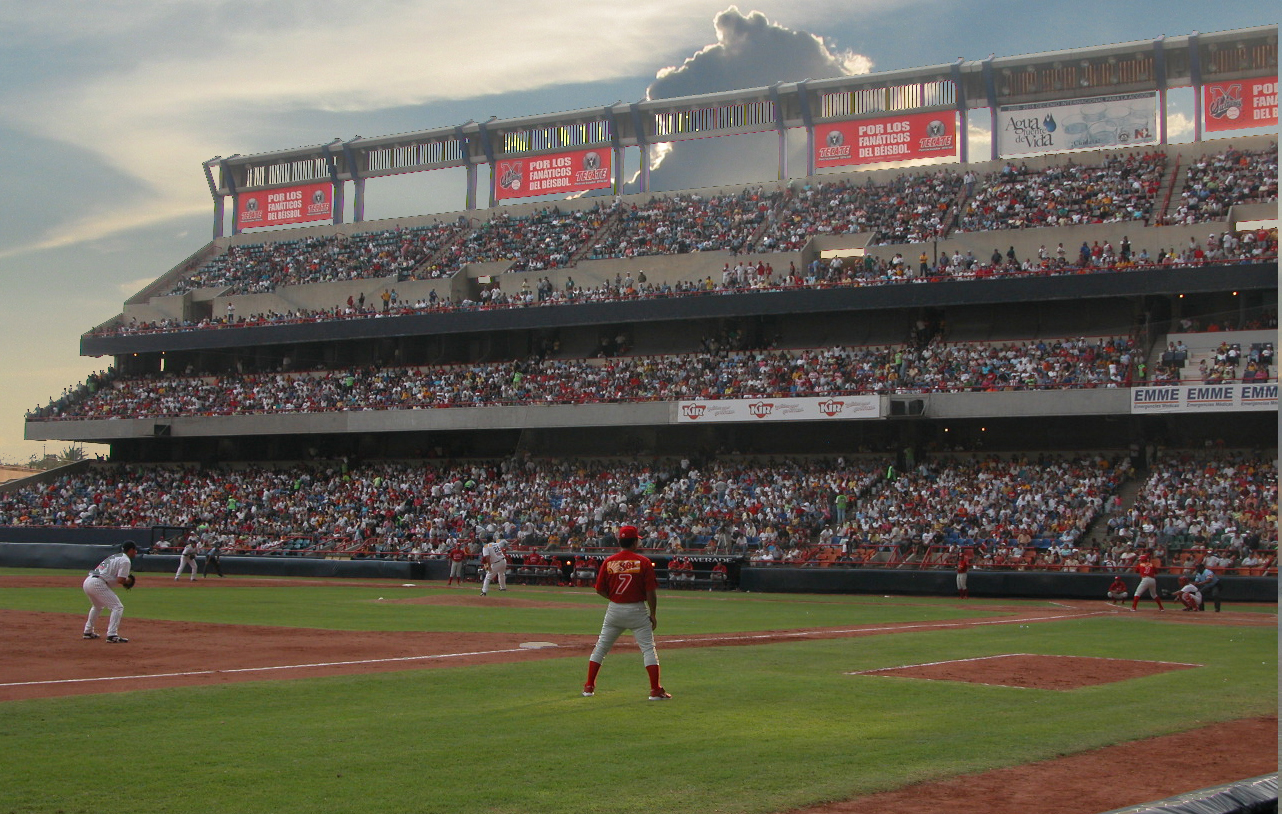
エスタディオ・デ・ベイスボル・モンテレイ（メキシコ・モンテレイ）

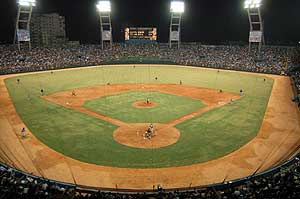
エスタディオ・ラティーノアメリカーノ（キューバ・ハバナ）

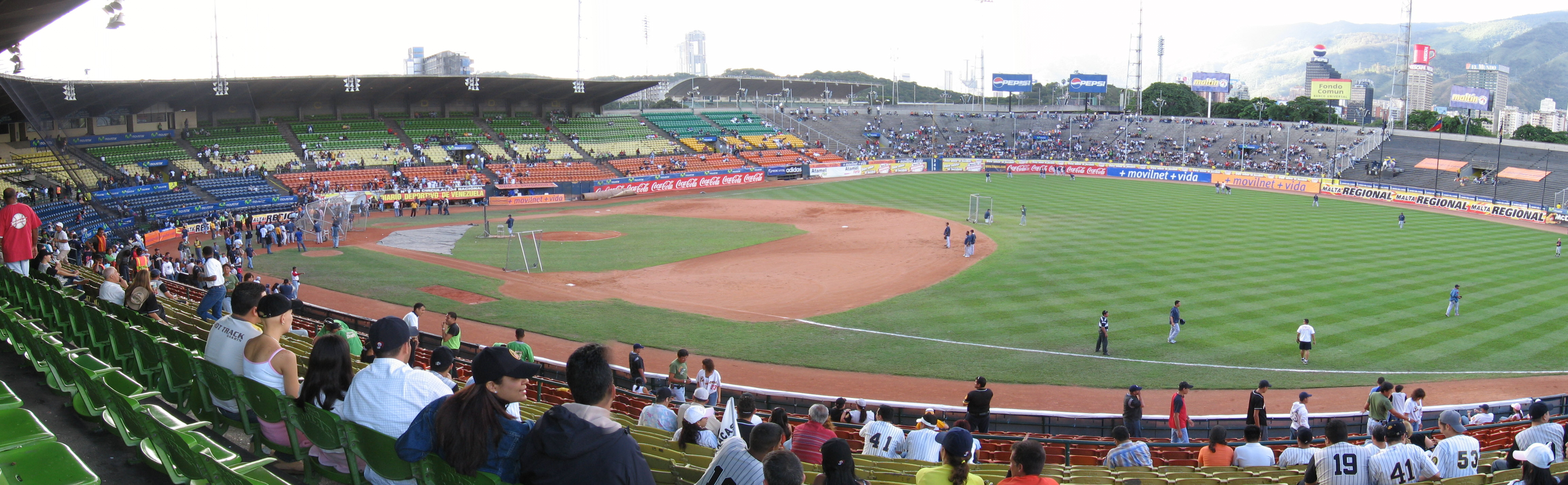
エスタディオ・ウニベルシタリオ・デ・カラカス（ベネズエラ・カラカス）

野球が盛んな中南米には、本格的な野球場が多く存在する。ただし、一部の例外を除けば収容人数は多くても2万人台である。米国と同様に内外野総天然芝の屋外球場が基本的な形態である。特徴の1つとして、その地に所縁のある往年の名選手の名が付けられた球場が多い（例：ベネズエラのエスタディオ・ルイス・アパリシオ・エル・グランデ、ニカラグアのエスタディオ・デニス・マルティネス、プエルトリコのエスタディオ・ロベルト・クレメンテ・ウォーカーなど）。また、この地域は経済水準が北米や極東アジアに比べると低いため、プロレベルの試合が行われる野球場であっても、グラウンドのコンディションや設備が劣悪な状態であることも珍しくない。
メキシコ
国内で最大の野球場は、北東部の都市モンテレイにあるエスタディオ・デ・ベイスボル・モンテレイ（2万8000人収容）である。1996年と1999年にはサンディエゴ・パドレスの主催でMLBの公式戦が開催されている。次いで収容人数が多いのは、首都メキシコシティにある多目的球場フォロ・ソル（2万5000人収容）である。2009 ワールド・ベースボール・クラシックのメキシコラウンドがフォロ・ソルで開催された。メキシコでは夏季リーグ（リーガ・メヒカーナ・デ・ベイスボル）とウィンターリーグ（リーガ・メヒカーナ・デル・パシフィコ）の2つのリーグが存在し、全国に一定規模の野球場が存在するが、収容人数が2万人を上回るのは前記の2球場だけで、それ以外は数千人 - 1万人台のものである。
キューバ
首都ハバナにあるエスタディオ・ラティーノアメリカーノはラテンアメリカ最大の野球場で、収容人数は最大で5万5000人に達する。1946年の開場当初は、3万人収容だったが、1971年の大改装で客席が大幅に増設された。名実共にキューバを代表する野球場であり、1999年3月28日にはボルチモア・オリオールズ対キューバ代表の親善試合第1戦も開催され、5万人を超える観客が詰めかけた。キューバではエスタディオ・ラティーノアメリカーノだけが突出して規模が大きく、その他の球場は他の中南米諸国と同程度の規模である。サンティアゴ・デ・クーバ市にあるエスタディオ・ギジェルモン・モンカダ（2万5000人収容）、マタンサス市にあるエスタディオ・ビクトリア・デ・ヒロン（2万2000人収容）が2万人以上の収容能力を持つ。
ドミニカ共和国
ウィンターリーグで本拠地として使用される野球場は全部で5つあるが、収容人数2万人以上の球場は存在せず、国内第2の都市サンティアゴ・デ・ロス・カバリェロスにあるエスタディオ・シバオが1万8077人で国内最大である。首都サントドミンゴのエスタディオ・キスケージャ（1万6500人収容）が2番目の規模を持つ。プロ球団が使用する5球場では、エスタディオ・テテーロ・バルガスを除く4球場が１万人以上の収容能力を持つ。
プエルトリコ
最大の都市サンフアンにあるヒラム・ビソーン・スタジアム（1万8000人収容）が同国最大の野球場である。ワールド・ベースボール・クラシックで2度会場になり、MLBの公式戦もたびたび開催されている。同球場とエスタディオ・フランシスコ・モンタネール、エスタディオ・ロベルト・クレメンテ・ウォーカーの3球場は、中南米の主要球場としては珍しく人工芝のグラウンドを持つ。
ベネズエラ
ウィンターリーグで本拠地として使用される野球場は全部で7つあり、その全てが1万人以上の収容能力を持つ。国内最大（南米大陸最大）の野球場は、首都カラカスにあるエスタディオ・ウニベルシタリオ・デ・カラカス（約2万6000人収容）である。2万人以上を収容できる野球場は、その他にマラカイボのエスタディオ・ルイス・アパリシオ・エル・グランデ（2万3900人収容）、バルキシメトのエスタディオ・アントニオ・エレーラ・グティエレス（2万450人収容）がある。
パナマ
首都パナマ市にあるエスタディオ・ナシオナル・デ・パナマ（2万7000人収容）が国内最大の野球場である。パナマ出身の殿堂入り選手ロッド・カルーを記念して、「エスタディオ・ナシオナル・ロッド・カルー」の別名を持つ。
コロンビア
本格的な野球場は、野球が盛んなカリブ海沿岸部に多い。カルタヘナにあるエスタディオ・オンス・デ・ノビエブレ（1万2000人収容）と、シンセレホにあるエスタディオ・20・デ・エネロ(1万人収容)の2球場が1万人以上の収容能力を持つ。バランキヤにあるエスタディオ・トマス・アリエタ(8000人収容)には、国内リーグの本部が設置されている。ちなみに、同球場はバランキヤ出身の名遊撃手エドガー・レンテリアを冠した名称に変更される予定である。
ニカラグア
同国出身の名投手デニス・マルティネスの名を冠したエスタディオ・デニス・マルティネスが国内最大の野球場(サッカー場も兼ねる多目的スタジアム）であり、中南米でも最大規模の収容能力(約3万100人収容)を持つ。ただし、資料によっては2万5000人という表記もある。全体的に球場のコンディションは悪く、デコボコの内野グラウンドに荒れた芝、薄暗い照明など劣悪な環境で試合が行われている。

## 歴史

### アメリカ合衆国における野球場の歴史
野球はアメリカ合衆国の4大スポーツの中で最も古い歴史を持ち、野球場も時代の流れの中で大きな変遷を遂げてきた。以下、アメリカ合衆国における野球場の歴史を概説する。

#### 黎明期

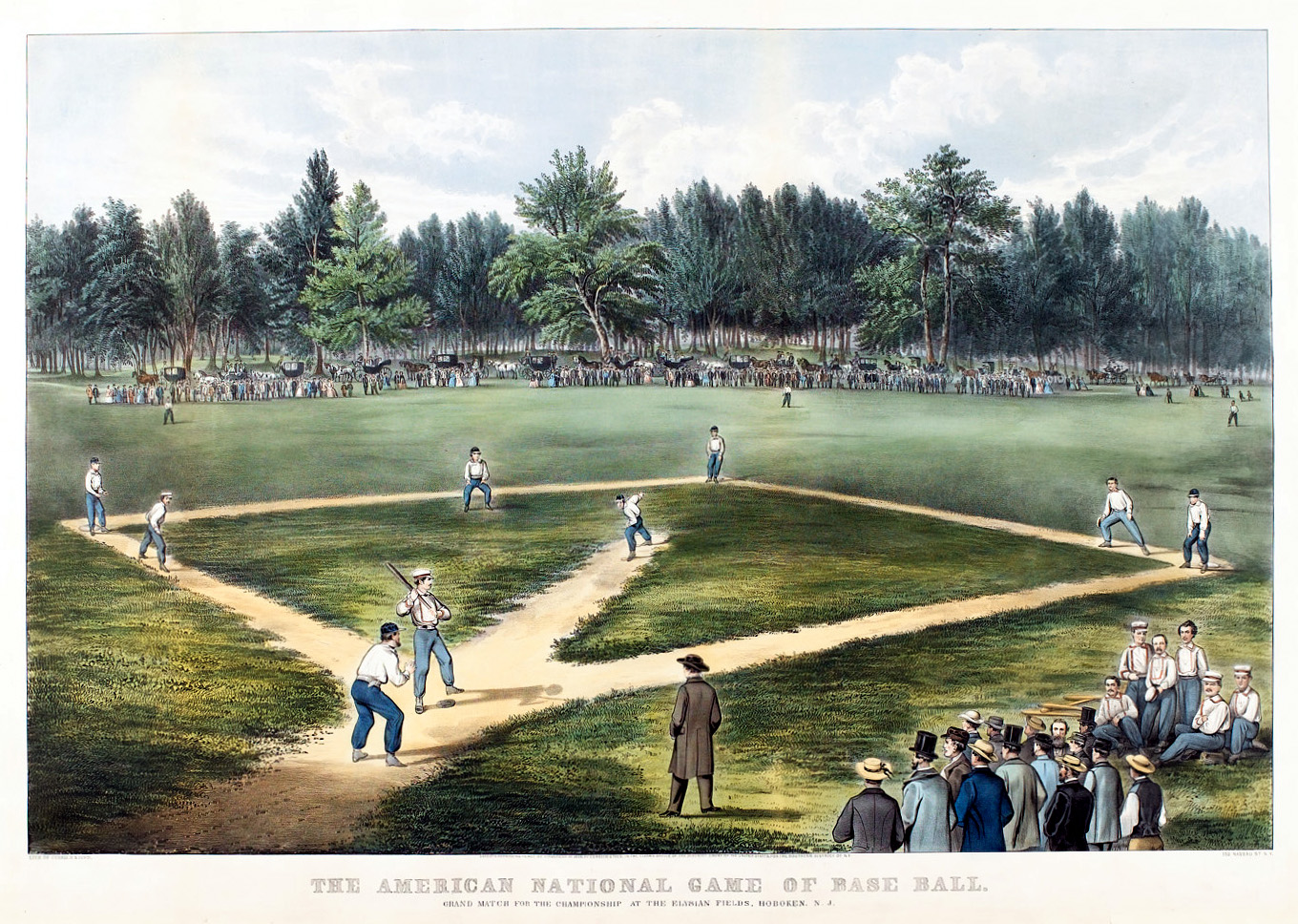
エリシアン・フィールズ（1866年）

野球のゲームルールを確立したアレクサンダー・カートライトが設立したニッカーボッカー・クラブはニューヨークが本拠地だったが、マンハッタンに適当なグラウンドが無かったために、1845年、ニュージャージー州のホーボーケンにあるエリシアン・フィールズを使い始めた。翌年、エリシアン・フィールズで、ニッカーボッカー・クラブとニューヨーク・ナインの試合が、初めての野球のクラブ対抗戦として開催された。1865年、エリシアン球場でニューヨークのミューチュアル・クラブとブルックリンのアトランティック・クラブの選手権試合が開催されおよそ2万人の観衆を集めた。この光景が印刷屋のカリアー&アイブズのリトグラフ「アメリカの国民的野球試合」（右図）に収められた。この時代の球場には外野フェンスが存在せず、本塁打は全てランニング本塁打だった。

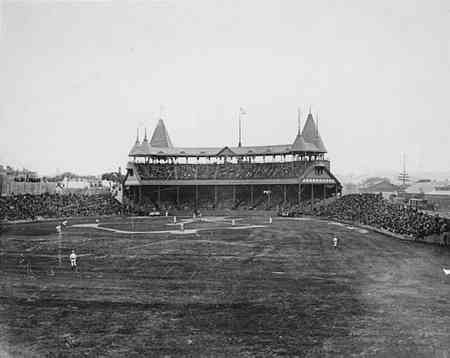
ボストン・ビーンイーターズ（現アトランタ・ブレーブス）の本拠地であったサウス・エンド・グラウンズ（1893年）

1860年代には、野球がアメリカ合衆国内で急速に普及していく。1862年には、ニューヨークのブルックリンに初のフェンス付き野球場であるユニオン・グラウンズが完成。ユニオン・グラウンズでは、1500人ほどが入れる観客席があったことで、野球の試合で観客から入場料を取ることができるようになった。同球場では、米国にプロ野球組織が出来る前から、いくつものニューヨークの著名な野球クラブが本拠地とし、1871年以降は初期のナショナルリーグの試合でも用いられた。
1871年、初のプロ野球リーグナショナル・アソシエーションが誕生し、本格的な興行を目的とした近代野球場が、各地で相次いで建設された。この時代に作られた野球場の中でも、特に著名なものの1つが、ボストン・レッドストッキングス（現アトランタ・ブレーブス）の本拠地サウス・エンド・グラウンズである。1880年には、後にポロ・グラウンズとして知られることになる野球場（ブラザーフッド・パーク）がマンハッタンに完成。同球場は、1891年に「ポロ・グラウンズ」に改称してオープンし、ニューヨーク・ジャイアンツ（現サンフランシスコ・ジャイアンツ）が本拠地として使用を開始する。この時期にはまだ、プロが使用する球場であっても、収容人数は数千人～1万人台前半規模の物が多数を占めていたが、1882年開場のエクスポジション・パーク（収容人数:16,000人）のように、多くの観客席を備えた球場も存在した。

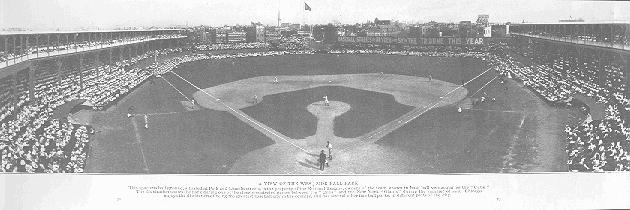
ウエスト・サイド・パーク（写真は1908年8月30日、カブス - ジャイアンツ戦）。左翼 - 340 ft （約103.6 m）、中堅 - 516 ft （約157.3 m）、右翼 - 316 ft （約96.3 m）

1890年代からは、1万人台後半以上の大規模な観客席を備えた野球場が次々と現れるようになる。シカゴ・カブスの本拠地ウエスト・サイド・パークは、1894年の改修で16,000人の観客席を備えた。1901年に誕生したニューヨーク・ハイランダース（現ニューヨーク・ヤンキース）は、当初オリオール・パークを本拠地にしていたが、1903年から収容人数16,000人のヒルトップ・パークに移転する。その後、1911年にジャイアンツが新ポロ・グラウンズに移転。2年後には、ハイランダースから球団名を変更したヤンキースも、同じくポロ・グラウンズに移転した。新ポロ・グラウンズは、34,000人もの大収容人数を誇る、当時では画期的な新球場であった。
黎明期の野球場は、現在と異なりフィールドの形がかなり歪であった。ポロ・グラウンズはその典型で、グラウンドがほぼ長方形の形をしており、中堅までが483ft（約147.2m）と異様に長いが、左翼までは279ft（約85.0m）、右翼までは257.67 ft（約78.5m）と極端に短くなっており、ポップフライでもポール際なら本塁打になることが多かった。ベーブ・ルースは、この球場の形状を利用して、本塁打を量産した。また、レイク・フロント・パーク（シカゴ）は、左翼まで186ft（約56.7m）、中堅まで300ft（約91.4m）、右翼まで196ft（約59.7m）と極めて狭く、あまりの狭さに1884年シーズン終了後に広いウエスト・サイド・パークに移転した。狭い球場が多い一方で、中堅までが542ft（約165.2m）、左翼365ft（約111.3m）、右翼400ft（約121.9m）というヒルトップ・パークのように広大な球場も多く、球場サイズは全く統一されていなかった。また、この時代の球場は木製であったため、火事に見舞われることも少なくなかった。

#### 近代野球場の隆盛

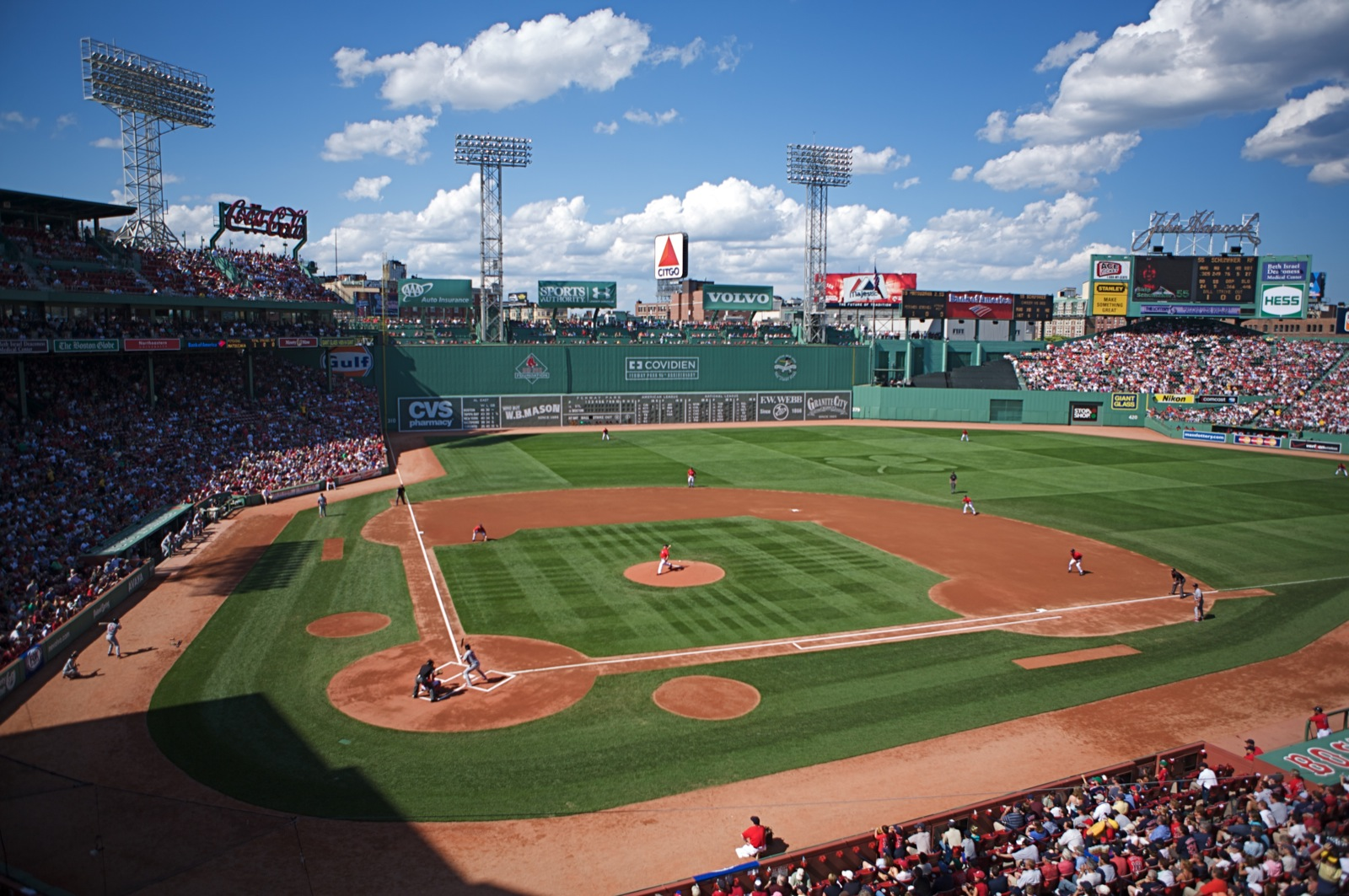
現存するメジャーリーグ最古の野球場、フェンウェイ・パーク。

まだ木造建築が主流だった1908年、初めて鉄骨や鉄筋コンクリートを用いて建設された野球場であるシャイブ・パーク（フィラデルフィア）が開場。これを機に、鉄筋コンクリート製球場建設ブームが沸き起こり、その後長きに渡って米国の野球史を彩る近代野球場が次々と姿を現した。翌1909年にはフォーブス・フィールド（ピッツバーグ）が完成し、1910年には、収容人数3万人で、フィールドの広さも標準的な近代野球場コミスキー・パーク（シカゴ）がオープン。その2年後の1912年には、現存するMLB最古の球場であるフェンウェイ・パーク（ボストン）がオープンした。同年にはネビン・フィールド（デトロイト、後のタイガー・スタジアム）やエベッツ・フィールド（ニューヨーク）、クロスリー・フィールド（シンシナティ）、更に2年後の1914年にはリグレー・フィールド（シカゴ）がオープンし1915年には、当時最大の4万人を収容可能なブレーブス・フィールド（ボストン）が完成した。メジャーリーグの発展と野球人気の上昇により、球場の収容人数も、2万人～4万人規模が主流になっていった。
この時期に作られた球場は、依然としてフィールドのサイズは統一されていなかったが、概ね現代の水準に近づいてきていた。また、この時代は街中の限られた空き地に球場を作ることが多かったため、結果として左右非対称の歪な形状になることが多かった。その代表例がフェンウェイ・パークであり、左翼方向が右翼に比べて狭く、本塁打の乱発を防ぐためにレフトの外野フェンスが極端に高くなっている（通称：グリーンモンスター）。左右非対称の形状や、カクカクしたフェンスラインは、土地が足らないことによる苦肉の策であったが、次第に古き良き時代の野球場と象徴として捉えられるようになり、近年の新古典主義ボールパークの多くが、左右非対称の歪な外野フェンスラインを採用している。このような都市型のスタジアムは、外野まで達した屋根の付いた内野スタンドも含めた容姿から「ジュエルボックス(宝石箱)」と呼ばれた。

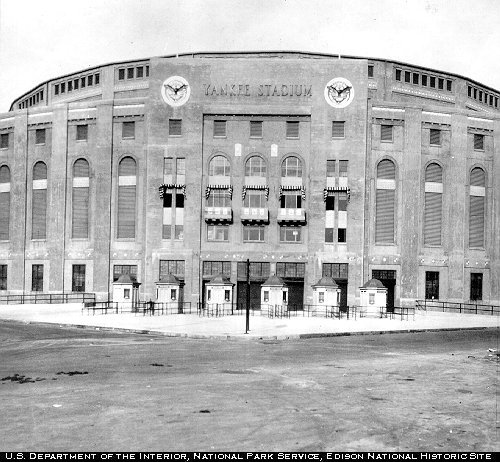
1920年代のヤンキー・スタジアム正面玄関

1923年には、ニューヨーク・ヤンキースの新球場ヤンキー・スタジアムが開場。収容人数は当時最大の58,000人で、「ルースが建てた家」（The house that Ruth built ）という異名を持った。しかし、開場時は左中間が異常に深く（「デスヴァレー」（Death Valley）=「死の谷」と呼ばれた）、逆にライトポールまでの距離が短かったため「（左の強打者である）ルースのために建てられた家」だという声も存在する。MLB屈指の強豪球団ヤンキースの本拠地として、ヤンキー・スタジアムは数々の歴史的場面の舞台となった。客席が増設され一時は82,000人収容になったり、1946年には照明灯が導入されるなど、改修もたびたび行われた。また野球以外にも使用され、1956年から1973年にかけてはNFLニューヨーク・ジャイアンツの本拠地として使用された。さらにプロボクシングのビッグマッチも行われた。
ヤンキー・スタジアムの完成を以って、大規模な近代野球場建設ラッシュも一段落する。1931年には「湖畔の失敗（The Mistake on the Lake）」と評されたミュニシパル・スタジアム（クリーブランド）が開場したが、次なる野球場建設ラッシュは、既存の球場の老朽化が始まり、球団拡張が進められた1960年代～1970年代を待つことになる。

#### アメフト兼用野球場の流行
（後述の「多目的施設としての野球場/アメフト兼用球場（円形兼用球場）」の項も参照）
1960年代中盤 - 1970年代になると、1900年代初頭に作られた野球場の老朽化が目立つようになった。更に、この時期にはMLBの球団拡張が進められ、各地で新球団が続々と産声を上げていた。また、この頃には既にNFLがMLBと並ぶ人気プロスポーツに成長しており、野球界と同じく新球場を求める声が上がっていた。こうした事情により、野球とアメリカンフットボールの兼用球場が各地で次々に建設されることになった。
| 開場年 | 球場名（開場時）                               | 球団                                                                                                | 新球場                               | 備考                    |
| ------ | ---------------------------------------------- | --------------------------------------------------------------------------------------------------- | ------------------------------------ | ----------------------- |
| 1953年 | ミルウォーキー・カウンティ・スタジアム         | ミルウォーキー・ブレーブス（MLB） ミルウォーキー・ブルワーズ（MLB） グリーンベイ・パッカーズ（NFL） | アメリカンファミリー・フィールド     | 2001年閉場              |
| 1960年 | キャンドルスティック・パーク                   | サンフランシスコ・ジャイアンツ（MLB） サンフランシスコ・フォーティナイナーズ（NFL）                 | パシフィック・ベル・パーク           | 1971年から アメフト兼用 |
| 1961年 | ロバート・F・ケネディ・メモリアル・スタジアム  | ワシントン・セネタース（MLB） ワシントン・レッドスキンズ（NFL）                                     | ナショナルズ・パーク                 |                         |
| 1964年 | シェイ・スタジアム                             | ニューヨーク・メッツ（MLB） ニューヨーク・ジェッツ（NFL）                                           | シティ・フィールド                   | 2008年閉場              |
| 1965年 | アストロドーム                                 | ヒューストン・アストロズ（MLB） ヒューストン・オイラーズ（NFL）                                     | ダイキン・パーク                     | 1968年から アメフト兼用 |
| 1966年 | アナハイム・スタジアム                         | ロサンゼルス・エンゼルス（MLB） ロサンゼルス・ラムズ（NFL）                                         | 1997年に野球専用球場へ再改装         | 1981年から アメフト兼用 |
| 1966年 | ブッシュ・スタジアムII                         | セントルイス・カージナルス（MLB） セントルイス・カージナルス（NFL）                                 | ブッシュ・スタジアムIII              | 2005年閉場              |
| 1966年 | オークランド・アラメダ・カウンティ・コロシアム | オークランド・アスレチックス（MLB） オークランド・レイダース（NFL）                                 |                                      |                         |
| 1966年 | アトランタ・フルトン・カウンティ・スタジアム   | アトランタ・ブレーブス（MLB） アトランタ・ファルコンズ（NFL）                                       | ターナー・フィールド                 | 1996年閉場              |
| 1967年 | サンディエゴ・スタジアム                       | サンディエゴ・パドレス（MLB） サンディエゴ・チャージャーズ（NFL）                                   | ペトコ・パーク                       |                         |
| 1970年 | スリー・リバース・スタジアム                   | ピッツバーグ・パイレーツ（MLB） ピッツバーグ・スティーラーズ（NFL）                                 | PNCパーク                            | 2000年閉場              |
| 1970年 | リバーフロント・スタジアム                     | シンシナティ・レッズ（MLB） シンシナティ・ベンガルズ（NFL）                                         | グレート・アメリカン・ボール・パーク | 2002年閉場              |
| 1971年 | ベテランズ・スタジアム                         | フィラデルフィア・フィリーズ（MLB） フィラデルフィア・イーグルス（NFL）                             | シチズンズ・バンク・パーク           | 2003年閉場              |
| 1976年 | キングドーム                                   | シアトル・マリナーズ（MLB） シアトル・シーホークス（NFL）                                           | T-モバイル・パーク                   | 2000年閉場              |
| 1982年 | メトロドーム                                   | ミネソタ・ツインズ（MLB） ミネソタ・バイキングス（NFL）                                             | ターゲット・フィールド               |                         |

野球・アメフト兼用球場という概念は、元々1887年からフィラデルフィア・フィリーズが本拠地として使用していたベイカー・ボウルを、1933年に誕生したNFL新球団のフィラデルフィア・イーグルスが本拠地として使用するようになったことで、出来上がった。そして、1960年代からは、最初からアメリカンフットボール兼用として建設される円形球場が流行となった。アメフト兼用球場は1970年代までに多数作られていった。1965年には世界初のドーム球場であるアストロドーム（ヒューストン）が誕生し、人工芝も1966年に誕生し各地に広まった。（詳しくは人工芝の項を参照）これらの球場は近代的で未来を感じさせる球場であった。また、
後に広いファウルゾーンや高めのスタンド、近代的だが無粋な外観、左右対称のグラウンド形状などが「クッキーカッター（画一的、どれも見た目が一緒）」、あるいは「コンクリートのドーナツ」「灰皿」と呼ばれるようになり、不評を買うようになる（後述）。
この流れの中でも、1961年開場のドジャー・スタジアム（ロサンゼルス）は野球専用球場として作られている。また、1973年開場のカウフマン・スタジアム（カンザスシティ）はアメフト用スタジアムと隣接して造られている。1987年にマイアミ・ドルフィンズの本拠地として建設されたドルフィン・スタジアムは、元々はアメフト専用球場であったが、1993年に誕生した新球団フロリダ・マーリンズが本拠地として使用することが決まると、野球も行えるように改修された。

#### 新古典派球場建設ブーム
（詳細は、後述の「野球専用球場・ボールパーク(ball park)」の項を参照）
1980年代に入っても流れは変わらず、メトロドームや近代的球場の最高峰とも呼べるスカイドーム（現ロジャース・センター）が建設された。この流れを大きく変化させたのは、1992年に開場したオリオール・パーク・アット・カムデン・ヤーズである。これに続く新古典派球場の建設ラッシュにより1960年代からの円形兼用球場は次々と閉場され、同じ敷地に野球専用球場とアメフト用スタジアムが隣接するチームが増えていった。円形兼用球場は2008年を最後にメジャーリーグチームの本拠地球場としては使われなくなる。密閉型ドームや人工芝球場も減っていった。現在、このブームにそっていないといえる兼用球場で、移転の予定がないのはロジャース・センターのみである。人工芝球場及び密閉型ドームなのはトロピカーナ・フィールドのみである。
2020年にはテキサス・レンジャーズがグローブライフ・パーク・イン・アーリントンに変わってグローブライフ・フィールドが開場。2028年にはラスベガスにオークランド・アスレチックスの新球場が開場予定である。

### 日本における野球場の歴史

#### 黎明期
日本初の野球場は、新橋鉄道局の職員が結成し“日本初の野球チーム”とされる新橋アスレチック倶楽部が新橋駅近くに設けた保健場とされる。学生の間で野球が盛んになり学生野球が発展すると、早稲田大学が戸塚球場、慶應義塾大学が三田綱野球場、明治大学が明治大学球場などを作った。電鉄会社も沿線開発の一環として、京浜電気鉄道が羽田運動場、阪神電気鉄道が鳴尾球場、阪急電鉄の前身である箕面有馬電気軌道、阪神急行電鉄がそれぞれ豊中球場、宝塚球場、京阪電気鉄道が京阪グラウンド球場を建設している。
日本初の本格的な野球場は1924年（大正13年）、兵庫県西宮市にできた阪神甲子園球場である。中等学校野球のために阪神電気鉄道が建設した。完成当初は大会規模に比して、観客収容数が多すぎると懸念されていた甲子園は結果的に大成功を収め、ほかの電鉄会社も新たな球場を建設していった。1928年完成の藤井寺球場などがこれに当たる。1926年には明治神宮野球場が完成し、東京六大学野球連盟を中心として使用された。

#### 戦前
1936年（昭和11年）に日本職業野球連盟によるプロ野球の第1回リーグ戦が始まった。この年は甲子園球場を基本に鳴海球場や宝塚、戸塚、上井草、洲崎の球場を使用してゲームをしていたが、翌年の1937年に内野スタンドが2層となっている阪急西宮球場と後楽園球場がプロ野球用に造られた。これらに甲子園を加えた3球場を基礎にプロ野球は興行された。
しかし太平洋戦争の激化により、プロ野球も学生野球も中断に追い込まれる。球場も軍に接収され、高射砲が設置されるなど野球どころではなくなっていった。

#### 戦後の建設ラッシュとナイター設備の導入

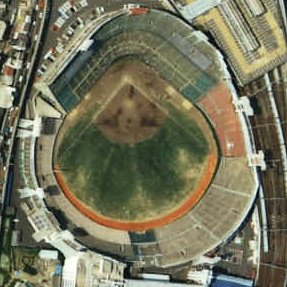
大阪スタジアム。狭隘な敷地に3万人を収容するため、1層式内野スタンドの傾斜は37度に達した

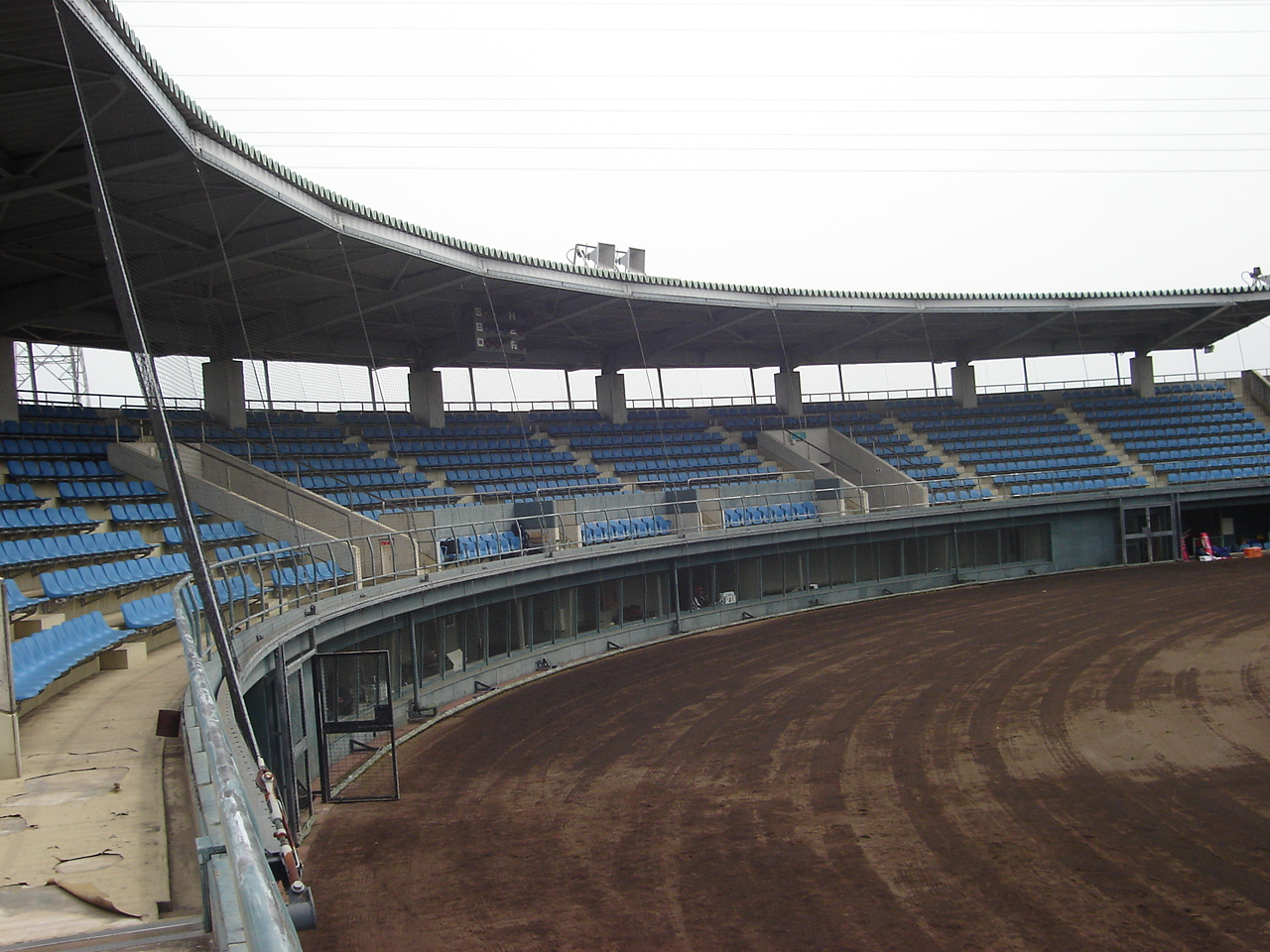
グラウンドレベルに放送席等が設けられているため、観客席の位置が高い

戦争終了の翌年、1946年にはペナントレースも学生野球も再開された。球場によってはアメリカ軍に接収されたところもあったが、徐々に解除されていった。
その後GHQの後押しもあり野球場が各地に造られていった。プロ野球チームの親会社によって中日スタヂアム（1948年）、大阪スタヂアム（1950年）、駒澤野球場（1953年）などが建設された。公営の球場も平和台野球場（1949年）、県営宮城球場（1950年）、川崎球場（1952年）、広島市民球場（1957年）などがこの時期に建設されている。これら以外にも、国民体育大会に対応する競技施設の整備を目的とするなどして、全国各地で公営の野球場が順次整備されていった。
この時期に建設された球場は、終戦後まもない時期のため、空襲等により空地になっていた市街地を活用して建設される場合が多く、そのため交通の便においては非常に優れていた反面、周辺市街地の復興が進むにつれ、グラウンドや諸設備の拡張が難しいという問題を抱えることとなった。だが、この当時建設された球場は、後に建設される球場に多大な影響を及ぼしている。それら日本独自とも言える特徴は以下の通りである。
1層式スタンド
敷地面積、及び建設コストの兼ね合いから、内野スタンドは多層式ではなく1層式が主流となった。それによる観客収容数の減少を防ぐため、座席の前後間隔を60 - 70cm程度に詰め、スタンドの傾斜は20.0 - 35.0度と急勾配になった（米国の球場の場合、1階スタンドの勾配は12.0度程度）。さらに外野スタンドも巨大化したため、球場の全体的な形状は「すり鉢型」となった。特に大阪スタヂアムの内野スタンドの傾斜は37度にも達したことで有名である。
本塁の北側配置
公共施設として建設された球場の多くが、興業施設としてではなく、アマチュア利用者のプレーに設計の重きを置いたため、公認野球規則を敢えて無視し、本塁から投手板を経て二塁に向かう線を南向きにしている。
バックネット裏・グラウンドレベルへの放送席の配置
プロ野球中継の盛り上がりを受けて、試合を実況するラジオ・テレビの放送席がバックネット裏のグラウンドレベルに設置された。当時の野球中継は国民の最大の娯楽の一つであり、その実況を行うアナウンサーが選手の一挙一動をつぶさに伝えるため、言わば球場の「特等席」を用意されていた。そのため観客席はその煽りを受ける形で上方へ押し上げられ、戦前に建設された球場と比べると臨場感に欠ける面があった。
スタンドに張り巡らされたフェンス
プロ野球の盛り上がりと共に、試合中、観客がグラウンド内に乱入して進行を妨げる事例が多発したため、各地の球場で侵入防止のフェンスが張り巡らされるようになった。また、日本独自の太鼓・楽器を用いた応援行為は、グラウンドに背を向ける姿勢で行われることも多々あるため、打球から身を守る安全措置としての意味合いもあった。
1950年代からは各地にナイター設備が整備されていった。1958年にはプロ野球の全本拠地においてナイター設備が整備されている。地方では引き続き公営野球場の整備も進められた。
1962年の東京スタジアムの竣工をもってプロ本拠地の整備はほぼ一段落する。米国のキャンドルスティック・パークを手本に建設された東京スタジアムは、多層式スタンド、内外野天然芝を備え、当時の他球場とは明らかに異なるモダンな設計だったが、僅か15年で取り壊され、歴史の中へ消えていった。

#### 人工芝とそれを生かした多目的球場の登場
1970年代後半にはアメリカの1960年代の流行が流れてきた。1976年には後楽園球場に日本初の人工芝が敷設されると、その見た目の美しさと整備の容易さからプロ野球の本拠地球場を中心に広まりを見せた。西宮球場、神宮球場等、由緒ある歴史を持つこれら球場も次々に人工芝を導入した。
さらに1978年には可動式スタンドや昇降式マウンドを備え、球場の平面図を真円形とし、大規模なコンサート等、野球以外のイベント開催にも対応できる横浜スタジアムが建設された。翌1979年には西武ライオンズ球場（現西武ドーム）が丘陵地を掘り起こすという珍しい形で建設された。

#### ドーム時代到来
1988年に日本初のドーム球場、東京ドームが誕生した。これは同時に日本武道館を超える規模の室内コンサート会場が誕生したということになる。
屋根を備えた巨大コンサート会場という側面を持つ多目的ドーム球場は、大規模なイベント誘致を当て込んだ自治体にとって、存在すること自体が一種のステータス・憧れであり、巨額の資金を投じて大都市に次々と建設されていった。福岡ドーム（1993年）、大阪ドーム（現京セラドーム大阪）（1997年）、ナゴヤドーム（1997年）、札幌ドーム（2001年）などである。これとは別に西武球場も屋根を新設し西武ドームとして1999年に生まれかわった。
だが、これらの球場はいずれもアメリカの1960年代の流行である多目的円形球場の域を脱していない。多目的であるが故、可動式スタンドを備えた結果、広大なファウルゾーンが存在して臨場感に欠け、これでは野球観戦に最適な形態とは言い難い。さらに、以前はグラウンドレベルに設置されていた放送席が機械器具の発達によりスタンド内に設置されるようになったが、代わりに審判員・関係者用の諸室がグラウンドレベルに設置されたため、依然として観客席はグラウンドからは遠い存在であった。
さらに多目的ドーム球場は、可動式スタンド、昇降式マウンド、空調設備等、複雑な装置を備えた結果、補修・メンテナンス費用も莫大なものになっている。一例を挙げると、札幌ドームのメンテナンス費用は、2011年からの20年間で約200億円に達すると試算されており、その調達方法について未だ目処がついていないのが現状である。
一方で屋外球場では自治体によってグリーンスタジアム神戸（1988年）、千葉マリンスタジアム（正確には第三セクターによる）（1990年）が建設され、プロ野球の球団誘致に成功している。大阪ドーム、札幌ドームも第三セクターによるものである。
なお東京ドームとグリーンスタジアム神戸の両球場は、日本のプロ本拠地としては初めて公認野球規則で定められた規格を満たした球場である。この後、プロの使用を視野に入れた新設球場はほとんどが規格を満たすようになり、既存の球場は順次拡張されていった。

#### ボールパークへ

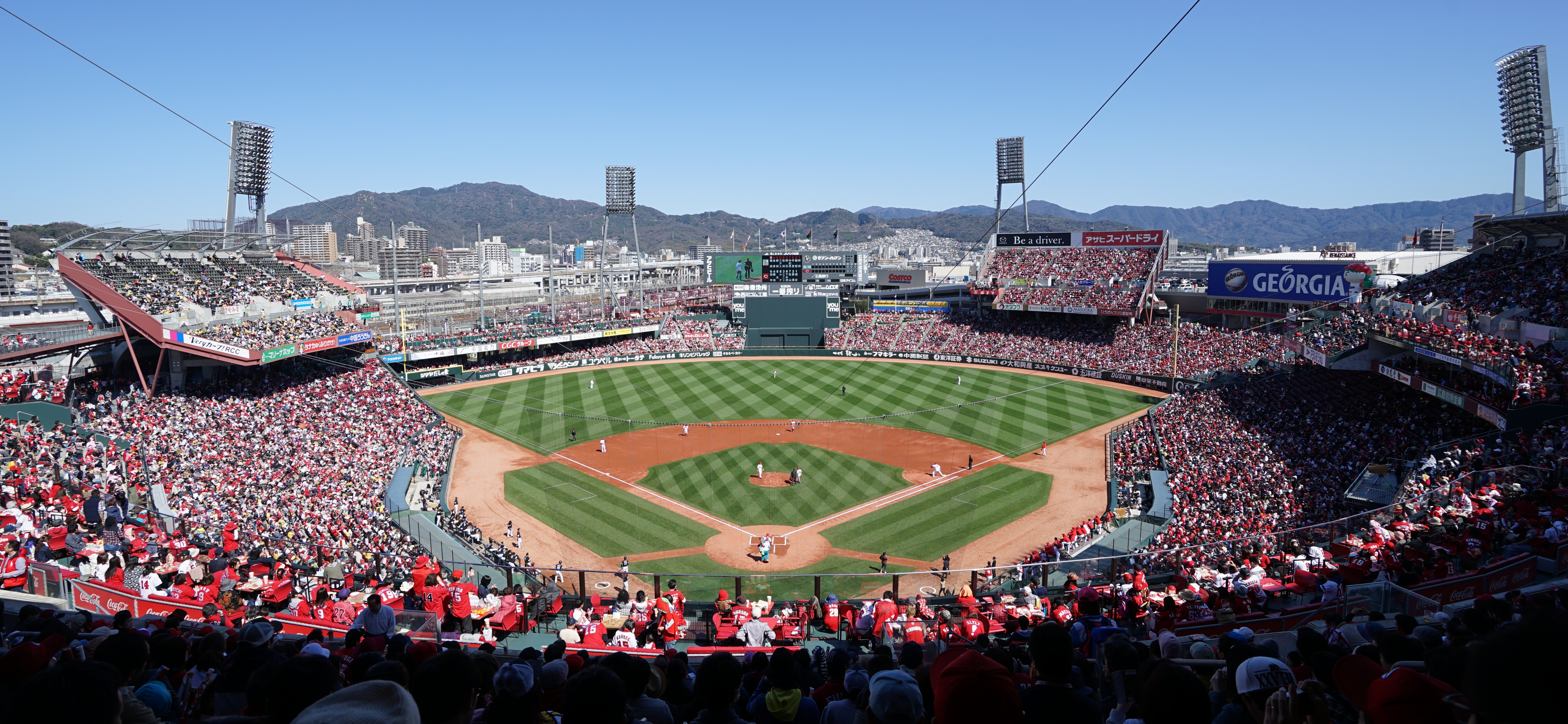
米国の新古典派ボールパークを参考に建設されたMAZDA Zoom-Zoom スタジアム広島

野茂英雄のメジャー挑戦により日本でもメジャー流の新古典派ボールパークや天然芝などに注目が集まるようになった。各球場でフィールドシートが設置されたり、天然芝に近いロングパイル人工芝などの新型人工芝への張り替えや、リボン状の新型映像装置などメジャー流を取り入れた改修が進んでいる。
1999年に完成した鶴岡ドリームスタジアムに日本の野球場として24年ぶりに内野天然芝が敷設された。翌2000年にはグリーンスタジアム神戸（ほっともっとフィールド神戸）、2001年にはサンマリンスタジアム宮崎も内野に天然芝を敷設した総天然芝の野球場となった。特に「ボールパーク宣言」を掲げたオリックスの本拠地・グリーンスタジアム神戸は、その後も低フェンス化、日本初のフィールドシートの設置など日本のボールパークの歴史の端緒となる改革を進めていった。
2004年から2期にわたる大規模改修工事をうけた宮城球場では天然芝こそ当時は断念した ものの、メジャーの新古典派を意識した特徴的なスタンドが造られた。その後、東京ドーム、福岡ドームなどでもファウルグラウンドに仮設のフィールドシートを設けるなど、ボールパーク化の試みは続いた。
2009年に新規の野球場として完成したMAZDA Zoom-Zoom スタジアム広島（マツダスタジアム）は、屋外型、左右非対称のフィールド、内外野完全天然芝、狭いファウルグラウンド、といった特徴を備え、さらに観客席最前列をグラウンドレベルとする等、米国のボールパークに近いレベルの野球場となった。ただし、外野フェンスのラインはレフトの一部を除いてこれまで通りの円弧である。
2023年に新規の野球場として完成したエスコンフィールドHOKKAIDOは左右非対称のフィールド、内外野完全天然芝、狭いファウルグラウンドに加え、日本の野球場としては初のスライド式開閉式屋根（北海道の建造物に多く見られる三角屋根のデザインを踏襲している）や、米国のボールパークでは一般的な直線のみの組み合わせによる外野フェンス（日本プロ野球の本拠地としては1953年までの藤井寺球場以来）とその向こうに設けられたブルペンなど、米国のボールパークの特徴を取り入れたデザインとなった。

## 野球場の形態について

### 多目的施設としての野球場

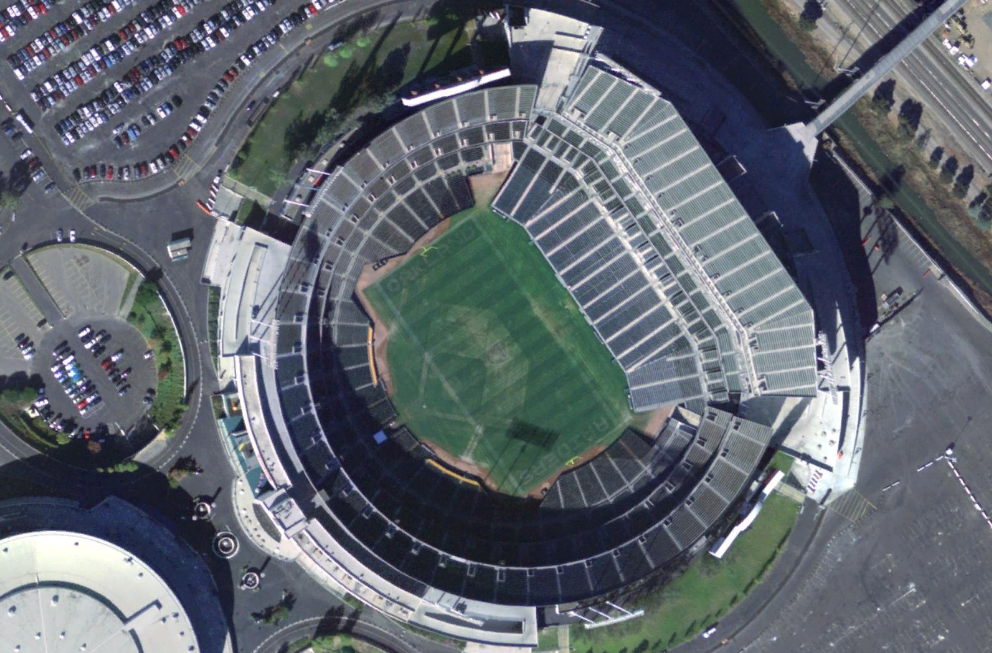
多目的野球場の例（オークランド・アラメダ・カウンティ・コロシアム）

広大さと収容能力の点で利点を持つことから、野球場は古くから野球以外のスポーツやイベントの開催地として使われてきた（阪神甲子園球場は設立当時から多目的施設としての利用も視野に入れていた）。
野球以外のスポーツで野球場を利用することが最も多い競技は、野球と同じく米国発祥の競技であり、広大なフィールドを必要とするアメリカンフットボールである。シーズン開催時期があまり重ならないことから、米国では野球場がMLBとNFLの本拠地としてよく併用され、特に1960年代からは可動スタンドを備えた円形球場（後述）が多数、新設された。近年の米国では新古典派球場ブームにより分化されていき、2020年時点でMLBとNFLの本拠地として併用されている球場は存在しない。日本では甲子園ボウル、ライスボウル（東京ドームで開催）などのように、ボウル・ゲームを野球場で行うケースが多い。

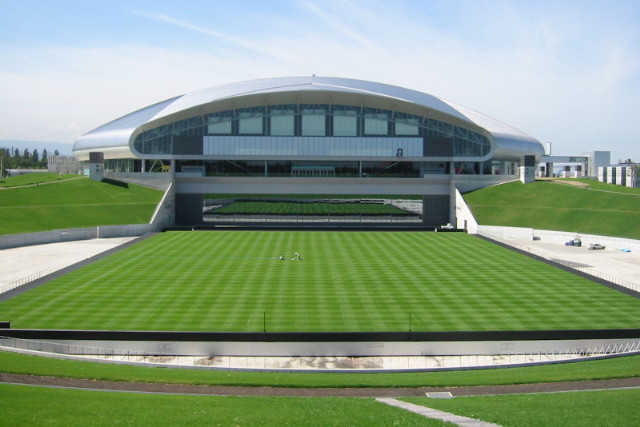
札幌ドームのホヴァリングサッカーステージ（オープンアリーナ）

近年ではプロレス（主に新日本プロレス）・K-1などの格闘技が行われることも多い。ほかにもサッカー、競輪などが野球場で行われた例がある。また日米のプロサッカークラブの一部が野球場を本拠地としている。札幌ドームのホヴァリングサッカーステージの他に、米国ではアメフト兼用球場のアメフト用フィールドをそのままサッカー用に転用している。ただしこちらもサッカー用スタジアムがそろいつつある。詳細は各野球場の記述を参照。
イベントとして多いのはコンサートである。特にドーム球場は当初よりコンサート開催を考慮して設計されている。日本ではかつて、日本武道館で単独コンサートを行うことが一流の証と考えられてきた時代があったが、近年は収容能力をはるかにしのぐ野球場でのコンサート（主に東京ドーム）が最大のステイタスとされている。観客動員力が高いバンド・アーティストを『スタジアム級』と称することからも、それがうかがえる。ただし、野球場はもともと歌や演奏を聞かせるために作られた施設ではないため、音響や舞台設置の面で問題が生じるために、高い人気を得ていてもあえてスタジアムコンサートを行わないアーティストもいる。近年ではサッカースタジアムおよび陸上競技場を用いるケースが増えたため、相対的に野球場でのコンサート開催は減少している。
他にも、展覧会や大きな団体の集会でも使用される例がある。

#### アメフト兼用球場（円形兼用球場）

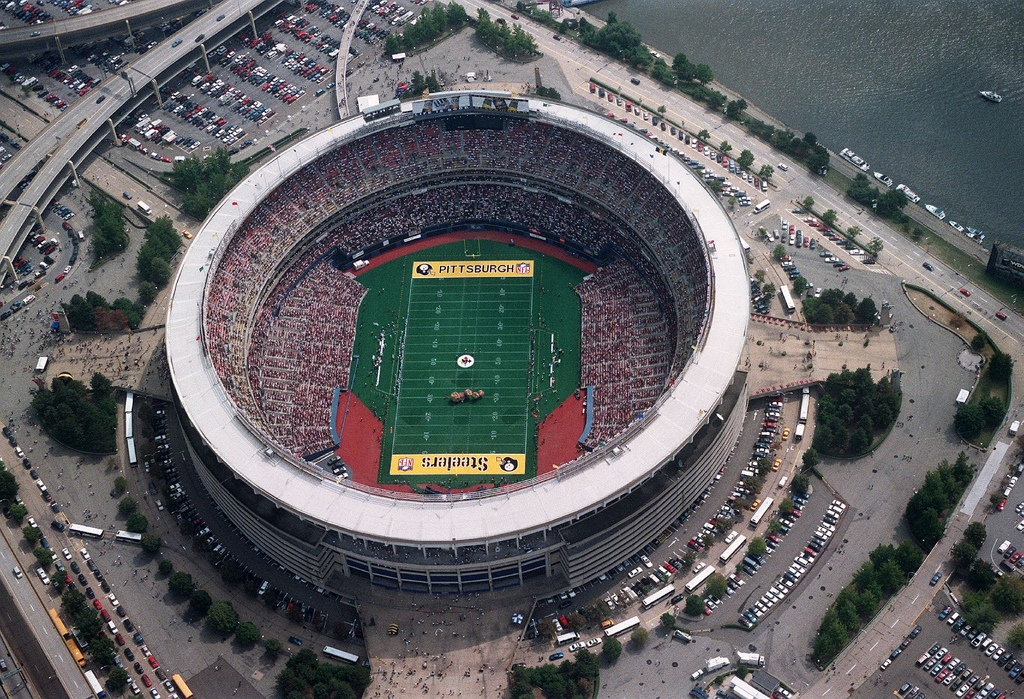
典型的なクッキーカッター・スタジアムであるスリー・リバース・スタジアム(アメリカンフットボール開催時）

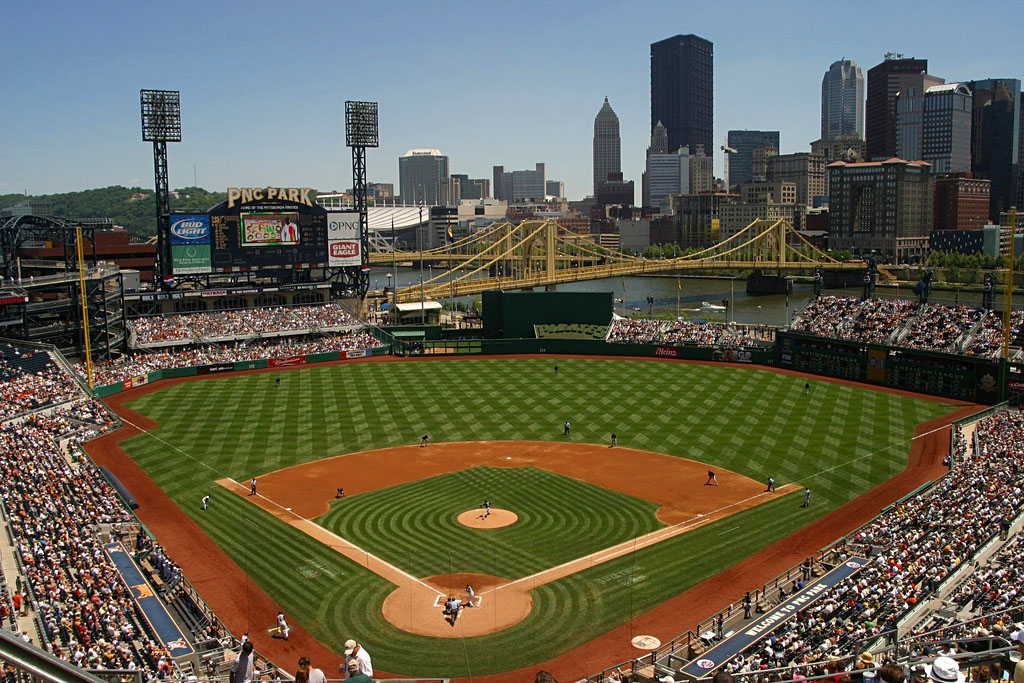
スリー・リバース・スタジアムの後継として建設された野球専用球場PNCパーク

米国では1960年代から1970年代にかけてアメフト兼用球場が流行した。1961年のD.C.スタジアムがこのタイプの始祖である。従来の球場はフィールドの形にそったスタンドであったが、これらの球場は二塁ベースの後方を中心に円形にスタンドを構成する。その円形の中に可動スタンドを備え、グラウンドが野球の時には扇型、アメフトの時には長方形になるように設計されていた。
円形のスタジアムは後にクッキーカッター（Cookie-cutter。日本語では“金太郎飴的”）としてファンから嫌われることとなる。円形兼用球場が嫌われた理由としては、見栄えの悪さと共に、野球観戦に不向きであったことが挙げられる。そもそも、野球とアメフトでは要求されるスタンドが異なる。基本的にバッテリー間の攻防が主となる野球では、バッテリー間を観るのに適した傾斜の低い観客席が好まれ、パスやランプレー、キックなどで常にフィールドを広く使うアメフトでは、急勾配でフィールド全体を俯瞰できるものが好まれる。更に、少ない試合数で一試合に多くの観客を動員するアメフトと違って、シーズン中はほぼ毎日試合を行う野球では、アメフト兼用球場の収容力（6万人～7万人台）は過剰であった。そのため、常に空席が目立つことになり、見栄えの悪さを強調した。アメフト兼用の円形球場は、野球を国民的娯楽（National Pastime）として愛する米国民に敬遠され、MLBの観客動員は停滞する。
1990年代に入ると、次々と前述の新古典派球場が完成。MLBの観客動員は飛躍的に増加し、1990年代から2000年代にかけての好況も相まって、MLBは空前の好景気を迎えることになる。一方で、アメフト兼用スタジアムは次第に姿を消していき、2023年時点で残存しているのはオークランド・アラメダ・カウンティ・コロシアム、ドルフィン・スタジアムの2球場のみである。しかしドルフィン・スタジアムを本拠地としていたフロリダ・マーリンズ（のちのマイアミ・マーリンズ）は2012年に新球場に移転したため、それ以降同スタジアムにおいて野球は行われていない。オークランド・アラメダ・カウンティ・コロシアムを本拠地とするオークランド・アスレチックスも、2012年に野球専用球場に移転する予定であったが、財政難と地元住民の反対により計画は中止された。一方、2019年シーズンをもってNFL球団のオークランド・レイダースがラスベガスに移転したため、オークランド・アラメダ・カウンティ・コロシアムは（レイダースが一時ロサンゼルスに移転していた頃以来の）野球専用に戻り、恒常的に兼用される球場は消滅した。
一方、日本では横浜スタジアム、千葉マリンスタジアム、福岡ドーム、大阪ドーム、ナゴヤドーム、札幌ドームがこのタイプである。千葉マリンスタジアムを除いて円状にスライドする可動席を採用している。可動スタンドは三日月状もしくは弓形に近い形状のものが一対あるのが基本であるが、ナゴヤドームは本塁後方にも可動スタンドが存在する。これらの可動スタンドを持つ球場は球場の中心点から同じ距離にある座席が全て同じ高さにあるという特徴がある。
これらの球場のスタンドは以下の欠点がよく指摘される（詳しくは各球場の項を参照）。
- ファウルゾーンが広すぎて臨場感に欠ける。
- バックネット裏の座席、外野のフェンスと座席が不必要なまでに高い位置になる。
- ファウルポール直下が死角となる座席が多い。
- 内野席でダイヤモンド内が見えにくい席が存在する。

#### ドーム球場

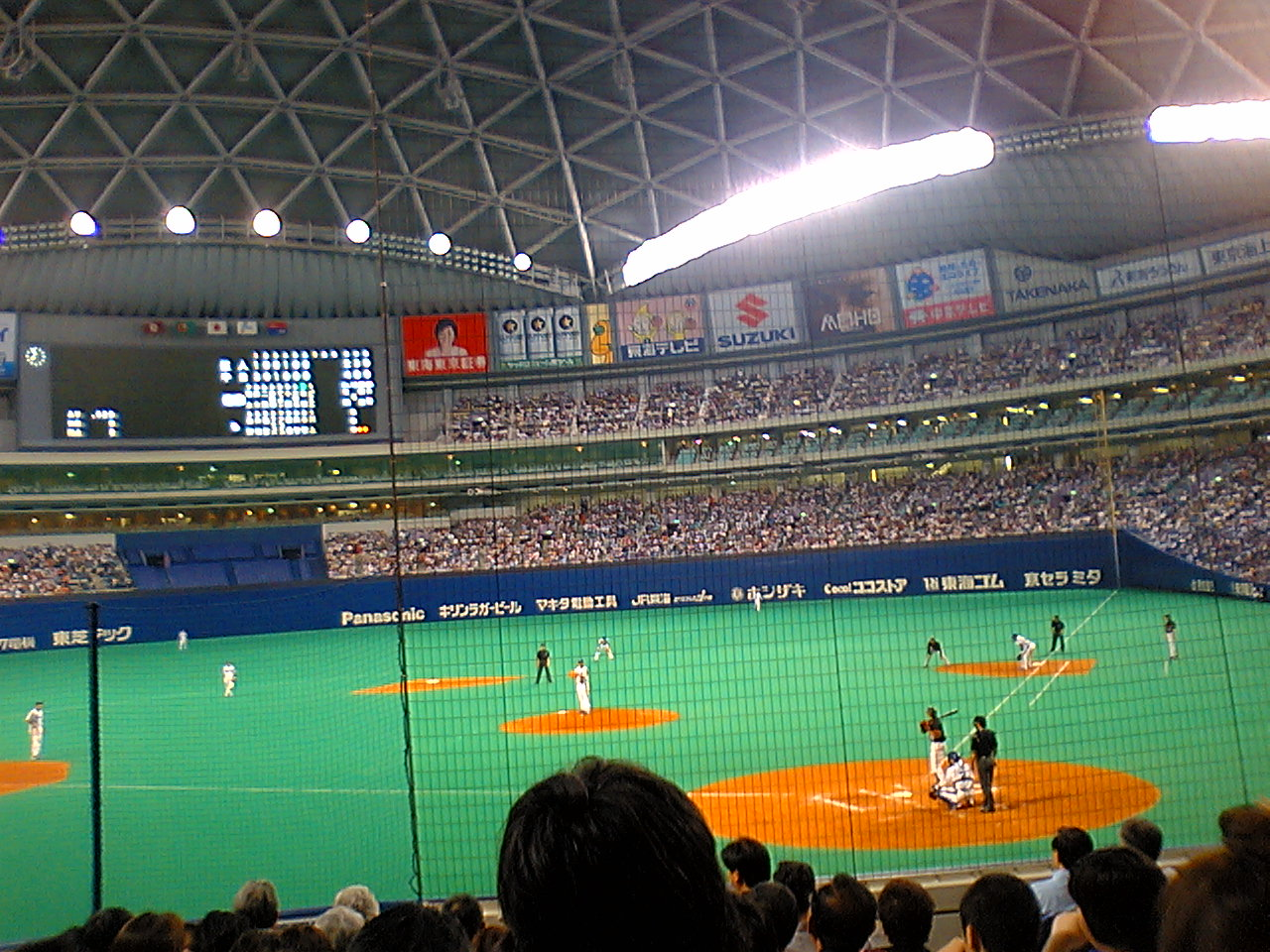
典型的なドーム球場、ナゴヤドーム

ドーム球場とはグラウンドをドーム形状の屋根で覆った野球場のこと。天候に左右されずにゲームを開催できるという長所がある。
世界初のドームスタジアムは1965年アストロズの本拠地として建設されたアストロドーム。日本初のドームスタジアムは1988年完成の東京ドームである。現在、日本でプロ野球チームの本拠地として使用されている(いた)ドーム球場には東京ドーム（1988年）、福岡ドーム（1993年）、ナゴヤドーム（1997年）、大阪ドーム（1997年）、西武ドーム（1999年）、札幌ドーム（2001年）がある。地方には大館樹海ドーム（2軍戦が開催）、出雲ドームなどが存在する。
ドーム球場は屋根の仕様から大まかに2つのタイプに分類することができる。1つ目のタイプは屋根の素材にテフロンコーティングのガラス繊維膜材などを使用し、場内を陽圧化することで屋根を持ち上げるタイプである。東京ドームやアメリカのメトロドームがこれにあたる。2つ目のタイプは天井を鉄骨屋根で覆うタイプである。福岡ドームをはじめ日米問わずほとんどの球場がこの方式を採用している。その他にも木造建設の大館樹海ドーム、屋外野球場に屋根をかぶせた西武ドームなど、珍しいケースもある（「西武ライオンズ球場」時代は無蓋だった）。

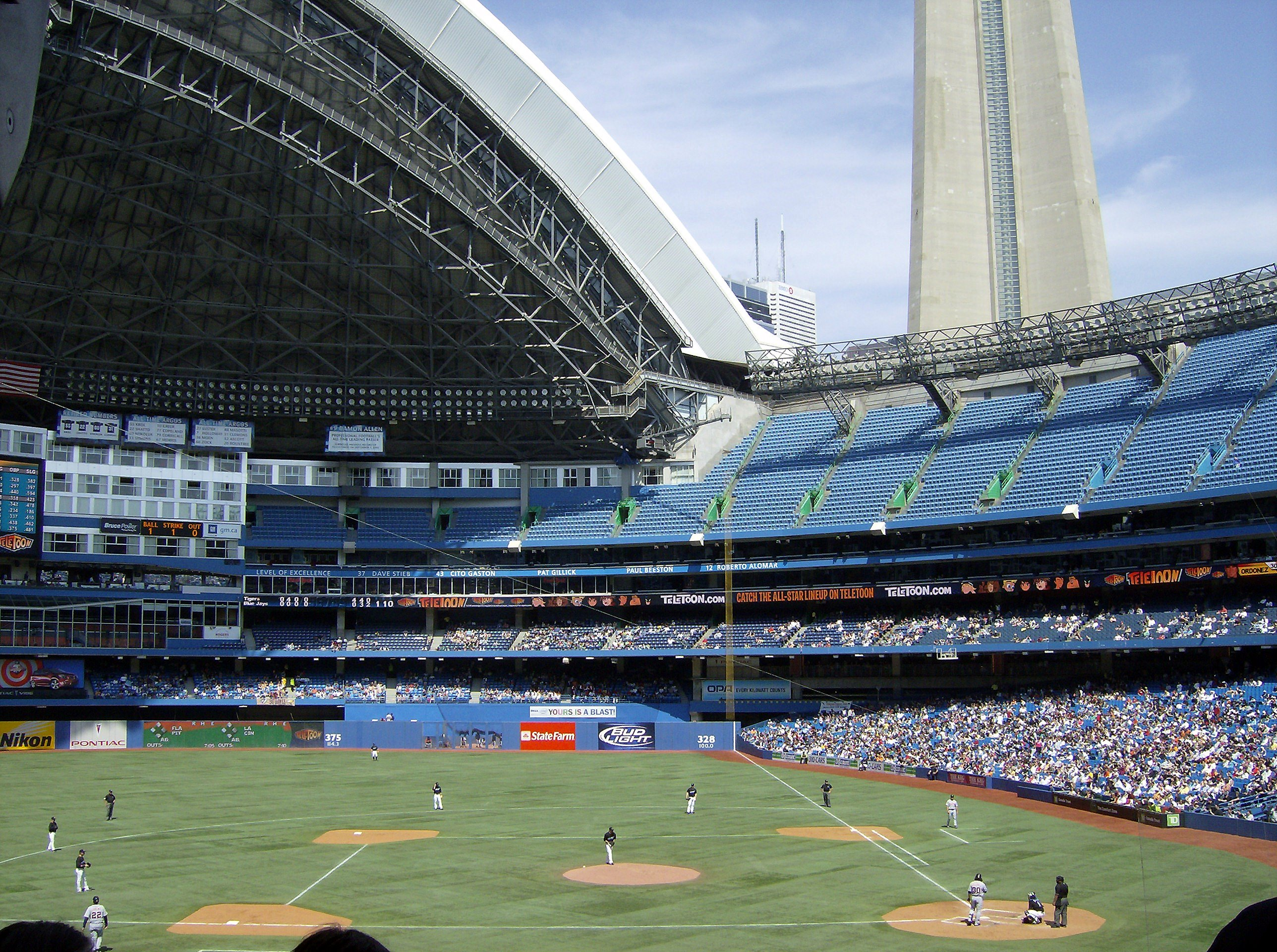
世界初の本格的な開閉式ドーム球場、ロジャース・センター（旧称スカイドーム）

当初は、屋根で場内を完全に密閉した密閉式のドーム球場が多かったが、青空・夜空の下での野球観戦を希求する声が強くなるにつれて、天候によって屋根を自由に開閉できる開閉式ドーム球場が登場した。世界初の開閉式ドーム球場はモントリオール・エキスポズの本拠地だったオリンピックスタジアムで、1988年改修されて簡易開閉式となった（同球場は設計ミス・故障により屋根を開閉できない状況が続いた）。当初から開閉式として建造されたドーム球場はブルージェイズの本拠地として1989年完成したロジャース・センターである。このスタジアムは日本初にして唯一の開閉式ドーム球場である福岡ドームの設計に影響を与えている。
開閉式ドーム球場が生まれた当初はあくまでドーム球場であることを売りとしており、造形的にも屋根の開閉が可能なドーム球場としての色彩が濃かった。日照量が足りないこともあり、スカイドーム（ロジャースセンター）、福岡ドームは人工芝である。

アメリカでは1990年代以降、レトロ調ボールパークがブームになるにつれ、開閉式の屋根を建設するにしても、悪天候時のみ屋根を閉じる前提の設計とし、フィールドには天然芝を敷設し、屋根はドーム形状を用いない、「ドーム」を名乗らない、などボール・パーク色の強いものとなっていった。チェイス・フィールド、T-モバイル・パーク、ダイキン・パーク、アメリカンファミリー・フィールドなどがその代表例である。これら球場に屋根が設置された理由は、チェイス・フィールド、ダイキン・パーク、アメリカンファミリー・フィールドについては所在地特有の暑さ・寒さを避けるために、T-モバイル・パークは雨の多いシアトルの気候を考慮されたためである。一例としてチェイス・フィールドのナイトゲームの場合、午後4時の地元チーム練習開始に合わせて屋根は閉じられ、午後7時の試合開始に合わせて再び屋根が開く。この開閉に必要な時間はわずか4分程度、電気代は2ドルとされている。

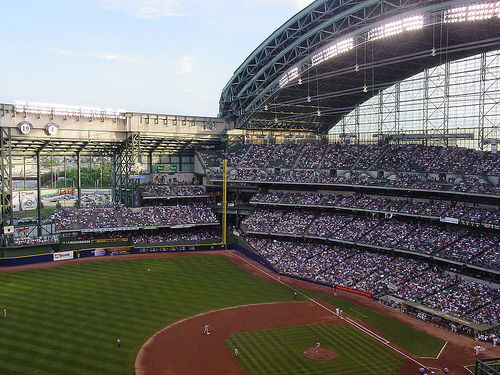
開閉式屋根付きの天然芝野球専用球場、アメリカンファミリー・フィールド

一方、日本で唯一の開閉式ドーム球場であるヤフオクドームは日照量の問題、騒音問題、強風、開閉する際にかかるコストなどの複合的な要因で、2000年以降は特別に指定した試合を除き、屋根を開けて試合を開催しない状態になっている。野球場ではないが、サッカー場として建造された天然芝の御崎公園球技場では、日照や通風などの問題で芝の生育が不良になるという問題も発生している。
1999年完成の西武ドームは、屋根を支えるための、客席のみを覆うドーナツ状の鉄傘を取り付ける第1次工事が完了した1998年度に西武ライオンズ球場から一時的に西武ドーム球場（翌年正式に西武ドームへ改称）へと改称したが、グラウンド部分には屋根がなく降雨時にはもちろん雨天中止となった。このようにドーム球場ではないにもかかわらずドームを名乗るという珍しい状況が1年間続いた。屋根完成後も、観客席後方と屋根の間に隙間は存在したままであり、ドーム球場であるのにもかかわらず場外本塁打が生まれる。

### 野球専用球場・ボールパーク（ball park）

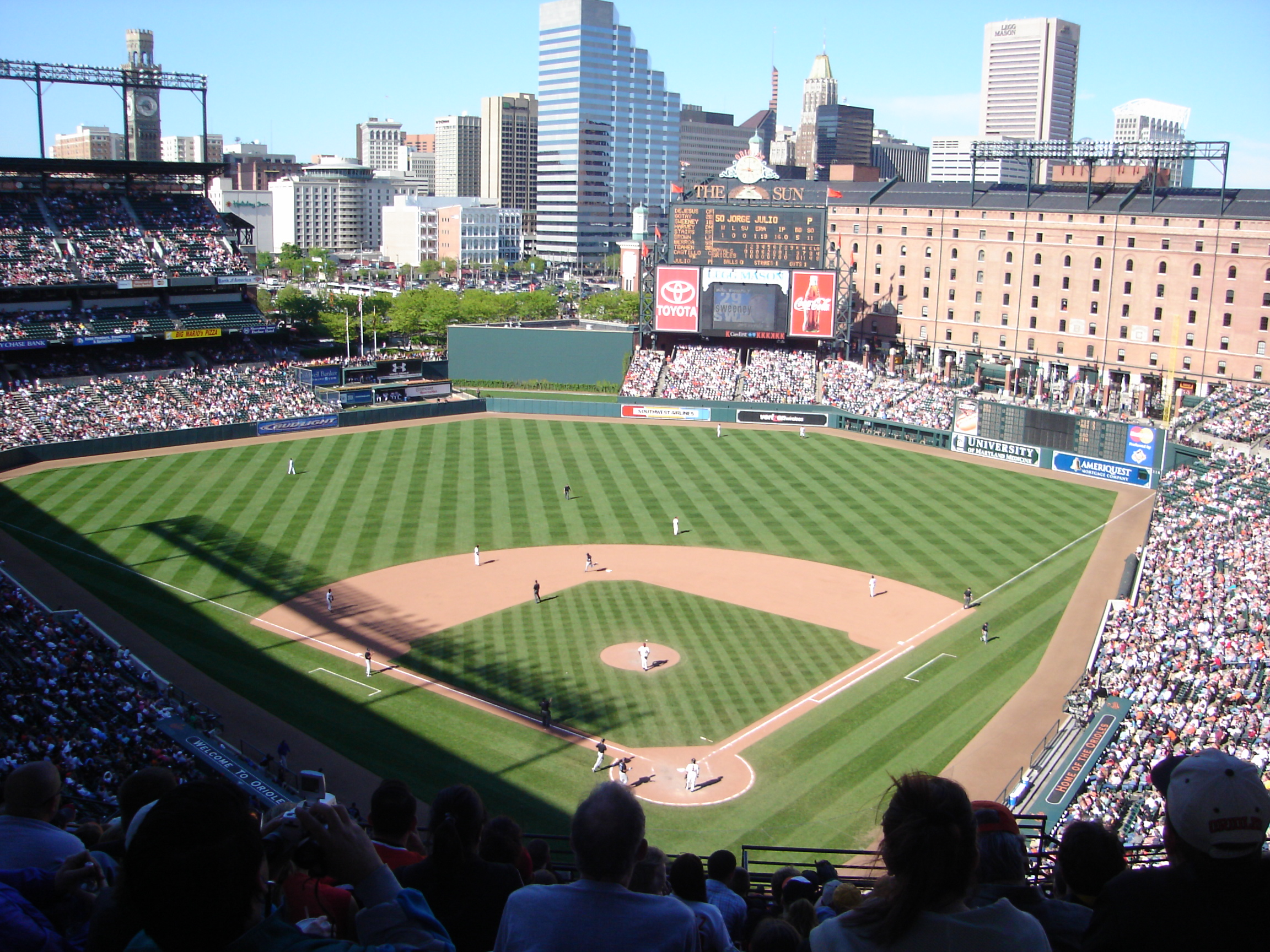
新古典派ボールパークの先駆け、オリオール・パーク・アット・カムデン・ヤーズ

純粋に野球開催のみを主目的に建設された野球場を、現在、米国では一般に「ボールパーク」と呼ぶ。野球場を指す一般的な用語としては、従前から「スタジアム」があり、米国では、1920年にグリフィス・スタジアムが野球場として初めて「スタジアム」を名乗って以来、「○○・スタジアム」という名の名称が一般的であった。しかし、1990年代以降に作られた新球場では、「○○・パーク」、「○○・フィールド」、「○○・ボールパーク」が主流になり、スタジアムと名が付く球場は減少傾向にある。
ボールパークと呼ばれる野球場は、天然芝、狭いファウルゾーン、野球専用でプレーが観やすい観客席、左右非対称のグラウンド形状、設計の随所に見られる遊び心、広く開放的な観客コンコース、等を共通の特徴としており、新古典派（ネオ・クラシック様式）とも呼ばれ、1992年に開場したオリオール・パーク・アット・カムデン・ヤーズがその先駆けとなった。
カムデンヤーズはデザイン面だけでなくマーケティングの面でも画期的な存在であった。それまでの球場はアメフトとの兼用が多く、そのため少ない試合数でより多くの観客を収容することに重点を置いた設計であった。これはレギュラーシーズンだけで年間162試合もこなすMLBにとっては収容力が過剰であった。そこで、カムデンヤーズはあえて収容人数を4万人台まで減らし、相対的に収容率を上げ、ファンにチケット購入に対する飢餓感を醸成させた（「早く買わないとチケットが売り切れるかもしれない」と思わせることが購買意欲をあおる最高のマーケティングとなる）。一方で、客単価の高い高付加価値の上位クラス座席を増設し全座席に対する比率を上昇させ、全体の座席数は減らしながらも、収益性は逆に高まるというビジネスモデルを作り上げた。これに倣い、その後の新球場も座席数を抑える傾向にある。
さらに現在、米国においては、マイナーリーグ用に低予算でボールパークを建設し、「市街地の活性化」に活かそうとする事例が増えている。ボールパークの周囲にはメリーゴーランドや観覧車、さらにはバーベキューコーナーを設ける等、野球にあまり関心が無い人であってもボールパークの空間・雰囲気を楽しめるよう様々な工夫が凝らされており、その結果、数千人収容規模のボールパークでありながら、試合毎にそのキャパシティを大幅に上回る観客が訪れている。
このようにボールパーク型の野球場は、旧来の球場以上に訪れる観客の裾野を広げる可能性を持つと言える。
日本においても、野球場のことを「○○スタジアム」（野球に限らず、観客席を持つ競技場を意味する単語）、または「○○球場」と呼んでいたが、グリーンスタジアム神戸が2000年に「ボールパーク化計画」を発表、プロ野球本拠地として25年ぶりに内野を天然芝化し、その後も低いフェンス、内野にせり出したフィールドシート、1990年代から続くスタジアムDJによる場内アナウンスなど球場をアメリカ風に改革していったことで、「ボールパーク」という言葉が広く認知された。
また、広島の新球場計画では、当初ドーム球場を建設する方針であったが、本拠地とする予定の広島東洋カープがドーム完成後の採算性を危惧し、また選手らの肉体的負担を考慮して天然芝のフィールドを強く求めたことなどから、ボールパーク建設計画に変更された。（2003年に計画凍結、2005年に現計画が再開。詳細はMAZDA Zoom-Zoom スタジアム広島を参照）
さらに東京ドームなどで相次いでフィールドシートが設置され、千葉マリンスタジアム、横浜スタジアム、札幌ドームで内野フェンスが撤去もしくは低くされたりするなど、従来からの多目的球場においても、ボールパーク化の試みが行われている。

#### アメリカ合衆国における1990年代からの新球場建設ブームの背景
1992年のオリオール・パーク・アット・カムデン・ヤーズを皮切りにMLBは未曾有の新古典派新球場建設ブームに沸いた。
| 開場年 | 球場名（開場時）                             | 球団                           | 備考                             |
| ------ | -------------------------------------------- | ------------------------------ | -------------------------------- |
| 1992年 | オリオール・パーク・アット・カムデン・ヤーズ | ボルチモア・オリオールズ       |                                  |
| 1994年 | ザ・ボールパーク・イン・アーリントン         | テキサス・レンジャーズ         |                                  |
| 1994年 | ジェイコブス・フィールド                     | クリーブランド・ガーディアンズ |                                  |
| 1995年 | クアーズ・フィールド                         | コロラド・ロッキーズ           |                                  |
| 1997年 | ターナー・フィールド                         | アトランタ・ブレーブス         |                                  |
| 1998年 | バンクワン・ボールパーク                     | アリゾナ・ダイヤモンドバックス | 開閉式屋根付き、2019年から人工芝 |
| 1999年 | セーフコ・フィールド                         | シアトル・マリナーズ           | 開閉式屋根付き                   |
| 2000年 | エンロン・フィールド                         | ヒューストン・アストロズ       | 開閉式屋根付き                   |
| 2000年 | パシフィック・ベル・パーク                   | サンフランシスコ・ジャイアンツ |                                  |
| 2000年 | コメリカ・パーク                             | デトロイト・タイガース         |                                  |
| 2001年 | ミラー・パーク                               | ミルウォーキー・ブルワーズ     | 開閉式屋根付き                   |
| 2001年 | PNCパーク                                    | ピッツバーグ・パイレーツ       |                                  |
| 2003年 | グレート・アメリカン・ボール・パーク         | シンシナティ・レッズ           |                                  |
| 2004年 | ペトコ・パーク                               | サンディエゴ・パドレス         |                                  |
| 2004年 | シチズンズ・バンク・パーク                   | フィラデルフィア・フィリーズ   |                                  |
| 2006年 | ブッシュ・スタジアム                         | セントルイス・カージナルス     |                                  |
| 2008年 | ナショナルズ・パーク                         | ワシントン・ナショナルズ       |                                  |
| 2009年 | シティ・フィールド                           | ニューヨーク・メッツ           |                                  |
| 2009年 | ヤンキー・スタジアム                         | ニューヨーク・ヤンキース       |                                  |
| 2010年 | ターゲット・フィールド                       | ミネソタ・ツインズ             |                                  |
| 2012年 | マーリンズ・パーク                           | マイアミ・マーリンズ           | 開閉式屋根付き、2020年から人工芝 |
| 2017年 | サントラスト・パーク                         | アトランタ・ブレーブス         |                                  |
| 2020年 | グローブライフ・フィールド                   | テキサス・レンジャーズ         | 開閉式屋根付き、開場時から人工芝 |

上記のように、2020年までの29年間に23もの新球場が開場した。
新球場ラッシュの背景には、ほとんどの野球場が建設費用の大半を税金でまかなっていることが挙げられる。2015年1月までコミッショナーを務めたバド・セリグの卓越した経営手腕の下、アメリカ野球史上に残る好景気を記録し、日本に比べて黒字経営球団の多いメジャーリーグといえど野球場の建設費用は莫大であり、簡単に調達できる金額ではない。
そこで、ほとんどの新球場建設にあたっては、住民投票によって地元住民の同意を得て税金投入や特別税徴収、公債発行が行われている。さらに球団は自治体から完成した球場を格安でリース契約できるなど、多くの優遇政策があり、その結果、このような新球場建設ラッシュを生んでいる。2006年までに建設された新古典派球場のなかで住民投票で税金投入などが認められなかったのはオラクル・パーク（サンフランシスコ・ジャイアンツ）のみである。例えば、2010年開場のミネソタ・ツインズの新球場は、建設費用5億2200万ドルのうち、約4分の3に相当する3億9200万ドルがミネアポリス市など地元自治体の負担であり、ミネアポリス市があるヘネピン郡では消費税率を引き上げている。このように新球場建設には地元住民の理解と協力が不可欠である。
なぜこのような公金投入が行われることになるのかは、アメリカの経済学者、アンドリュー・ジンバリストの著書『May the Best Team Win』 などに詳しい。それによると、MLB機構は球団の数や移転を管理し、球団数よりもそれを欲しがる自治体のほうが多い、需要過多・供給不足の状態を意図的に作り出している。そのため、フランチャイズ都市では球団オーナーがより良い待遇・環境を自治体から引き出すために「移転」という選択肢を選ぶこともある。地域の象徴であり、地域活性化にもつながるプロスポーツチームを手放したいと思う自治体は少なく、オーナーや球団の要求を呑むケースが多い。
かつて存在した「アメリカの古き良き野球場」を模した球場が、人々に懐かしさという感情をわき起こさせたことが、新古典派球場ブームの根底にある、というアメリカ固有の事情があるということが重要である。

## 代表的な野球場

### 日本国内
- 阪神甲子園球場 1924年開設の日本で最初に誕生した野球専用競技場。
- MAZDA Zoom-Zoom スタジアム広島、ほっともっとフィールド神戸、ひなたサンマリンスタジアム宮崎 プロ野球が行われるスタジアムで数少ない内外野全面天然芝球場。
- ベルーナドーム 既存の屋外球場にドーム屋根を架設、丘陵地を掘り起こして建設された。
- 札幌ドーム サッカー・野球兼用で、2022年までは日本で唯一、プロ野球とJリーグの本拠地を兼ねていた。
- 東京ドーム 日本初のドーム球場。
- ZOZOマリンスタジアム 埋立地の人工海浜近くに立地し、海陸風に見舞われることが多い。常時風向風速測定がされる。
- 川崎球場 外野スタンドが非対称（スタンドは2000年取り壊し）。
- 長野オリンピックスタジアム 1998年長野冬季オリンピックの開会式・閉会式会場として利用。
- グリーンスタジアム倉吉 現存する主要屋外球場で唯一ラッキーゾーンが設けられている。
- 福岡PayPayドーム 日本で2番目のドーム球場であり、日本初の開閉式の屋根付き球場。
- バンテリンドーム ナゴヤ
- 横浜スタジアム スタンド可動式の多目的球場として建設されたが、2003年に新型人工芝へ変更され、固定式となった。
- 京セラドーム大阪
- エスコンフィールドHOKKAIDO プロ野球の本拠地としては日本で2番目の開閉式の屋根付き球場で、屋内型球場としては日本初の天然芝球場である。

### 日本国外
- アストロドーム 世界初のドーム球場、世界初の人工芝敷設（現在は野球は行われていない）。
- ヒューバート・H・ハンフリー・メトロドーム 世界初のエアドーム式野球場。
- ロジャース・センター 世界初の開閉屋根付きドーム球場。
- ダイキン・パーク、アメリカンファミリー・フィールド、T-モバイル・パーク 開閉式屋根に天然芝グラウンドを併設。
- ダイキン・パーク 中堅後方に「タルの丘」と呼ばれる傾斜がある。またタルの丘の頂上付近のフィールド内にフラッグポールが建っている。
- フェンウェイ・パーク 左翼方向が極端に狭い左右非対称なグラウンドと、10m以上の高さを誇るレフトフェンス（通称:グリーンモンスター）。
- オラクル・パーク 右翼席のすぐ後ろが海であるため、右翼席を極端に少なくして、海に飛び込む本塁打ボールを「スプラッシュヒット」として名物化させている。
- カウフマン・スタジアム 2008年まで、外野席が一部を除いて存在しなかった。外野部分には、巨大な噴水が設置されている。
- トロピカーナ・フィールド 人工芝のドーム球場だが、塁間は全て土である。
- エキシビション・スタジアム 本来はカナディアン・フットボール用のスタジアムであるため、ライトフェンスが仮設式であり、ライト後方にはフットボール用のグラウンドが広がっている 。
- 蚕室総合運動場野球場 両翼100m、左翼から右翼まで240m、中堅125mという世界でも屈指の広さを誇る左右対称球場。
- フォロ・ソル 海抜2,300mの高地に位置するため、打球が非常に飛びやすい。また、コンサート会場が野球場に改修された珍しい例。
- エスタディオ・ラティーノアメリカーノ　ラテンアメリカ最大の収容人数で、ファウルグラウンドも広く、世界でも屈指の広さを誇る球場。